# Histoire du cinéma
L'histoire du cinéma retrace les principales étapes qui jalonnent son évolution, à la fois technique et esthétique. Depuis l'imagination des auteurs de l'Antiquité ayant conçu les procédés magiques de projection d'images animées jusqu'aux récits de Jules Verne ou illustrés par Albert Robida, la conception théorique du cinéma s'est progressivement transformée par différentes étapes dès la fin du XIXe siècle, parmi lesquelles on peut noter les évolutions de la projection optique, l'invention de la photographie, les diverses dispositifs d'animation mécaniques sans projection ou encore, le développement des caméras exploitant la pellicule film.
Thomas Edison et bien d'autres précurseurs sont à l'origine de différents brevets mais le cinématographe conçu et développé par les Français Auguste et Louis Lumière présenté en public à partir de décembre 1895, marque une étape importante. Par la suite, différentes améliorations naissent ainsi que l'industrie et le commerce des projections publiques. Pour produire les films, des réalisatrices et réalisateurs pionniers sont engagés à contribuer à l'essor des premiers studios. Au milieu du XXe siècle, de très nombreux pays dans le monde voient l'essor des salles de cinéma. En complément du divertissement et dès le début de l'exploitation, différents thèmes cinématographiques sont produits : actualités, documentaires, reconstitutions historiques, reportages, sujets scientifiques ou exploration géographique, etc.
L'arrivée de la couleur, l'écran large ou panoramique, le relief stéréoscopique, la stéréophonie et différents effets spéciaux permettent notamment de concurrencer d'autres médias comme la télévision ou la vidéo. Durant les années 1990, la technologie numérique permet d'améliorer encore la qualité visuelle et sonore des projections dans les salles de cinéma.

## Avant les années 1900

### Pré-cinéma
Le cinéma naît à la fin du XIXe siècle. Si l'animation remonte au moins au XVIIe siècle, avec le « Thaumatrope », il faut attendre 1891 pour voir apparaître le premier brevet portant sur l'animation d'images photographiques et la fabrication réussie d'une première caméra argentique. Le spectacle collectif qui pourra en résulter prend naissance quelques mois plus tard.
Dans de nombreux articles et livres, on peut lire encore aujourd'hui et plus spécialement en France, que « les inventeurs du cinéma sont les frères Lumière ». Ils mettent au point et font construire une machine permettant d'enregistrer puis de projeter en public des vues photographiques en mouvement, qu'ils ont baptisée le cinématographe. À l'époque, la presse, invitée aux premières projections Lumière, parle, non pas du cinématographe, mais du « kinétoscope (ou du kinétographe) des frères Lumière ». Le 22 décembre 1895, quand Auguste et Louis Lumière présentent leur invention aux savants de la Société d'encouragement, ils nomment encore « kinetoscope de projection » ou « kinétographe Lumière » leur appareil de prise de vues et de visionnement. L'appareil de prise de vues, inventé par Thomas Edison et son principal collaborateur, William Kennedy Laurie Dickson en 1891, la caméra Kinétographe, la première caméra et l'appareil permettant de voir individuellement les films, le kinétoscope, sont cités en références, preuve de leur antériorité fonctionnelle. « Les bandes tournées par Dickson sont à proprement parler les premiers films. » L'invention des frères Lumière, ou plus exactement celle de Louis Lumière et de son ingénieur, Jules Carpentier, est à la fois une caméra et un projecteur (et même une tireuse de copies), ce qui va séduire les amateurs fortunés.
Avec la possibilité de voir des vues photographiques animées sur grand écran, les frères Lumière lancent à travers le monde le spectacle des films, antérieurement ébauché par le kinétoscope dans les Kinetoscope Parlors. Le cinématographe Lumière apparaît immédiatement non seulement comme un perfectionnement important des inventions de Dickson-Edison et de Reynaud, mais aussi comme un concurrent fatal à tous les spectacles animés préexistants ou naissants en 1895[réf. nécessaire].
En français, l'apocope de la marque déposée Cinématographe, le cinéma, va s'imposer dans le langage courant en quelques années. Mais dans les autres pays, ce sont les moving pictures, les movies, sans oublier le kino et non pas le cinéma. La Grande Encyclopédie Larousse affirme : « Ce retentissement mondial conduira de nombreux historiens à considérer le 28 décembre 1895 comme la date de naissance du cinéma ». Elle évoque la projection que les frères Lumière organisent à Paris, pour le grand public, dans le Salon indien du Grand Café, au no 14 du boulevard des Capucines mais ne représente pas la première tentative d'images photographiques en mouvement projetées en public. Certes, le succès des projections du Grand Café donne un nouveau départ à l'exploitation des films, telle qu'Edison la pratique encore en 1895 avec succès sous une autre forme dans ses nombreux Kinetoscope Parlors, explique avec humour Édouard Waintrop, critique de cinéma et délégué général de la Quinzaine des réalisateurs au Festival de Cannes. « Alors que monsieur Edison a mis au point une petite boîte avec un éclairage très faible, qui permet à seulement une ou deux personnes isolées d'expérimenter ce phénomène d'images animées, les Lumière ont choisi un système qui permet de faire partager l'expérience à toute une assemblée ».

### Cinématographe
« Louis et Auguste Lumière avaient fait le serment de signer ensemble toutes leurs inventions, mais nous savons aujourd'hui que certaines d'entre-elles reviennent en propre au cadet, Louis. Celui-ci ne fut pas seulement l'inventeur du cinématographe, cet appareil qui a permis, pour la première fois, la projection sur un écran d'une photographie animée de quelque durée. Il a également tourné des films, ébauché par la pratique une esthétique, formé des opérateurs, défini la plupart des genres cinématographiques que nous connaissons aujourd'hui ». En faire les initiateurs des projections animées sur grand écran pourrait sembler abusif, puisque c'est leur compatriote Émile Reynaud qui, le premier, le 28 octobre 1892, organise devant une assemblée publique payante la première projection animée sur grand écran du premier dessin animé. Quand est évoquée leur paternité exclusive du cinéma, Louis Lumière lui-même n’en revendique pas autant et corrige lui-même l'affirmation le présentant avec son frère comme ses seuls inventeurs, ainsi que le rapporte Maurice Trarieux-Lumière, petit-fils de Louis Lumière et président de l'Association Frères Lumière : « Mon grand-père a toujours reconnu avec une parfaite probité, j'en porte témoignage, les apports de Janssen, Muybridge et Marey, inventeurs de la chronophotographie, Reynaud, Edison et surtout Dickson ».
Dans les premières décennies du XXIe siècle, les frères Lumière sont encore présentés comme les seuls inventeurs du cinéma : c'est le cas dans la majorité des articles ou livres sur le cinéma, car pour les Français, le cinéma en son essence consiste en la projection d'un film sur un écran, dans une salle; il en va ainsi pour l'Institut Lumière même, dont on peut citer une phrase de présentation : « À l'automne 1894, Antoine Lumière s'adresse à ses deux fils Louis et Auguste pour leur demander de s'intéresser à ces images animées sur lesquelles Thomas Edison et quelques autres pionniers magnifiques butaient alors ». Ces « pionniers magnifiques », le couple Edison-Dickson est pourtant bien à l'origine des premiers films du précinéma, ainsi que l'affirme Laurent Mannoni, conservateur à la Cinémathèque française des appareils du précinéma et du cinéma : les premiers films ont été enregistrés par le « Kinétographe (en grec, écriture du mouvement) : caméra de l’Américain Thomas Edison, brevetée le 24 août 1891, employant du film perforé 35 mm et un système d’avance intermittente de la pellicule par "roue à rochet". ». Les « pionniers magnifiques » ne butent pas devant l'impossible : ils ont déjà trouvé, aussi bien Dickson que Reynaud. « Cent quarante-huit films sont tournés entre 1890 et septembre 1895 par Dickson et William Heise à l'intérieur d'un studio construit à West Orange, le "Black Maria", une structure montée sur rail, orientable selon le soleil ».
Il reste bien un énorme fossé technologique entre la création de Louis Lumière (la caméra Cinématographe, marque déposée) et celle du duo Edison-Dickson, la caméra Kinétographe, le prototype de toutes les caméras à venir. Cependant, l'Institut Lumière a quelque peu changé ses affirmations et le fameux hangar du premier film, présenté comme le lieu où a été tourné le premier film de l'histoire, est dorénavant désigné « le lieu de tournage du Premier-Film Lumière. » Ce qui ne réduit d'ailleurs pas le génie de Louis Lumière. Construire la machine appelée le cinématographe ne revient donc pas à inventer ce qui est au cœur du 7e Art, son essence même, les films. Pas de films, pas de cinéma, pas d'audiovisuel. Toutefois, toujours pour Laurent Mannoni, « le cinéma n'[est] pas apparu miraculeusement en 1895 » et « l'industrie des "photographies mouvementées" a pu éclore, dans les années 1890, grâce à des usages et des pratiques établis depuis des siècles ».

### Étapes fondamentales
Les quatre étapes fondamentales de l'invention du cinéma, donc de ce qui fait l'objet même de la création cinématographique : les films, si l'on excepte l'invention de la gélatine argentique, une émulsion gélatineuse - faite à partir d'éléments d'origine animale - contenant une suspension de cristaux de bromure d'argent, fondement de la photographie argentique, qui concerne en premier chef la photographie, peuvent se classer chronologiquement ainsi :
1. 1888 : L'Américain John Carbutt invente un support souple et transparent, en nitrate de cellulose, le celluloïd, en bandes de 70 mm de large commercialisées par l'industriel George Eastman pour son nouvel appareil photo (Kodak)[20].
2. 1891 : avant de concevoir en 1893 le film 35 mm à défilement vertical, à 2 jeux de 4 perforations rectangulaires par photogramme, tel que nous le connaissons encore de nos jours, l'Américain Thomas Edison, secondé par William Kennedy Laurie Dickson, expérimente dès 1891 le format 19 mm à défilement horizontal et photogrammes circulaires, dont le premier résultat réussi est considéré comme le premier film de l'histoire : Dickson Greeting (Le Salut de Dickson). Les deux hommes mettent au point le kinétographe, appareil de prises de vues animées et le kinétoscope, appareil de visionnement individuel des films ainsi obtenus[21]. Ils enregistrent les premiers films du cinéma et peuvent les montrer en mouvement au public grâce au kinétoscope (et plus tard, en projection).
3. 1892 : Le Français Léon Bouly dépose le 12 février 1892 le brevet d'un appareil « réversible de photographie et d'optique pour l'analyse et la synthèse des mouvements, dit le “Cynématographe Léon Bouly” ». Cet appareil n'a laissé aucune trace de bon fonctionnement et d'ailleurs, ce motif amène Bouly à accepter d'en vendre la dénomination aux Lumière. Le Français Émile Reynaud conçoit le premier dessin animé du cinéma, qu'il trace et colorie aux encres à l'aniline directement sur une bande souple perforée de 70 mm de large, d'une grande longueur, faite de multiples carrés de gélatine, protégée par de la gomme-laque, renforcée par des cadres cartonnés et de fins ressorts, au défilement horizontal. Il entreprend, à l'aide d'une machine de sa conception, le théâtre optique, les premières projections publiques d'images en mouvement sur grand écran devant un public assemblé payant, trois ans avant les projections des frères Lumière[22]. Jusqu'en mars 1900, plus d'un demi-million de spectateurs assistent à ces projections en payant un droit d'entrée, ce qui est un résultat remarquable pour une salle aux dimensions modestes. Reynaud commande la première musique originale composée exprès pour un film[23].
4. 1895 : le Bisontin Louis Lumière, plus connu sous l'appellation des frères Lumière car un contrat patrimonial lie les deux fils d'Antoine Lumière (Auguste et Louis), synthétise les découvertes de ses prédécesseurs et conçoit à Lyon le cinématographe, un appareil capable d'enregistrer des images photographiques en mouvement sur un film Eastman de 35 mm de large à 2 jeux de 2 perforations rondes par photogramme (format abandonné rapidement au profit du format Edison) et de les restituer en projection (cet appareil est dit "réversible"). Après quelques projections privées, les deux frères organisent à Paris les premières projections publiques payantes d'images photographiques en mouvement sur grand écran, ou du moins celles qui provoquent le plus grand retentissement mondial, car avant elles, d'autres projections du même type ont eu lieu, à Berlin (Max Skladanowsky et son frère Eugen, avec leur caméra Bioskop) et à New York (Woodville Latham avec son panoptikon), mais sans le succès rencontré par les vues de Louis qui a mis son immense talent de photographe au service de ces vues photographiques animées Lumière.

Pour désigner les recherches qui précèdent l’invention des premiers films de cinéma et qui n'utilisent pas le film souple de celluloïd, on parle selon les auteurs de précinéma, ou d'« archéologie », de « haute-époque » pour la période antérieure à 1895. La date de 1888 peut être quelquefois retenue comme séparation entre le précinéma et le cinéma, l'invention du film souple en celluloïd par John Carbutt et sa commercialisation par l'industriel George Eastman en 1888 sous la forme de rouleaux de 70 mm de large étant la condition sine qua non pour amorcer un spectacle devenant progressivement une industrie culturelle. Certes, Reynaud utilise un autre support, de dimension 70 mm de large mais constitué de carrés de gélatine indépendants pour plus facilement les colorier et les repérer l'un par rapport à l'autre par transparence. Ces carrés sont assemblés et forment une bande unique qui se déroule d'une bobine à l'autre en passant par un système de projection, non pas mécanique, mais optique.
La majorité des historiens du cinéma, comme l'Américain Charles Musser, n'ont pas la même définition du précinéma et classent Edison et Reynaud dans cette catégorie, au motif que le mode de visionnement d'Edison n'est pas une projection et que la pellicule de Reynaud n'est pas la pellicule 35 mm que nous connaissons encore aujourd'hui. Mais, si l'on se base sur ces remarques, la pellicule 35 mm à perforations rondes à raison d'un seul jeu par photogramme des frères Lumière n'est pas non plus la pellicule standard de cinéma à deux jeux de quatre perforations rectangulaires par photogramme mise au point par le duo Edison-Dickson. Ce qui conduirait de façon absurde à mettre l'invention des frères Lumière dans le précinéma. D'autre part, de nos jours les systèmes de visionnement sont le plus souvent étrangers à la projection (téléviseurs, ordinateurs personnels, écrans à cristaux ou plasma, smartphones), mais n'en présentent pas moins des films documentaires, des fictions de cinéma ou des séries de télévision. Les supports eux aussi se sont diversifiés et le 35 mm relèvera bientôt de la muséologie, du moins en prise de vues cinématographique. Les disques numériques et autres supports de données numériques s'imposent inexorablement. Pour l'historien d'aujourd'hui, le cinéma ne doit pas être réduit à la définition de ses premières apparitions sur grand écran.

### Théories sur le mouvement

Exemple d'effet bêta : une succession d'allumages donne l'illusion que l'on voit une balle en mouvement

Le phénomène de la persistance rétinienne est observé au XVIIIe siècle par le Franco-Irlandais Chevalier d'Arcy qui fabrique un disque rotatif sur le périmètre duquel est fixé un charbon ardent. À partir d'une vitesse de rotation de sept tours à la seconde, le charbon ardent donne l'illusion d'un cercle lumineux continu, « qu'il ne pouvait être attribuée qu'à la durée de la sensation ». La « sensation qui dure », qu'on appelle la persistance rétinienne, est souvent considérée, à tort, par les cinéphiles et le grand public comme étant la base de la perception du mouvement au cinéma. En réalité, ce phénomène physiologique passif, lié à la rétine, intervient secondairement.

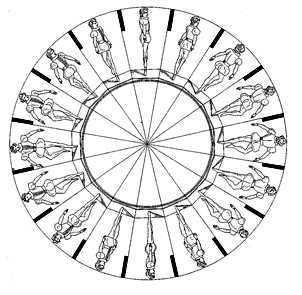
Disque de phénakistiscope à 16 figures

En 1830, une expérience du Britannique Michael Faraday, utilisant une roue dentée en rotation (sorte de scie circulaire en bois, en carton, ou en métal léger, appelée depuis roue de Faraday), démontre que si on regarde la roue en mouvement, l'œil n'arrive pas à identifier chacune des dents, il perçoit la roue comme un disque continu. En revanche, si on observe l'image de cette roue dans un miroir à travers les dents, le cerveau perçoit la roue comme étant immobile, les dents paraissant bien séparées l'une de l'autre. C'est ce que le Belge Joseph Plateau remarque lui aussi en 1832 et qu'il interprète comme preuve de l'existence de la persistance rétinienne. Pour obtenir cette sensation, il remarque par expérimentation qu'il est nécessaire que la roue tourne à raison de 12 dents passant en un point en une seconde, proche des 7 tours par seconde déterminés par le Chevalier d'Arcy.

Captation vidéo du fonctionnement d'un phénakistiscope. Devant le museau du cheval, on voit les fentes (perçues comme immobiles) à travers lesquelles est captée la vidéo.

Voulant démontrer sa théorie, Joseph Plateau fabrique la même année son Phénakistiscope avec des vignettes dessinées et le même nombre de créneaux (ou fentes). Plateau imagine que « si la vitesse est assez grande pour que toutes ces impressions successives se lient entre elles et pas assez pour qu'elles se confondent, on croira voir chacune des petites figures changer graduellement d'état ».
L'interprétation de Joseph Plateau est exacte en ce qui concerne la vision de la roue vue directement, quand le disque semble être continu, sans dents, car la persistance rétinienne provoque un effet de flou, comme le fait un appareil photo lorsqu'il prend au dixième de seconde, ou au cinquantième de seconde un cliché d'un personnage en mouvement rapide (course ou saut) : les bras et les jambes ne sont pas visibles en détail sur la photographie, mais apparaissent comme une masse floue. Tous les photographes, même amateurs, connaissent ce phénomène dont le remède est simple : choisir une exposition plus courte, centième de seconde, ou mieux, millième de seconde.
Mais le second phénomène (la roue en mouvement qui paraît immobile quand elle est vue dans le miroir à travers la rotation des dents) est donné par une autre caractéristique de la perception humaine, découverte par Max Wertheimer au début du XXe siècle, que l'on appelle « l'effet bêta » (confondu encore aujourd'hui avec l'effet phi, autre phénomène mis en lumière également par Wertheimer), un phénomène d'interprétation de la vision par le cerveau, qui explique notre perception des images animées en mouvement. C'est la capacité du cerveau à identifier deux lumières clignotantes, éloignées l'une de l'autre, comme étant un seul objet lumineux qu'il croit voir se déplacer.

« Un bon exemple est donné par les flèches géantes lumineuses fixes décalées l’une derrière l’autre, en cascade, qui signalent sur les autoroutes un resserrement de la circulation ou une déviation et qui s’allument et s’éteignent les unes après les autres, donnant l’illusion d’une flèche unique qui se déplacerait dans le sens indiqué. »

C'est l'effet bêta qui donne l'illusion que l'image de chaque dent de la roue de Faraday est liée à l'image de la dent précédente et ainsi, de suite, donnant l'impression - dangereuse ! - que la roue est immobilisée. L'image vue dans le miroir est en réalité un leurre, une illusion donnée par la zone corticale postérieure du cerveau, cette zone qui analyse la vision et la transforme en perception, une interprétation de la vision. L'immobilité apparente explique comment le cerveau perçoit la succession des nombreux photogrammes d'un film comme faisant partie du même objet, ignorant qu'il s'agit d'une succession d'objets distincts. C'est ainsi que le cerveau interprète la vision des différentes positions d'un personnage dans un film, suite de photogrammes fixes, comme étant le personnage en mouvement.
Pour contrarier le phénomène de la persistance rétinienne qui apporterait un flou rendant impossible la perception de chaque position de la roue, par un effet de masque contrariant l'image suivante, ce sont les dents elles-mêmes, à travers lesquelles on doit regarder l'image, qui interrompent cette persistance, l'effacent en quelque sorte, c'est la fréquence de rafraîchissement, comme on le dit pour un écran d'ordinateur. Et c'est pour cette raison que dans l'un de ces jouets scientifiques qui sont inventés au cours du XIXe siècle, appelés jouets optiques, on regarde la succession des vignettes dessinées à travers des fentes ou par le biais de miroirs en rotation, le passage entre chaque fente ou entre chaque face de miroir assurant par obturation le rafraîchissement de la vision du spectateur. Au cinéma, c'est le rôle de l'obturateur - rotatif ou à guillotine pour certaines caméras - dans les caméras et les appareils de projection. L'universitaire Jacques Aumont souligne bien, dans ses études sur le cinéma, le handicap paradoxal que présente la persistance rétinienne au niveau de la perception du mouvement et la nécessité de l'effacer à chaque changement de photogramme :

« L'information détaillée serait temporairement supprimée à chaque noir entre photogrammes successifs (ndlr : le noir qui correspond au passage de l'obturateur devant l'objectif pour masquer le déplacement de la pellicule et qui enregistre une séparation noire entre chaque photogramme) et ce masquage serait précisément ce qui expliquerait qu'il n'y ait pas accumulation d'images persistantes dues à la persistance rétinienne. »

Les insectes, aux liaisons nerveuses ultra-courtes, perçoivent le monde en moyenne à raison de 300 images par seconde. Ils ne percevraient, s'ils souhaitaient aller au cinéma, qu'une succession paresseuses d'images différentes mais parfaitement immobiles.

### Le mouvement décomposé
Les « jouets de salon » ou jouets optiques, qu’affectionnent un public fortuné, visent à développer la curiosité scientifique dans l’esprit des enfants de bonne famille. Le Phénakistiscope de Joseph Plateau est l'un de ces jouets de salon.

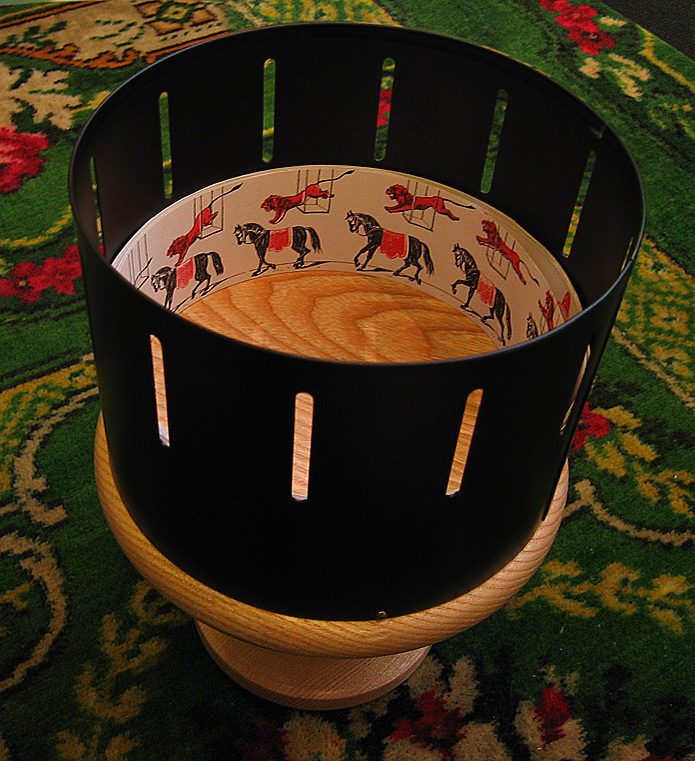
Zootrope moderne, adapté de l’Anglais William George Horner (1833)
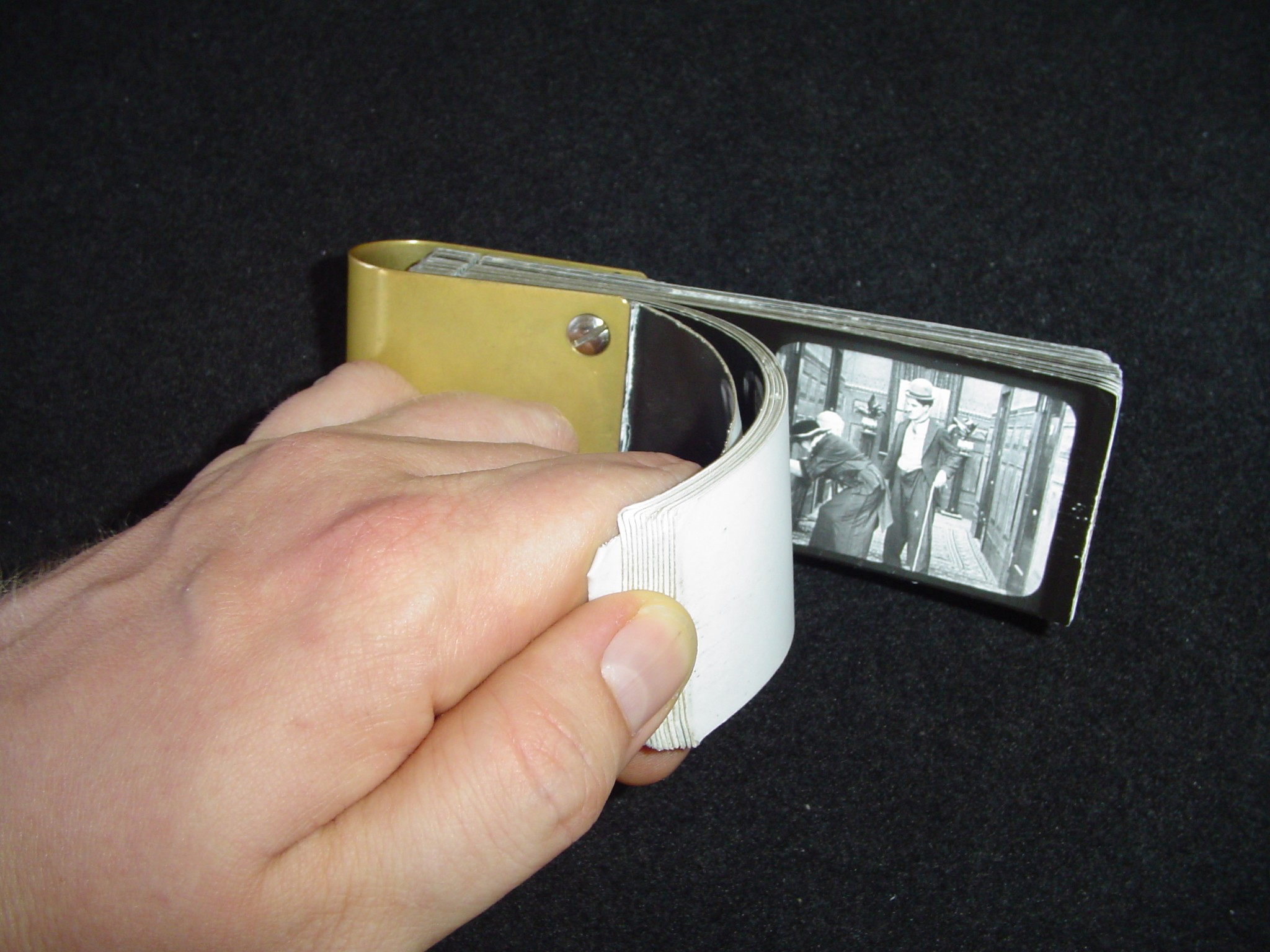
un Folioscope photographique moderne, adaptation du Flipbook de l'Anglais John Barnes Linnett (1868)
le Zoopraxiscope du photographe britannique Eadweard Muybridge. Ruade dessinée d'un âne (1879)
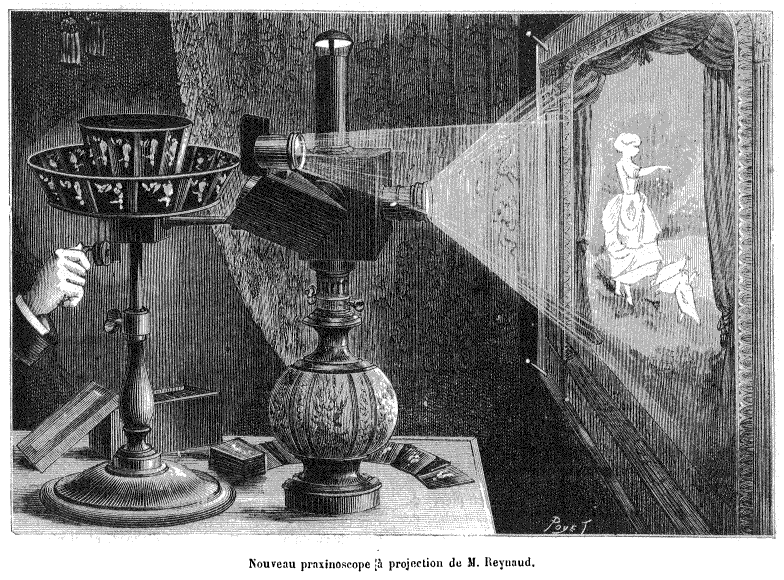
le Praxinoscope de projection du Français Émile Reynaud (1880)

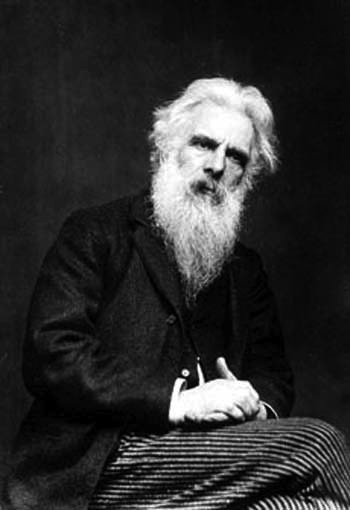
Eadweard Muybridge

Eadweard Muybridge et son célèbre équivalent français Étienne-Jules Marey, mettent au point diverses machines ou procédés optiques dans un but plus scientifique que commercial, pour tenter de décomposer et ainsi, d'étudier les mouvements des êtres humains ou des animaux et en général tout phénomène trop rapide pour être analysé par le regard (exemples : chute d'une goutte d'eau, explosions ou réactions chimiques).

« Cette connaissance ne pouvait être acquise par l’observation simple, car l’attention la plus soutenue, concentrée sur l’action d’un seul muscle, a grand’peine à en saisir les phases d’activité et de repos, même dans l’allure la plus lente. Comment alors pourrait-on espérer de saisir à la fois l’action de tous les muscles des membres à toutes les phases d’une allure rapide. »

Ils désirent montrer clairement, par une succession fulgurante de photos, le mécanisme de la marche, de la course ou du saut chez l’homme, ou comment l’oiseau actionne ses ailes, comment le chat retombe toujours sur ses pattes, etc. Il n’est pas dans leurs intentions de faire du spectacle à partir de leurs travaux ; la reconstitution récréative du mouvement n'est pas leur premier souci. Le cofondateur des Cahiers du cinéma, André Bazin, père spirituel de François Truffaut, remarque avec pertinence :

« Le cinéma ne doit presque rien à l'esprit scientifique… Il est significatif que Marey ne s'intéressait qu'à l'analyse du mouvement, nullement au processus inverse qui permettait de le recomposer. »

D’ailleurs, le défi scientifique protège ces photographes car leurs modèles s’activent devant l’appareil de prises de vues in puri naturalibus, autrement dit complètement nus et, à l’époque victorienne, il est impensable de présenter ces photos au grand public sans une solide justification scientifique ou médicale (les peintures de nus ne sont pas aussi scandaleuses que des nus en photos).

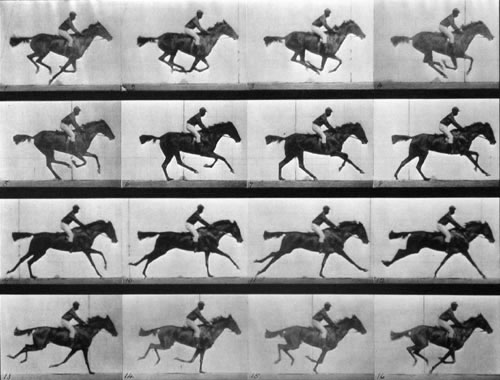
16 des 24 photos du galop (les no 2 et 3 montrent le cheval quittant le sol)

L'expérience de Muybridge (1878) au mouvement reconstitué en 1880 par le Zoopraxiscope (animation gif moderne).

C’est sans doute un pari, lancé entre un riche propriétaire de chevaux et des contradicteurs, qui permet à Eadweard Muybridge de monter en 1878 une expérience coûteuse, sponsorisée par l’amateur de purs-sangs. Il s’agit de savoir à quel moment, au cours de son galop, les pieds d'un cheval quittent ensemble le sol. Par tradition, toute la peinture équestre représentait, jusqu'à cette expérience, les quatre membres du cheval en extension, comme s'il franchissait un obstacle. Muybridge aligne le long d’une piste de course douze puis vingt-quatre chambres photographiques à l’obturation ultra-rapide (500e de seconde), actionnées les unes après les autres par des fils métalliques tendus en travers du passage d’un cheval au galop. Plusieurs essais sont nécessaires. Au cours de l’un d’eux, le cheval entraîne les chambres noires qui se brisent. Le système est transformé : les fils, après avoir déclenché les instantanés, se détachent et évitent aux appareils photo d’être balayés par le passage de l’animal. Les photographies obtenues prouvent qu'un cheval au galop ne quitte jamais le sol en position d'extension des membres (sauf lors d’un saut). Ses quatre sabots perdent tout contact avec le sol une seule fois, au moment où ses jambes se rassemblent sous son corps.
Pari gagné grâce à la chronophotographie, appellation qu'Étienne-Jules Marey a donnée à ses travaux. Pour appuyer sa démonstration, Muybridge imagine en 1880 le Zoopraxiscope, qui part de l'illusion du mouvement pour arriver, par ralentissement puis arrêt de la machine, à décrire chaque phase du mouvement étudié. Il lance aussitôt la vente de sa machine et de ses disques et commence par la ville de San Francisco. En 1893, Muybridge présente aux États-Unis, à l'Exposition universelle de Chicago, des projections d'images peintes sur Zoopraxiscope, d'après chronophotographies, destinées au grand public, toujours dans le même but pédagogique de montrer les différentes phases d'un geste.

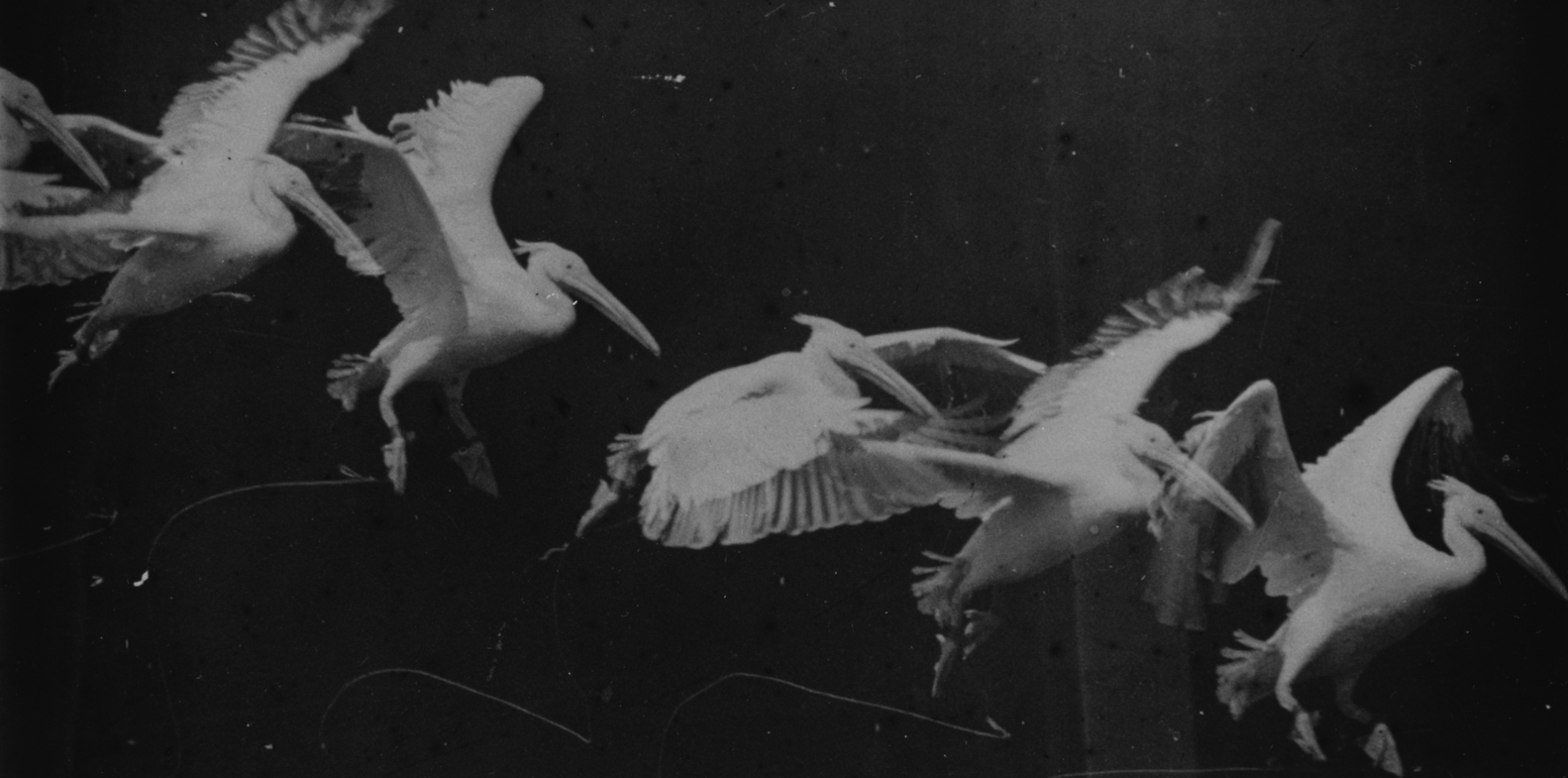
Pélican volant, chronophotographie par Marey (1882). Plusieurs mouvements sur une seule photographie

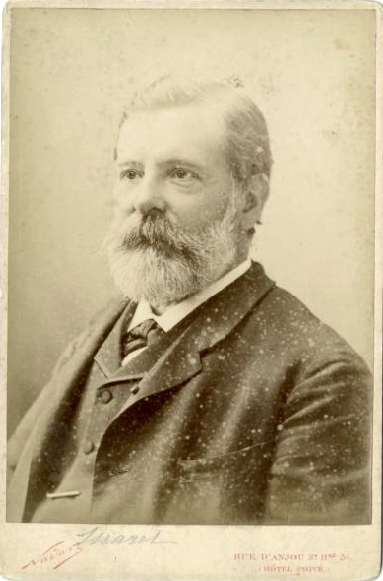
Étienne-Jules Marey (1890)

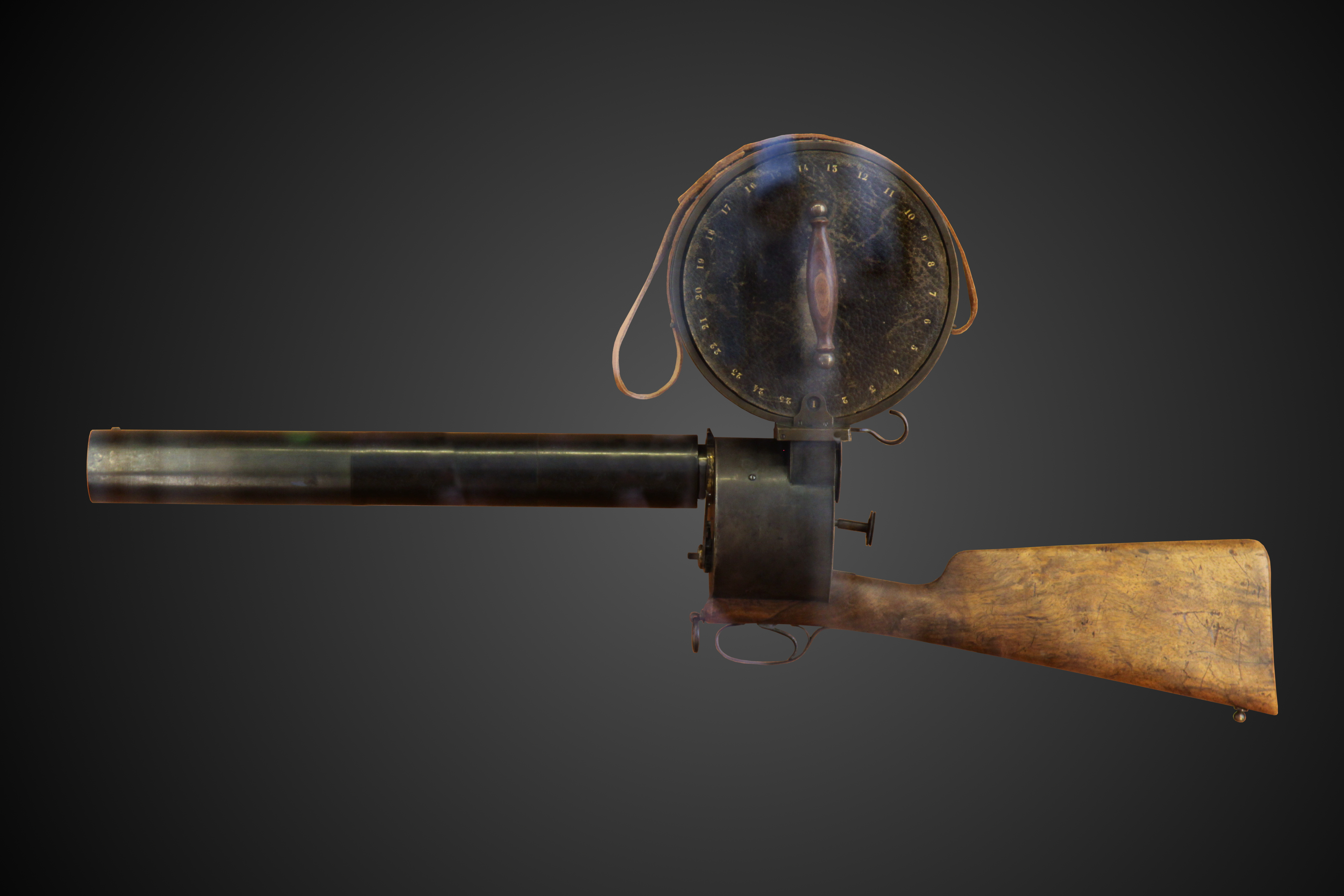
Fusil photographique, adapté en 1889 aux bandes Eastman.

De son côté, Étienne-Jules Marey met au point en 1882, avec le même souci scientifique de décomposer un mouvement trop rapide pour être analysé par l’œil humain, son fusil photographique qui, en une seconde, enregistre en rafale douze photographies sur de petits supports circulaires en verre (comme un revolver). Le fusil photographique de Marey est souvent à tort considéré comme la première caméra. La finalité de ce dispositif n'est pas la reconstitution du mouvement et les douze vignettes négatives obtenues sur verre sont examinées par les scientifiques une par une, grâce aux tirages positifs séparés, ou ensemble, grâce à une superposition des photographies.
En 1888, Marey abandonne la plaque de verre, lui préférant le support papier, puis durant l'été 1889 le rouleau souple et transparent en nitrate de cellulose inventé par l'Américain John Carbutt, tous deux commercialisés par George Eastman — le futur Kodak — qui le diffuse maintenant en Europe à la suite de Exposition universelle de 1889. Marey adapte ce dernier avec succès à son fusil photographique puis, la même année, il développe, avec son collaborateur Georges Demenÿ, une caméra argentique dotée d'un mécanisme à came battante, capable de faire avancer la pellicule celluloïd souple en synchronisme avec la fermeture d'un obturateur afin d'obtenir une décomposition photographique du mouvement, non plus sur une même plaque, mais image par image sur un rouleau continu non perforé. Cette caméra « photochronographique » — le mot « chronophotographie » sera retenu officiellement en 1889 — est brevetée le 3 octobre 1890,. La Cinémathèque française conserve environ 420 rouleaux négatifs originaux de Marey et Demenÿ de 0,11 m à 4,19 m de longueur réalisés à partir de 1890 sur des rouleaux de pellicule chronophotographiques en celluloïd, tels que Le Cheval Bixio monté (28 photographies), Le Cheval Bixio au pas (61 photographies), Cheval attelé à une voiture boulevard Delessert, scène extérieure prise depuis une fenêtre du domicile de Marey (36 photographies) ou encore La Vague et des Scènes d'escrime réalisées en 1890 à Naples, où il possède une résidence et conservées au musée Étienne-Jules Marey de Beaune. Bien qu'on puisse depuis les visionner, ce ne sont pourtant pas alors des films du cinéma. Lors des tentatives de projection, l'entraînement de la pellicule non perforée peut engendrer en effet des photogrammes aux dimensions variables dont le recouvrement en visionnement n'est pas satisfaisant, défaut lié à tout dispositif de came battante. Marey tente à partir de 1892 de réaliser un projecteur chronophotographique adapté à ces bandes avec l'aide de Demenÿ, mais finit par renoncer à ce projet et par déclarer en 1894 : « Arrivé à ce point de nos recherches, nous avons appris que notre préparateur avait obtenu d'une autre façon une solution immédiate du problème, il nous a paru convenable de surseoir à de nouveaux essais ». En 1893, Demenÿ a ainsi réalisé de son côté, un projecteur à bandes négatives, mais il ne sera pas amélioré et ne quittera pas le laboratoire de Marey, qui en raison de divergences de vues avec Demenÿ sur l'exploitation commerciale de tels procédés préférera se séparer de son collaborateur en 1894.
En 1891, Demenÿ commence en effet à réaliser des appareils de manière indépendante. Il découpe et colle une série de vignettes tirées de la pellicule chronophotographique sur un disque rotatif en verre, créant ainsi le phonoscope, breveté le 3 mars 1892,, où la prononciation des syllabes de quelques mots est décomposée en 22 photographies, en vue de l'apprentissage du langage par les élèves de l'Institut national des jeunes sourds de Paris. Lors de la première exposition internationale de photographie, qui s'ouvre le 20 avril 1892 au Champ-de-Mars à Paris, il est le premier à effectuer des projections chronophotographiques publiques sur écran, avec ce dispositif comportant un cycle très court (une ou deux secondes environ) et répétitif à la discrétion de l'opérateur, bien qu'assimilable à celui des jouets optiques. « Demenÿ, vulgarisant les expériences du laboratoire de Marey, avait montré pour la première fois le portrait animé d'un homme disant : Vive la France ! ou Je vous aime !, un an avant les projections chronophotographiques similaires ajoutées à son zoopraxiscope par Muybridge. Cette révélation d'un gros plan animé d'une fraction de seconde fut une révélation dont Edison lui-même souligna l'importance. » Mais c'est le 25 mai 1895, trop tardivement face aux avancées des autres inventeurs et deux mois après la première projection publique des frères Lumière sur écran, qu'il adapte convenablement au film souple la nouvelle caméra chronophotographique, brevetée le 10 octobre 1893, qu'il a dû développer, faute de pouvoir utiliser ses précédents brevets déposés par Marey, pour n'en finaliser ensuite la version de projection que durant le premier semestre 1896.
L'un des plus grands collectionneurs de films et de matériel de cinéma, James Card, le Henri Langlois (créateur de la Cinémathèque française) américain, qui a créé en 1948, dans la luxueuse et immense (50 pièces) maison de George Eastman à Rochester, le premier musée du cinéma, estime que l'histoire du cinéma devrait commencer en 1880, avec l'invention du Zoopraxiscope d'Eadweard Muybridge. L'intention est pertinente, car il est vrai que sans les travaux scientifiques de Faraday, de Marey et de Muybridge, sans oublier William George Horner, ce ne sont pas des industriels, aussi doués et curieux que le sont Thomas Edison et les frères Lumière ou, un dessinateur aussi astucieux et talentueux qu'Émile Reynaud, qui auraient permis l'éclosion dans l'esprit humain d'une idée scientifique digne d'un fou : enregistrer le mouvement de la vie et le reproduire à volonté.
Mais il est difficile d'oublier les raisons qui poussent aussi bien Muybridge que Marey à divulguer les résultats de leurs expériences au grand public, qui sont d'enseigner des connaissances nouvelles ou de rectifier des connaissances fausses. Il faut se souvenir que « la chronophotographie (du grec kronos, temps, phôtos, lumière et graphein, enregistrer), rassemble des travaux de laboratoire qui visent à suspendre le temps pour analyser le mouvement de sujets vivants, êtres humains ou animaux, de ce que Marey nomme d’un terme magnifique, « la machine animale ». Mais les adeptes de la chronophotographie ne recherchent pas le spectaculaire, seule compte pour eux l’expérience scientifique. » Le spectacle de cinéma ne peut en aucun cas être le résultat d'un tel souci de recherche scientifique, même si l'invention du Zoopraxiscope et sa commercialisation en direction du grand public peuvent apparaître effectivement comme un premier pas vers ce spectacle. En raccourci, c'est ce que fait de nos jours la Cité des sciences à Paris, elle est une organisatrice de spectacles et d'expositions, certes, mais son but n'est pas le spectacle, il est la sensibilisation et l'initiation du public à la recherche scientifique.
Pourtant, de l'aveu même de Thomas Edison, ce sont les expérimentations de chronophotographie de Muybridge et de Marey, ainsi que le Zootrope de William George Horner, qui lui ont inspiré les recherches dont le terme sera l'invention du Kinétographe et l'enregistrement des premiers films du cinéma.

### Tentatives d'enregistrement du mouvement sur support argentique
Dans les années 1880, partout dans le monde, de nombreux chercheurs travaillent à mettre au point un système permettant l’enregistrement du mouvement sur un support argentique et sa restitution. Leurs motivations sont avant tout commerciales, celui qui trouvera la machine adéquate verra sa fortune et sa gloire assurées.
Le Français Louis Aimé Augustin Le Prince fabrique un appareil et en dépose le brevet en 1887. C'est une variante inversée du fusil photographique de Marey, produisant par rafale une série de 16 photographies prises par 16 objectifs dont l'ouverture se fait l'un après l'autre, devant autant de plaques de verre enduite d'émulsion photosensible. Il remplace par la suite les plaques, trop lourdes, par un ruban de papier enduit d’une substance photosensible (quelques années plus tard, Edison et les frères Lumière utiliseront aussi le papier pour leurs premières expérimentations) et il fabrique ensuite un prototype d'appareil de prise de vues à un seul objectif, le Mark2, avec un déplacement du ruban photo après photo. Fin 1888, Le Prince réussit plusieurs essais sur papier, dont Le Pont de Leeds et Une scène au jardin de Roundhay (qui sont des titres qu'il n'a pas donnés lui-même et qui sont apparus cinquante ans plus tard dans un souci de classement), mais il n’arrive pas à les projeter, ni même à les visionner en mouvement, elles restent une série de photographies, semblables aux résultats de la chronophotographie et même en deçà, puisque Muybridge est capable, lui, de boucler le cycle « enregistrement-reproduction » avec son Zoopraxiscope et cela, dès 1880. Ainsi, l'expérimentation de Le Prince tourne court. Bien sûr, il fait breveter en France son appareil à objectif unique, le Mark2, qui est sans doute la première vraie caméra de cinéma, mais le dépôt d’un brevet n’est pas un garant de la finalité d’une invention et donc, de sa réalité concrète, ce qui implique que Le Prince n'a pas breveté d'appareil de visionnement.

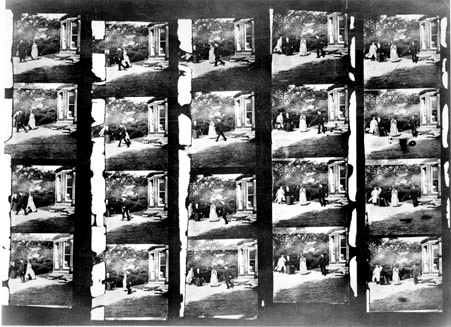
Une scène au jardin de Roundhay : les 20 vignettes originelles, qu'il est impossible de voir ou projeter en mouvement (1888)

Cependant, on peut supposer que si le chercheur n'avait pas disparu mystérieusement corps et âme en 1890 après être monté dans un train Dijon-Paris, il aurait poursuivi ses recherches et aurait bénéficié, comme Thomas Edison et plus tard les frères Lumière, du support souple transparent de John Carbutt mais le sort en a décidé autrement.
Les essais de Le Prince ont été reportés en 1930 sur du film souple 35 mm, alors que le cinéma est déjà adulte et en plein essor et Une scène au jardin de Roundhay, par exemple, peut être visionnée depuis comme une curiosité du pré-cinéma, mais Louis Aimé Le Prince n'a jamais eu l'occasion de la regarder en mouvement. Primo : les bandes en papier sont très fragiles et si elles réussissent à résister au passage unique dans un appareil de prise de vue, en revanche elles ne sauraient résister aux visionnements répétés. Secundo : les bandes en papier ne sont pas assez transparentes pour permettre une projection, même de qualité médiocre. Plus tard, Thomas Edison et Dickson, avec leurs nombreux essais sur papier qu'ils surnomment avec humour « Monkeyshines », puis à leur suite les frères Lumière, ne prétendront jamais avoir fait des projections sur grand écran avec leurs essais sur support papier. L'Institut Lumière évoque les essais préliminaires de Louis Lumière et de Charles Moisson, « Les essais retrouvés sont des bandes de papier sensibilisé au standard de 35 mm de largeur, tout comme les films Edison ».

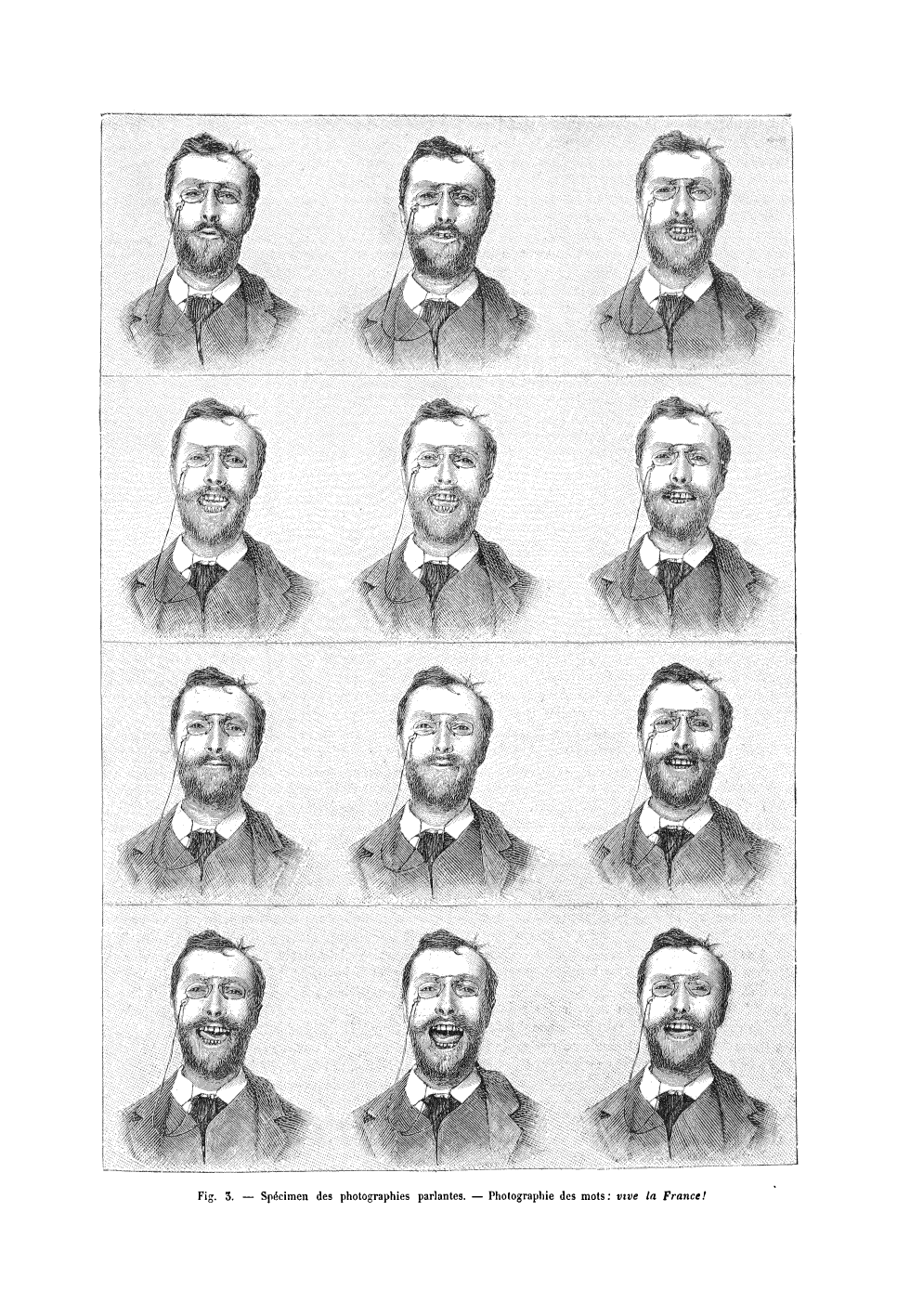
« Vive la France ! », prononcé par Georges Demenÿ en personne et en gros plan.Voir aussi cette animation réalisée à partir de cette même planche mais où les paroles prononcées semblent différentes.

Demenÿ prononçant "Je vous aime".

Un autre Français, Georges Demenÿ, professeur de gymnastique, est engagé par Étienne-Jules Marey, auprès de qui il expérimente la chronophotographie en tant que spécialiste des mouvements du corps. Il se brouille avec Marey quand il lui propose d’infléchir ses recherches vers le marché du grand public en commercialisant les résultats de certaines prises de vues. Marey, qui ne jure que par la science, le met à la porte. Demenÿ vient de fabriquer une machine, le Phonoscope, qui ressemble à un jouet de salon, dont les dessins sont remplacés par des photographies successives. Ces photographies sont prises avec sa caméra "photochronographique" sur du support celluloïd Eastman que Demenÿ découpe en 22 photographies transparentes, semblables à des diapositives, qu’il dispose sur le pourtour d'un disque en verre d’un diamètre de 42 cm mis en rotation devant une boîte à lumière. Selon le principe des Zootrope ou Phénakistiscope, le personnage photographié semble bouger. Demenÿ fait l'article : « On peut ainsi, dans les familles, conserver des traces vivantes des ancêtres, il suffira d'un tour de manivelle pour faire voir aux enfants leurs grands-parents et revoir ses propres grimaces de nourrisson ». En 1892, il projette ces disques chronophotographiques en public lors de la première exposition internationale de photographie au Champ de Mars, et enregistre deux sujets : un personnage (lui-même) disant face à l’objectif : « Vive la France ! » et un autre : « Je vous aime ! », qui durent le temps de chaque phrase, qu'il présente devant un industriel, Léon Gaumont, en faisant prononcer les mots par un partenaire dissimulé derrière l’écran. Léon Gaumont est intéressé mais le pousse à mettre au point une machine qui sortirait du modèle des jouets de salon et permettrait une prise de vue continue. L'industriel rêve de commercialiser des photographies animées, il achète le Phonoscope, afin d’encourager Demenÿ et le rebaptise Bioscope. Sous son égide, Demenÿ sort en 1896 une caméra pouvant se transformer en appareil de projection, semblable à celle des frères Lumière, la caméra Biographe, qui utilise du film Eastman de 58 mm de large, sans perforations, mis en mouvement par des pinces, qui est supplanté par le procédé Lumière à came excentrique et griffes, puis perforé au format Edison et entraîné par une came battante. Le procédé est pratiquement tout de suite abandonné.

### Les premiers films du précinéma
C’est en 1891 que l’Américain Thomas Edison, l’un des inventeurs de l’ampoule électrique et le concepteur et fabricant du Phonographe, qui, le premier, avec l’aide de son collaborateur William Kennedy Laurie Dickson, réussit des prises de vues photographiques animées et leur présentation au public.

### Essais inaboutis

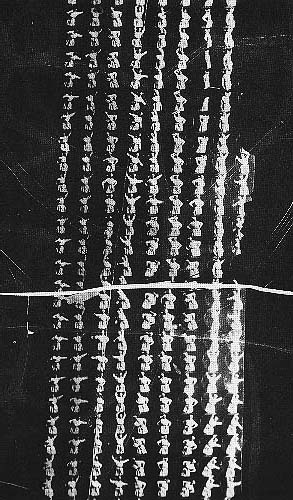
La « pelure d'orange » des films sur support papier d'Edison(1888)

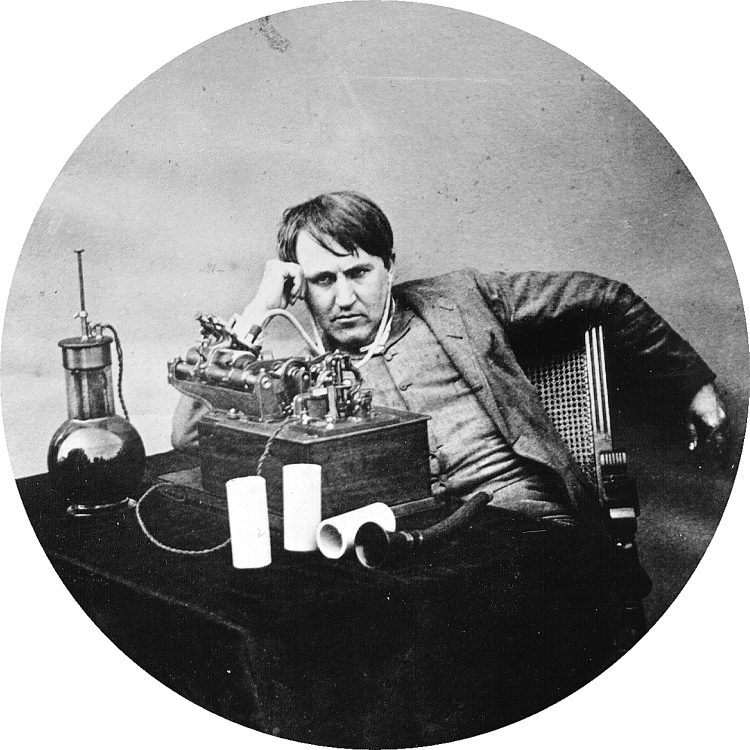
Edison et son Phonographe

L'inventeur et industriel américain, devenu presque sourd pendant son adolescence, rêve de coupler au phonographe une machine qui permettrait d’enregistrer l’image d’un chanteur ou d’un orchestre interprétant une chanson ou un air d’opéra. 

« On pourrait ainsi assister à un concert du Metropolitan Opera cinquante ans plus tard, alors que tous les interprètes auraient disparu depuis longtemps. »

 Edison développe leurs recherches à partir des techniques d’enregistrement qu’il a déjà expérimentées pour le son. Il utilise dès 1888 un cylindre de verre, à la manière du premier Phonographe, enduit d’une substance photosensible, enfermé dans un petit coffre en bois le protégeant de la lumière ambiante. Une ouverture mobile, mue par une vis sans fin, est équipée d’un objectif qui reçoit l’image de la scène filmée et la projette sur le cylindre en rotation, de façon intermittente grâce à un obturateur à disque mobile qui assure chaque instantané décomposant le mouvement en une succession d’images. Après la prise de vues, le cylindre est plongé directement dans les bains de traitement argentique et donne le négatif, les sels d'argent exposés à la lumière deviennent noirs, les non exposés ne noircissent pas, les valeurs sont inversées : le ciel est noir, un morceau de charbon est blanc. Ensuite, un positif est obtenu en enroulant à l’extérieur du cylindre une feuille de papier enduit d’émulsion photosensible et en illuminant l’intérieur du cylindre, selon le procédé du tirage contact, le verre laissant passer la lumière qui expose le papier en inversant une seconde fois les valeurs, qui sont ainsi rétablies : les noirs sont noirs, les blancs sont blancs. La feuille peut être découpée ensuite à la manière d’une pelure d’orange et donne un long ruban de papier portant les photogrammes dans leur ordre chronologique. Mais comme Louis Aimé Augustin Le Prince et Étienne-Jules Marey à la même époque, Edison et Dickson ne peuvent pas visionner ce fragile et opaque ruban et restituer le mouvement enregistré.

### Format19mm, à défilement horizontal, photogrammes circulaires
Une invention fondamentale arrive à point nommé. Celle de l’Américain John Carbutt qui, en 1887, invente un film souple, transparent et résistant en nitrate de cellulose, que l'industriel George Eastman met sur le marché en 1888, débité en rouleaux de 70 mm de large sans substance photosensible et sans perforations. Pour sa part, Étienne-Jules Marey adapte aussitôt sa chronophotographie au nouveau support. De leur côté, Edison et Dickson, auxquels s'est joint William Heise, créent ce qui va devenir vingt ans plus tard le format standard des prises de vues cinématographiques.

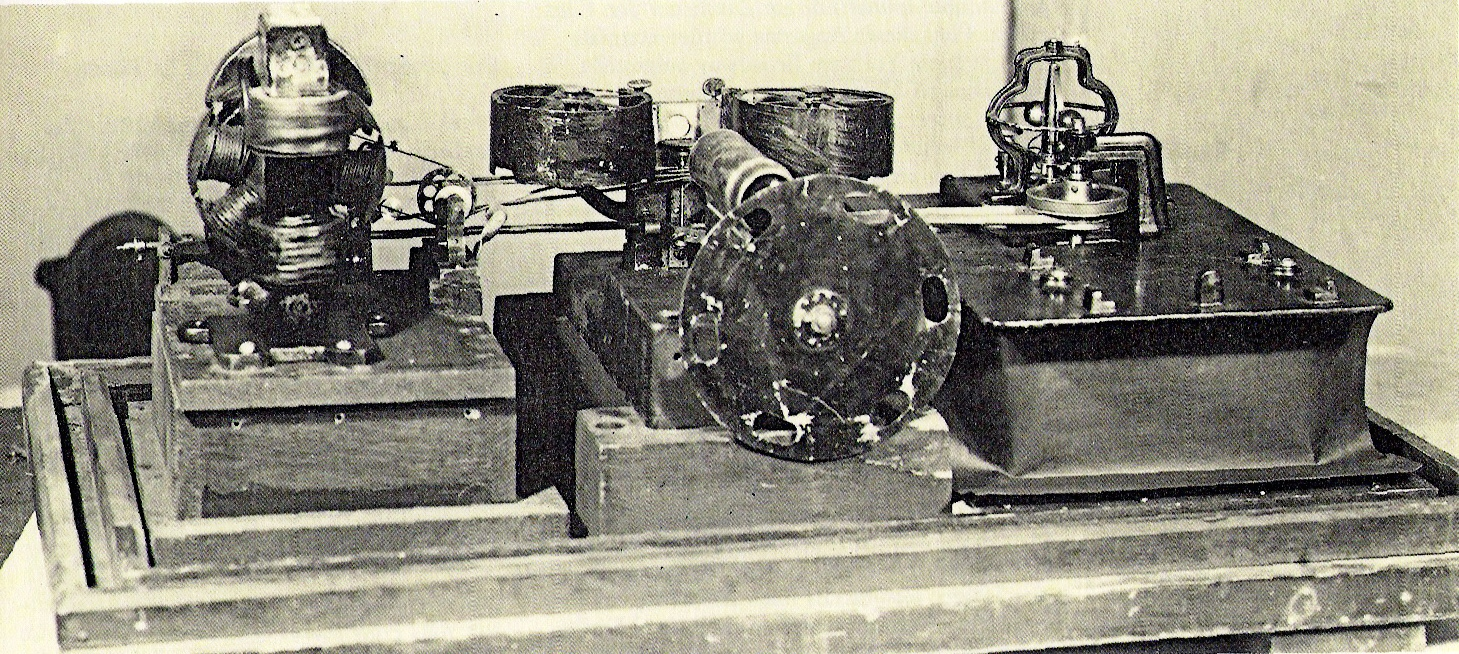
1891 : le kinétographe à défilement horizontal (en prise de vues, l’appareil est fermé par un couvercle). On distingue au premier plan l'obturateur à disque mobile devant l'objectif.

Mais d'abord, ils débitent le film Eastman sur sa longueur en trois rubans de 19 mm de large. Edison, qui dans sa jeunesse a été un habile opérateur du télégraphe électrique, est familiarisé à la présence de perforations sur le ruban de papier de l’invention de Samuel Morse, qui assurent l'avancée du message. Il dote la bande de 19 mm (³⁄₄ de pouce) d'une unique rangée de perforations rectangulaires arrondies dont il prend soin de déposer le brevet. Ces perforations se situent sous le photogramme, à raison de 6 perforations par image, car le défilement de la pellicule se fait à l'horizontal. Les photogrammes obtenus sont circulaires, dernier lien de l’invention avec les jouets optiques et mesurent en diamètre 1/2 pouce, soit environ 13 mm.
Entre 1889 et 1890, plusieurs essais avec ce kinétographe horizontal au format 19 mm sont concluants, dont l'immortalisation d'une poignée de mains entre Dickson et son assistant William Heise après leur premier film réussi, un simulacre de combat de boxe qu'ils miment en riant, Men Boxing, des essais qui sont tous conservés à la Bibliothèque du Congrès. Dickson se filme aussi, saluant d’un coup de chapeau respectueux les futurs spectateurs. C’est ce que certains historiens considèrent comme étant « le premier film du cinéma » et que d’autres classent dans les essais du précinéma : Le Salut de Dickson (Dickson Greeting, 1891), d'une durée initiale d'une dizaine de secondes dont il reste à peine deux secondes. C'est la première fois où les hommes filment d'autres hommes et en livrent à la postérité le mouvement enregistré et reconstitué.

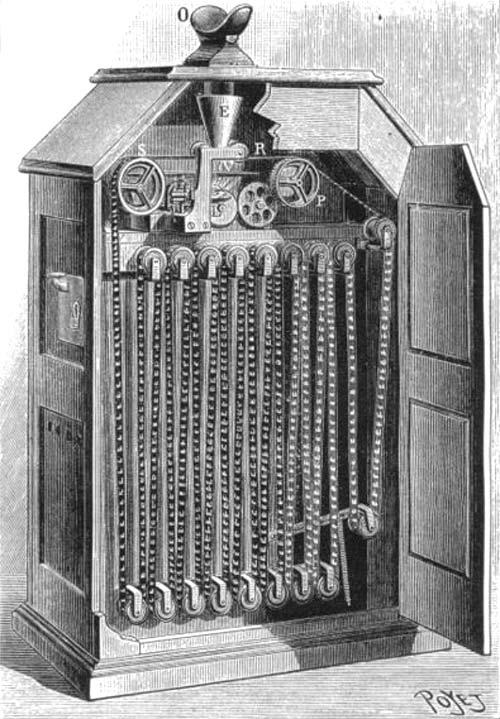
L'intérieur d'un kinétoscope, le film est en boucle continue

Parallèlement Dickson a mis au point l'appareil nécessaire pour voir les futurs films (le mot anglais film, qui signifie voile, couche, pellicule, est utilisé pour la première fois par Edison dans son acception moderne). Cette machine, c'est le kinétoscope et comme le kinétographe, il fonctionne parfaitement. Car encore faut-il pour toute invention qu’on puisse publiquement et officiellement en constater les résultats (ce à quoi ne sont jamais parvenus ni Le Prince ni Léon Bouly). L’appareil est un coffre en bois sur lequel le spectateur se penche pour visionner individuellement un film qui se déroule en continu, entraîné par un moteur électrique, devant une boîte à lumière. L'utilisateur observe le film à travers un œilleton et un jeu de loupes grossissantes. Le mouvement est restitué par le passage d’un obturateur circulaire, synchronisé avec l’entraînement du film grâce aux perforations, qui dévoile les photogrammes les uns après les autres, à la cadence de 18 unités par seconde. Dickson a écrit avoir utilisé de plus fortes cadences (en prise de vues), mais l'historien du cinéma américain Charles Musser note qu'il s'agit d'un excès de langage destiné à impressionner les invités de marque : 165 600 images à l'heure, soit 46 images par seconde ! Le doute existe encore aujourd'hui.
Le Salut de Dickson est présenté le 20 mai 1891 devant une assemblée de cent-cinquante militantes de la Federation of Women’s Clubs. Le succès est au rendez-vous, les spectatrices, individuellement ou deux par deux, se pressent autour des kinétoscopes alignés et visionnent plusieurs fois chacune Le Salut de Dickson, manifestant leur étonnement et leur satisfaction. Le cycle recherché de l'enregistrement du mouvement et de sa restitution est enfin chose acquise, la date est certifiée par cette présentation publique, le premier film du cinéma, vu par un public assemblé, est bien Le salut de Dickson, d’autant qu’il est applaudi par la presse américaine. « The cinema, as we know it today, began with the invention of the Kinetograph and Kinetoscope. These two instruments represent the first practical method of cinematography (Le cinéma, tel que nous le connaissons aujourd'hui, commença avec l'invention du kinétographe et du kinétoscope. Ces deux machines sont la première méthode réussie de prise de vues cinématographique) ».

### Format35mm, à défilement vertical, photogrammes rectangulaires
Mais un problème tracasse l'équipe de chercheurs : un manque de définition du film 19 mm au visionnement, surtout dans les plans larges (personnages en pied) qui sont la règle à l'époque, en imitation à la photographie. Edison et Dickson décident d'augmenter la largeur du ruban, passant de 19 à 35 mm (la moitié exacte du ruban Eastman). Cette fois, ils choisissent de faire défiler le ruban à la verticale et le dotent de 4 perforations rectangulaires sur un seul des côtés pour profiter pleinement de la surface sensible. Les essais font apparaître des risques de déchirure et un manque de stabilité déjà constatée avec le format précédent. En ajoutant une seconde rangée de 4 perforations sur l'autre bord de la pellicule, « Edison fit accomplir au cinéma une étape décisive, en créant le film moderne de 35 mm, à quatre paires de perforations par image », le format standard qui existe encore aujourd'hui dans le domaine du cinéma argentique, sous une forme qui a peu évolué.
D’après les croquis d’Edison, Dickson, secondé par William Heise, fabrique une nouvelle version du kinétographe, une caméra au format 35 mm, lourde et encombrante, qui nécessite un branchement électrique pour activer son mécanisme. Mais elle a le mérite de bien fonctionner et Dickson va l'améliorer durant les deux années qui suivent. La pellicule, sous forme d'un bobineau, avance par intermittence, grâce à un mécanisme d'échappement alternatif. C'est la roue à rochet (échappement à cliquet) à commande électrique qu'il a choisie pour équiper le kinétographe. La pellicule marque un temps d'arrêt très court dans l'axe optique de l'objectif, puis se déplace d'un pas, tandis qu'un obturateur rotatif à pales, fermé pendant le déplacement de la pellicule, s'ouvre durant son immobilisation, assurant l’instantané. La pellicule impressionnée se rembobine ensuite.
Edison pense pouvoir attendre encore pour commercialiser ses essais, il s'illusionne encore de pouvoir arriver enfin à coupler l'image et le son, ce qui est son rêve. Mais il rencontre dans ses expérimentations des difficultés insurmontables à son époque (la synchronisation du son et de l'image) et décide de faire connaître son invention au grand public, en l'état, afin de ne pas être pris de vitesse par d'éventuels concurrents. Il fait tourner près de soixante-dix films, essentiellement entre 1893 et 1895. L'historien du cinéma Georges Sadoul affirme dans son Histoire du cinéma mondial que « les bandes tournées par Dickson sont à proprement parler les premiers films », mais dans le même ouvrage, il délivre un impressionnant Essai de chronologie mondiale, cinq mille films de cinquante pays, qu'il commence en 1892, avec les projections d'Émile Reynaud. L'historien tient donc compte à la fois des essais de Dickson entre 1888 et 1891 (y compris Le Salut de Dickson, qu'il estime n'être qu'un essai) et des Pantomimes lumineuses de Reynaud.

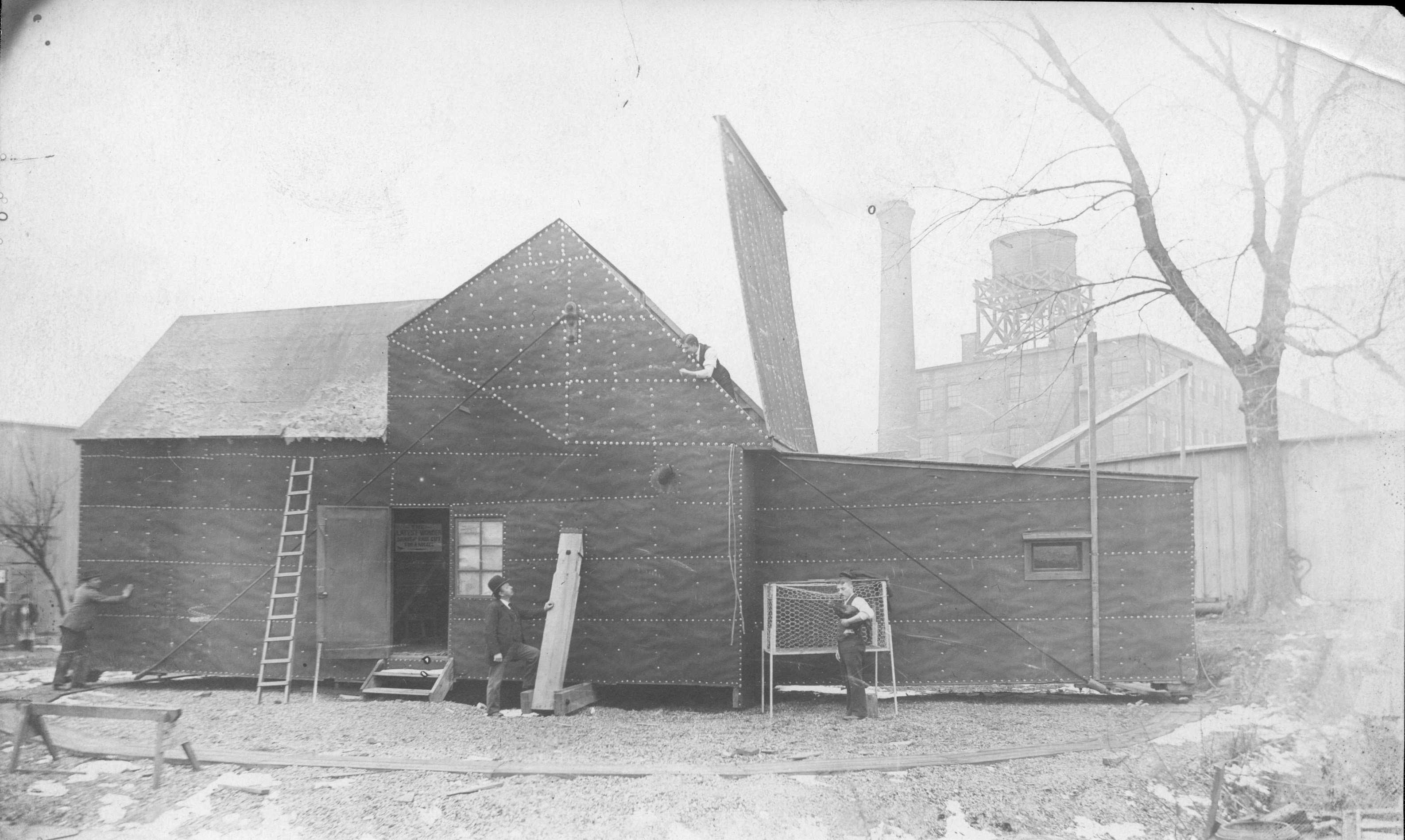
Le Black Maria, premier studio de cinéma, construit en 1893. Le toit est ouvert, pour laisser passer le soleil, un ouvrier pousse le studio sur son rail circulaire.

Edison ouvre un peu partout sur le territoire américain des Kinetoscope Parlors, des salles où sont alignés plusieurs appareils chargés de films différents qu’on peut visionner moyennant un droit d’entrée forfaitaire de 25 cents. Ce sont les premières vraies recettes du précinéma. Laurie Dickson est chargé de diriger les prises de vues des films ; il est ainsi le premier réalisateur de l’histoire. Pour filmer des danseurs, des acrobates, des mimes, des combats de coqs ou de chats, etc, Dickson construit le premier studio de cinéma, le Black Maria (surnom populaire des fourgons de police, noirs et inconfortables). Il est recouvert de papier goudronné noir dont l’effet à l’intérieur est celui d’une serre surchauffée. Le petit bâtiment à toit ouvrant est posé sur un rail circulaire et peut s’orienter en fonction de la position du soleil, car la lumière du jour est le seul éclairage utilisé sur le plateau. Chaque prise de vues est d'une durée maximale de 60 secondes, le film est composé d'une seule prise de vues, un unique plan.

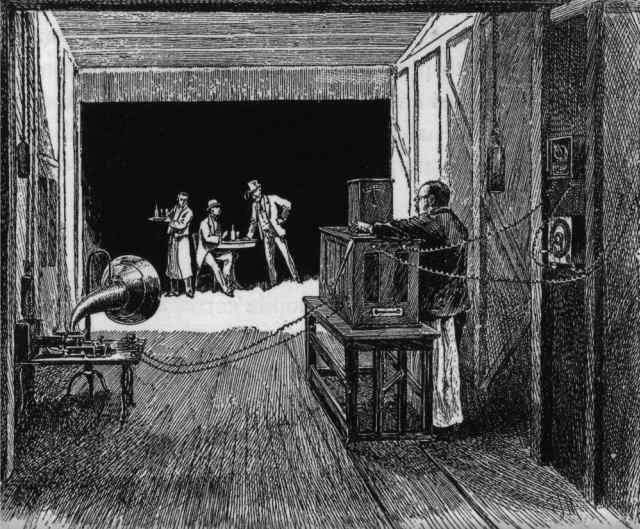
Intérieur du Black Maria, avec le kinétographe et un phonographe pour un jeu en playback ou pour un essai de film sonore.

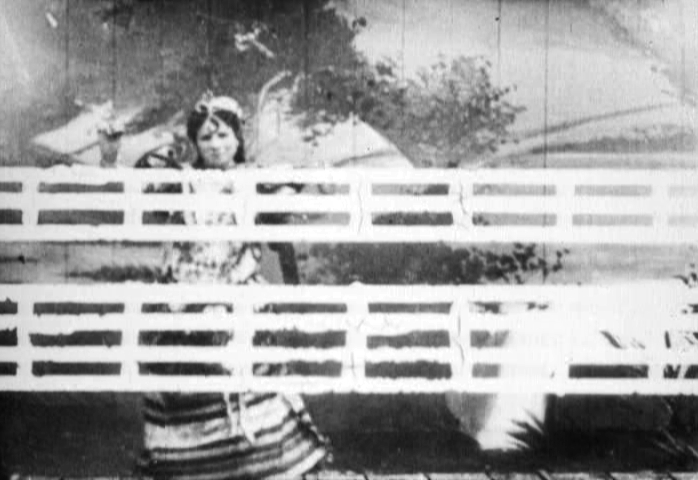
Fatima, danse du ventre, tourné au Black Maria en 1896 (version censurée).

Au début, les films Edison relèvent plutôt du music-hall et des attractions de foire. Le cirque de Buffalo Bill vient même effectuer plusieurs danses indiennes. L'historien américain Charles Musser note : « Le sexe et la violence figurent en bonne place dans les films américains primitifs (ndlr : d'Edison-Dickson). En fait, ces sujets doivent beaucoup au système de visionnement individuel des films avec le Kinétoscope (dont l'appellation commerciale est très exactement kinetoscope peep show machine) : ils montrent très souvent des divertissements susceptibles de heurter la conscience religieuse de certains Américains ».
Parfois, les réactions sont violentes et vont jusqu'à la destruction des appareils et des films. Plus souvent, un bandeau est exigé lors du tirage des copies pour dissimuler plus ou moins les zones scandaleuses des sujets. Ainsi, une danse du ventre, bien que hypocritement désignée comme "danse du muscle" (Fatima, danse du ventre), comporte deux bandeaux blancs surimpressionnés au niveau du bas-ventre et au niveau de la poitrine de l’artiste Fatima. L'original a cependant été conservé. Des combats de coq, de chiens, de chats, mais aussi des combats de boxe, des épreuves de « bras de fer », font partie de l'offre et certaines machines sont chargées de bobineaux que seuls les messieurs sont autorisés à regarder.
Les femmes ne seront pas oubliées, mais plus tard, quand les Américains seront passés, après les frères Lumière, à la projection sur grand écran. Le premier long-métrage du cinéma, The Corbett-Fitzsimmons Fight, qui dure 90 minutes (dont il reste quelques extraits assez longs et représentatifs), filmé par la Veriscope Company en mars 1897 à Carson City dans le Nevada, avec trois caméras et un film spécial du type format « panoramique », plus propice - semble-t-il, à une vue d'ensemble du ring, a été projeté en public trois mois plus tard, le temps de fabriquer des appareils de projection capables de fonctionner aussi longtemps. Charles Musser affirme que dans les salles, le public féminin, dont la présence est interdite autour des combats de boxe réels, constitue 60 % des spectateurs. Il remarque avec humour que les femmes peuvent ainsi « avoir une idée de ce qui excitait les hommes quand ils étaient entre eux », un secret qu'elles découvrent avec une certaine excitation personnelle.
Les kinétoscopes attirent de nombreux curieux, mais Edison, dans l’euphorie de la victoire, n’a pas pensé à déposer des brevets de son appareil au niveau international, une faute stupéfiante de la part d’un homme pourtant tatillon et procédurier. Les contrefaçons se multiplient dans le monde entier, Edison n’y pouvant rien. « À ce moment-là, il était bien entendu déjà trop tard pour protéger mes intérêts », avoue-t-il dans ses mémoires. Pourtant, il organise à Paris, durant l’été 1894, des démonstrations publiques du kinétoscope, auxquelles assiste Antoine Lumière, le père des deux frères, qui revient à Lyon et oriente ses fils vers la conception de machines équivalentes du kinétoscope et du kinétographe. L'Institut Lumière est particulièrement clair à ce sujet :

« Il est bien difficile de déterminer précisément le moment à partir duquel les frères Lumière ont commencé à travailler sur la projection d’images animées, leurs souvenirs sur ce point étant contradictoires. Le Kinétoscope Edison est en revanche toujours cité comme point de départ de leurs réflexions visant à rendre visible par un public et non plus individuellement, des images animées : ce n’est donc qu’à partir de septembre 1894 qu’ils ont pu, ou leur père Antoine, voir cette nouvelle attraction à Paris. »

C’est ainsi que le 26 décembre 1894, on peut lire dans le quotidien Le Lyon républicain :

« Les frères Lumière travaillent actuellement à la construction d’un nouveau kinétographe, non moins remarquable que celui d’Edison et dont les Lyonnais auront sous peu, croyons-nous, la primeur, »

C'est la preuve irréfutable de l'antériorité des machines et des films des trois Américains sur leurs concurrents français.

« Cent quarante-huit films sont tournés entre 1890 et septembre 1895 par Dickson et William Heise à l'intérieur d'un studio construit à West Orange, le "Black Maria", une structure montée sur rail, orientable selon le soleil. »

## Les premières projections du cinéma sur grand écran
Dès le XVIIe siècle — où le public découvre le mystère de la lanterne magique —, au XVIIIe siècle et durant tout le XIXe siècle, la projection sur écran blanc ou sur tulle, d’images fixes, de dessins puis de photos, est déjà une attraction qui frappe les esprits de tous les milieux, modestes ou aisés. À tel point que l’historien du cinéma Charles Musser, dans son volumineux livre L’Émergence du cinéma, appelle le premier chapitre qui traite des projections dans les siècles précédant le cinéma, « Vers l’histoire d’un monde de l’écran ». Le succès des fantasmagories et des apparitions de spectres au théâtre et au music-hall, influence le commerce des machines qui reproduisent le mouvement à partir de dessins (jouets optiques, dits jouets de salon). Les clowns qui grimacent, les corps qui se contorsionnent monstrueusement ou se métamorphosent comme par miracle, sont des sujets qui se vendent bien.

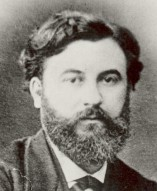
Charles-Émile Reynaud

En 1877, Émile Reynaud, professeur de sciences et photographe, crée son « jouet de salon », le Praxinoscope, dont il dessine lui-même les vignettes, amusantes ou poétiques. Le Praxinoscope rencontre tout de suite la faveur du public et le dernier modèle permet même la projection des dessins sur un petit écran format carte postale, car Reynaud pense que son art ne peut atteindre son apogée qu’en reprenant l’effet magique des lanternes lumineuses. Mais, comme tous les « jouets de salon », ses sujets sont en boucle : le geste, la pirouette, la transformation, ne durent qu’une seconde, exceptionnellement deux. En 1892, un an après les premiers films d’Edison, dont la durée n’excède pas une cinquantaine de secondes, Reynaud entreprend de fabriquer un projet ambitieux qui l’obsède depuis quelque quinze années : une machine qui permettrait de projeter sur un grand écran, en donnant l’illusion du mouvement, des dessins qui raconteraient une vraie histoire d’une durée de deux à trois minutes, voire plus.

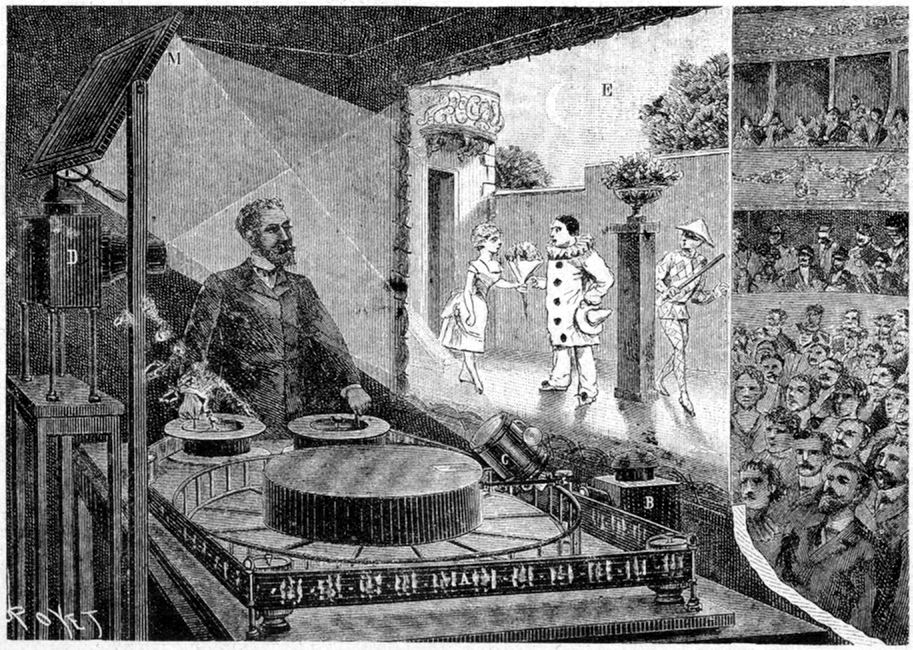
Émile Reynaud projetant Pauvre Pierrot dans son Théâtre optique (1892). Il s'agit des premières projections animées sur un écran, devant un public assemblé, trois ans avant les projections des frères Lumière dans le Salon indien du Grand Café (1895). Gravure de Louis Poyet.

C'est le Théâtre optique et ses pantomimes lumineuses, ainsi qu’il appelle ses films. Avec patience, il dessine et peint sur des carrés de gélatine protégés de l'humidité par un recouvrement de gomme-laque plusieurs centaines de vignettes qui représentent les différentes attitudes de personnages en mouvement, confrontés les uns aux autres, qu'il encadre dans du papier fort (identique au système des futures diapositives) et qu'il relie par des lamelles de métal souple recouvertes de tissu, formant un long ruban de 70 mm de large. Sa technique est le début de ce que l’on appellera les dessins animés et le mouvement reconstitué classe bien son spectacle dans la catégorie des films, donc du cinéma; non pas du précinéma.
« Chacune des vignettes est opacifiée autour des personnages par une couche dorsale de peinture noire comme dans la technique de la peinture sur verre, seuls les personnages sont transparents. Les dessins coloriés sont projetés par rétro projection sur un écran de tulle transparent, grâce à des miroirs tournant devant une lanterne à pétrole qui éclaire violemment à travers chaque dessin, comme fonctionne déjà, le Praxinoscope de projection. Les bandes comportent une unique perforation centrale entre chaque dessin. Ce ne sont pas les perforations qui font défiler la bande, ce sont les bobines quand on les mouline à la main. Les perforations ont une mission particulière, celle d’entraîner, de faire tourner en synchronisme avec le défilement de la bande, les miroirs qui permettent de projeter les vignettes les unes à la suite des autres. La projection n’est pas très lumineuse mais, dans l’obscurité, sa pâle clarté sied bien aux sujets charmants des bandes de Reynaud et à leurs tons pastel. Les personnages sont dessinés en pied et ils évoluent devant un décor lui aussi dessiné, projeté par une seconde lanterne ». La projection séparée du décor permet à Reynaud d’économiser sa peine en évitant de reproduire le même décor des centaines de fois. Cette séparation décor-personnages est toujours de mise dans les dessins animés modernes, y compris dans le cadre de l'animation par ordinateur.

Les Pantomimes lumineuses, affiche de Jules Chéret.

À partir du 28 octobre 1892, Émile Reynaud présente ses pantomimes à Paris, dans le Cabinet fantastique du musée Grévin. Le Théâtre optique d’Émile Reynaud innove considérablement par rapport à Thomas Edison en inaugurant les premières projections du cinéma. Contrairement au visionnage solitaire des kinétoscopes, le public du Théâtre optique est rassemblé pour suivre l’histoire projetée sur l’écran. Ainsi, le musée Grévin peut s’enorgueillir d’avoir été la première salle de projection de cinéma, mais le contrat léonin imposé à Reynaud lui interdit de présenter son spectacle ailleurs qu'à Grévin.
On peut visionner ci-dessous in extenso le film Pauvre Pierrot, premier dessin animé du cinéma, réalisé par Émile Reynaud en 1892. Restitué par le réalisateur Julien Pappé, avec le thème musical original de Gaston Paulin :

## Succès du Cinématographe Lumière

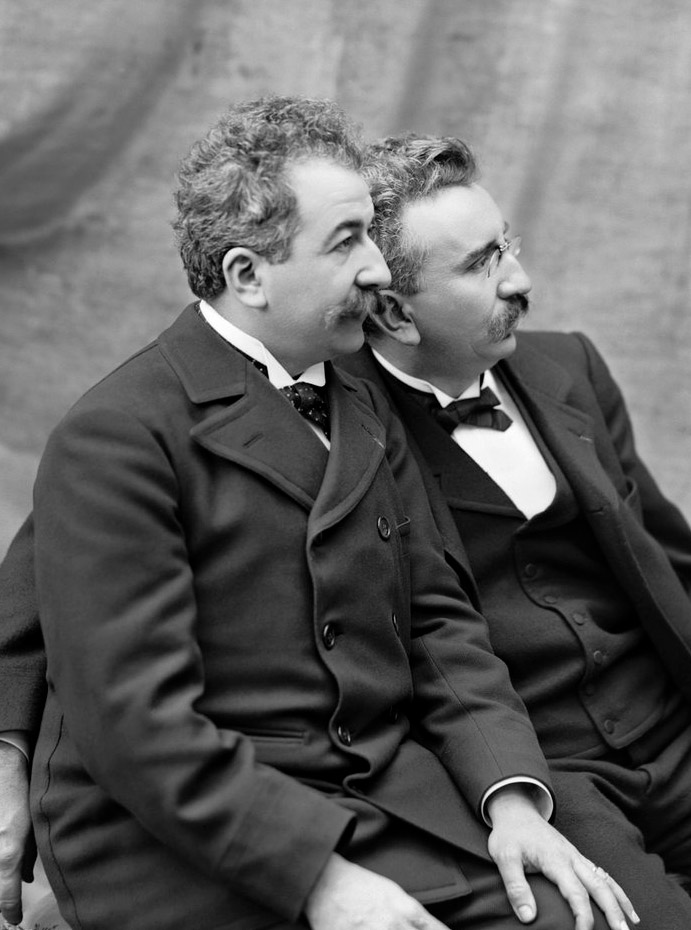
Les frères Lumière, considérés comme les pionniers du cinématographe.

La came excentrique déplace les griffes d'un jeu de perforations rondes à un autre. Non représentés sur l'animation : un bras porteur de deux rampes, tournant avec la came, produit l'enfoncement des deux griffes et leur retrait.

Durant l’été 1894, lors d’un voyage à Paris, Antoine Lumière assiste à l’une des projections animées du Théâtre optique d’Émile Reynaud au Musée Grévin, au no 10 du boulevard Montmartre. Puis il se rend à une démonstration du Kinétoscope, organisée à quelques centaines de mètres au no 20 du boulevard Poissonnière. Les représentants d’Edison lui offrent un échantillon d’une trentaine de centimètres du film de 35 mm perforé de l’industriel américain. « Émerveillé par le Kinétoscope d'Edison », Antoine revient à Lyon, persuadé que le marché des machines d’enregistrement et de représentation des films en mouvement est à portée de main et que ce marché est riche de promesses commerciales. Les projections du Théâtre optique et les réactions du public l’ont convaincu que l’avenir n’est pas dans le Kinétoscope, vu par un seul spectateur à la fois, mais dans un procédé du type de celui de Reynaud, projetant sur un écran des vues animées, devant un public assemblé. Dans une interview conservée à l'Institut national de l'audiovisuel (INA), Auguste Lumière raconte comment son frère Louis a eu dans la nuit l'idée du mécanisme du Cinématographe. Il commence par se rappeler ces années, « Ce n'est pas sans émotion que je reviens à cette époque lointaine où le Kinétoscope d'Edison avait été livré à la curiosité publique ». Pour Auguste, il est évident que la nouveauté, le bouleversement, sont représentés par les films d'Edison. L'Institut Lumière relate cet événement à sa façon : « À l'automne 1894, Antoine Lumière s'adresse à ses deux fils Louis et Auguste pour leur demander de s'intéresser à ces images animées sur lesquelles Thomas Edison et quelques autres pionniers magnifiques butaient alors ». Cette affirmation officielle est une contrevérité car, à l’automne 1894, Thomas Edison a déjà accumulé soixante-dix films de 40 à 60 secondes chacun, tournés à l’aide du Kinétographe, que l’on peut voir en mouvement grâce au Kinétoscope. Edison ne « bute » pas sur le problème, il l’a bel et bien résolu dès 1891 et Antoine Lumière en a été témoin en 1894. Quant à Auguste Lumière, survivant en 1954 de ce trio fécond, il ne se trompe pas : Edison a réussi avant eux. Ce qui n'enlève rien aux mérites des frères Lumière d'avoir apporté un perfectionnement qui fit des films un divertissement mondial.

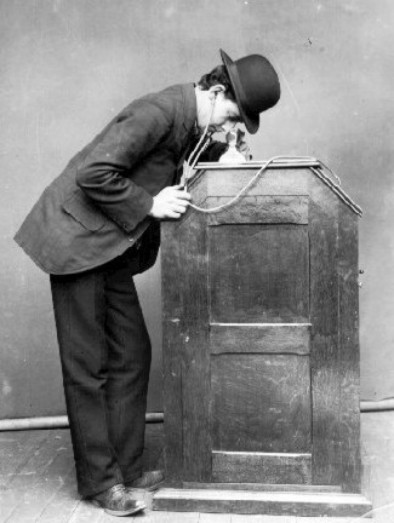
Le Kinétophone, version du Kinétoscope couplée au Phonographe

À cette période, les frères Lumière estiment que le cinéma est un feu de paille qui sera vite éteint, ainsi que le reconnaît le petit-fils de Louis Lumière : « Mon grand-père m'a dit qu'il croyait que le Cinématographe fatiguerait la vision des spectateurs. C'était comme une attraction qui aurait passé. Il ne vit pas, c'est vrai, comme Léon Gaumont ou Charles Pathé, l'essor que le cinéma prendrait ». Thomas Edison est convaincu que les images photographiques animées couplées au son, vont devenir « un pilier fondamental de la culture humaine ». Sur ce plan, son esprit visionnaire ne s’est pas fourvoyé, mais il a sous-estimé l'importance commerciale de son invention, n'imaginant pas que des industriels à vues plus courtes emporteraient le marché avant lui. Il poursuit avec passion ses recherches sur le couplage des images avec le son, car la synchronisation d'une pellicule se déroulant en parallèle avec la rotation d'un disque de cire du Phonographe pose des problèmes qui paraissent insolubles au stade du Kinétophone, la version « sonore » du Kinétoscope. Georges Sadoul rappelle que « Edison refusa de faire projeter ses films sur écran, jugeant que l'on tuerait ainsi la poule aux œufs d'or, le public n'ayant, selon lui, aucune chance de s'intéresser au cinéma muet ». Edison n'était pas prophète sur ce point et ses concurrents vont profiter de son attentisme.
D’ailleurs, les frères Lumière ont rejoint les efforts de nombreux chercheurs, tous industriels ou ingénieurs, qui, à la suite d’Edison, étudient et construisent des machines de prises de vues photographiques animées, qu’ils éprouvent au cours de l'année 1895. Ce sont les Anglais Robert William Paul et Birt Acres qui tournent plusieurs bandes avec leur Kinetic camera sur film Edison contrefait, visionnées sur des exemplaires piratés du Kinétoscope. Il y a aussi l'Américain Jean Acme Le Roy avec son projecteur Marvelous cinematograph qui aurait projeté des bandes filmées d'Edison (mais il a été impossible de vérifier la réalité de ces projections), le major Woodville Latham et ses fils, propriétaires d'un Kinestocope parlor, avec leur projecteur primitif à défilement continu Panoptikon qui devient par la suite l'Eidoloscope intermittent, qui assurent des projections publiques payantes à New York avant celles des frères lyonnais. L'Allemand Max Skladanowsky et son frère Eugen organisent à Berlin, deux mois avant la première séance du Salon indien, des projections publiques payantes avec leur Bioskop. Un autre Allemand, Ottomar Anschütz, s'en tient à des variations sur une sorte de grande roue de loterie dont les numéros sont remplacés par des photographies que l'on regarde par une fenêtre et bien d’autres chercheurs ainsi que d'autres inventions qui apparaissent de 1894 à 1896. Le Français Georges Demenÿ, financé par l’industriel Léon Gaumont, choisit le format 60 mm avec son Chronophotographe qui devient le Biographe en 1896, une caméra qui se transforme en projecteur avec l'adjonction d'une boite à lumière. Demenÿ adopte, comme les frères Lumière au début de leurs recherches, un entraînement alternatif de la pellicule non perforée au moyen de pinces actionnées par une came battante, procédé technique très répandu dans l’industrie pour produire le déplacement intermittent de différents matériaux (tissu et métal, notamment). Pourtant, avec les pinces, la stabilité verticale de l’image est médiocre, à cause des inévitables micro-glissements de la pellicule lors de la projection, qui font « danser » les images. À la place des pinces, le Cinématographe est alors équipé de griffes, actionnées également par une came excentrique et la pellicule est dotée de perforations latérales pour recevoir ces griffes en mouvement,.

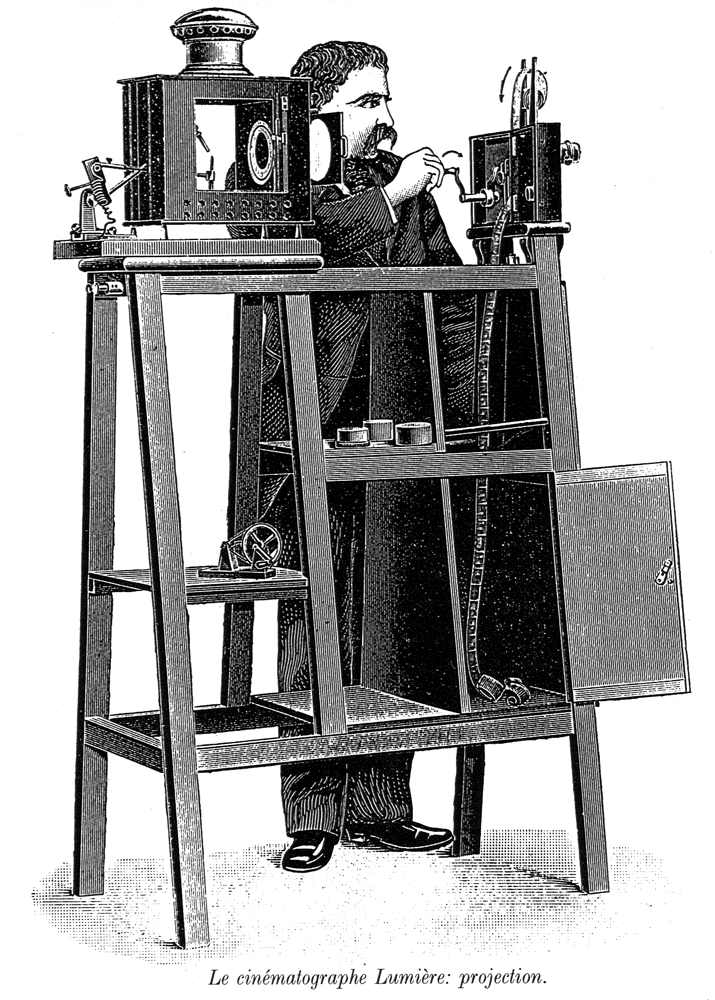
Cinématographe des frères Lumière en 1895 (remarquez la pellicule se déroulant sans bobine de réception, en « chandelle » dans le compartiment inférieur et la petite enrouleuse à gauche pour rembobiner)

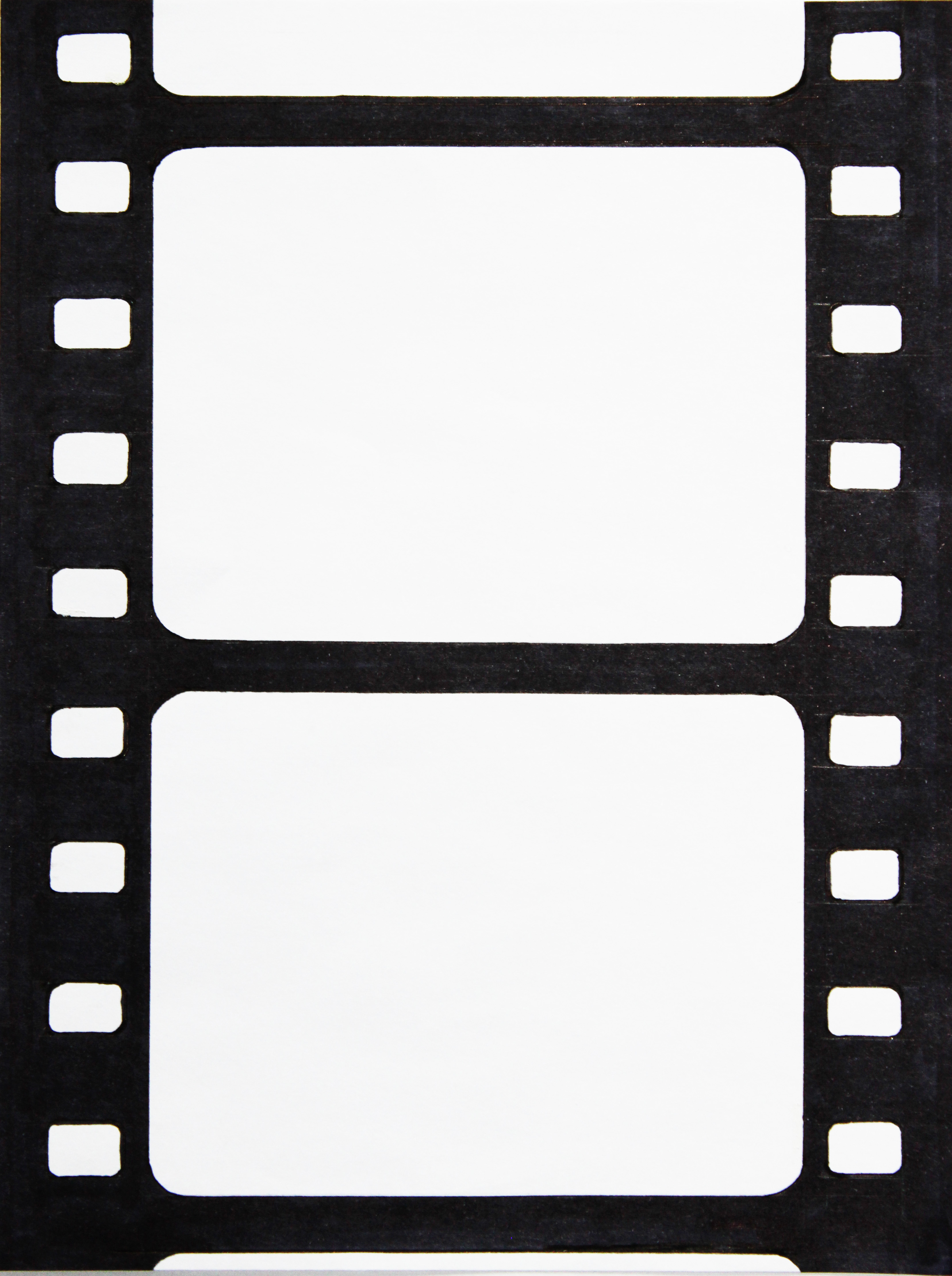
Modèle de film cinéma Edison

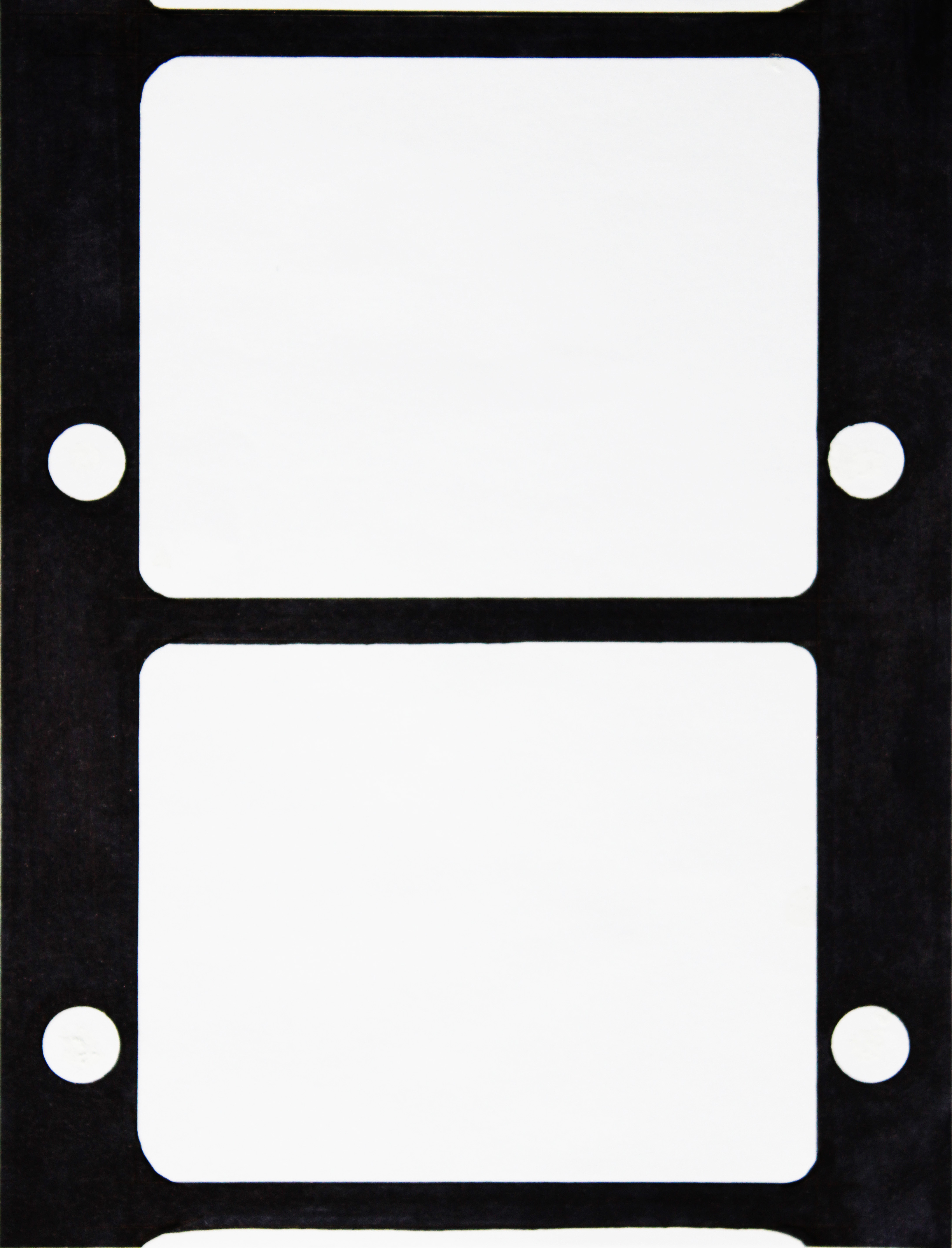
Modèle de film cinéma Lumière

Le film souple est fabriqué par Eastman qui perçoit des droits industriels inclus dans le prix de chaque métrage du support qu’il vend. Ce film lisse se doit d’être transformé sur ses bordures pour que les griffes puissent s’engager dans des perforations et assurer le passage précis d’un photogramme déjà impressionné à un autre photogramme à impressionner. Mais les frères Lumière savent que les perforations rectangulaires de type Edison ont fait l’objet de plusieurs brevets internationaux et qu’elles sont une réalité industrielle incontournable. Leur duplication serait un cas de contrefaçon industrielle de la part des Lumière qu'Edison n'aurait pas hésité à poursuivre en justice. Pour éviter de payer des droits à l’Américain, les frères Lumière dotent leur film de perforations rondes, disposées latéralement à raison d’une seule perforation de part et d’autre de chaque photogramme. Par la suite, ils seront forcés de se mettre au standard Edison, car l’unique jeu de perforations pour chaque image est un procédé fragile, la rupture d’une perforation provoque aussitôt la déchirure du ruban de celluloïd, ce qui n’est pas le cas des perforations multiples Edison, qui donnent au support une certaine pérennité, toute perforation éclatée pouvant être incisée sur les bords, les trois restantes assurant leur fonction de transport de la pellicule. Le film perforé Edison est d'ailleurs choisi mondialement par les fabricants de pellicule comme format standard de projection dès 1903.
À Paris, le 22 mars 1895, devant un parterre restreint de savants de la Société d’encouragement pour l’Industrie nationale, au no 44 de la rue de Rennes, Louis Lumière organise la première présentation publique d’un film enregistré par le Cinématographe. Le même appareil permet la projection sur un écran, grâce à l’adjonction d’une puissante boîte à lumière. Ce jour-là, le seul film projeté est La Sortie de l’usine Lumière à Lyon. L’assemblée de savants est vivement intéressée, mais les Lumière sont d’habiles commerçants, ils ne s’en tiennent pas à ce succès de salon.
Le 28 septembre 1895, c’est à La Ciotat, où la famille Lumière possède une villa, que les deux frères invitent en projection privée des amis et notables de la cité balnéaire. Dix films (que Louis Lumière appelle des « vues ») constituent le spectacle, La Sortie de l'usine Lumière à Lyon, La Place des Cordeliers à Lyon, Le Débarquement du Congrès de la photographie à Lyon, Baignade en mer, des enfants plongeant dans les vagues, Les Forgerons, à l’exemple d’Edison, mais avec de vrais forgerons et une vraie forge car Dickson, pour les besoins du tournage, s’est contenté de reconstituer la forge avec de simples figurants peu convaincants. Suivent deux scènes de famille avec un bébé, le fils même d’Auguste Lumière, Le Repas de bébé et La Pêche aux poissons. Puis deux « vues comiques », en fait des pitreries militaires, La Voltige et Le Saut à la couverture, dans la tradition des comiques troupiers. La séance se termine par le célèbre L'Arroseur arrosé, qui est en vérité la première fiction de l’histoire du cinéma jouée par des comédiens (les premières fictions du cinéma étant les Pantomimes lumineuses dessinées d’Émile Reynaud).
Les frères Lumière montent alors une série de projections payantes à Paris, dans le Salon indien du Grand Café de l'hôtel Scribe, au no 14 du boulevard des Capucines. Le 28 décembre 1895, le premier jour, seulement trente-trois spectateurs (dont deux journalistes) viennent apprécier les diverses « vues photographiques animées ». Le bouche à oreille aidant, en une semaine la file d'attente atteint la rue Caumartin. Les projections se font à guichet fermé et les séances sont doublées, le retentissement de ce succès qui, au fil des mois, ne se dément pas, est mondial.

## La révolution des Lumière

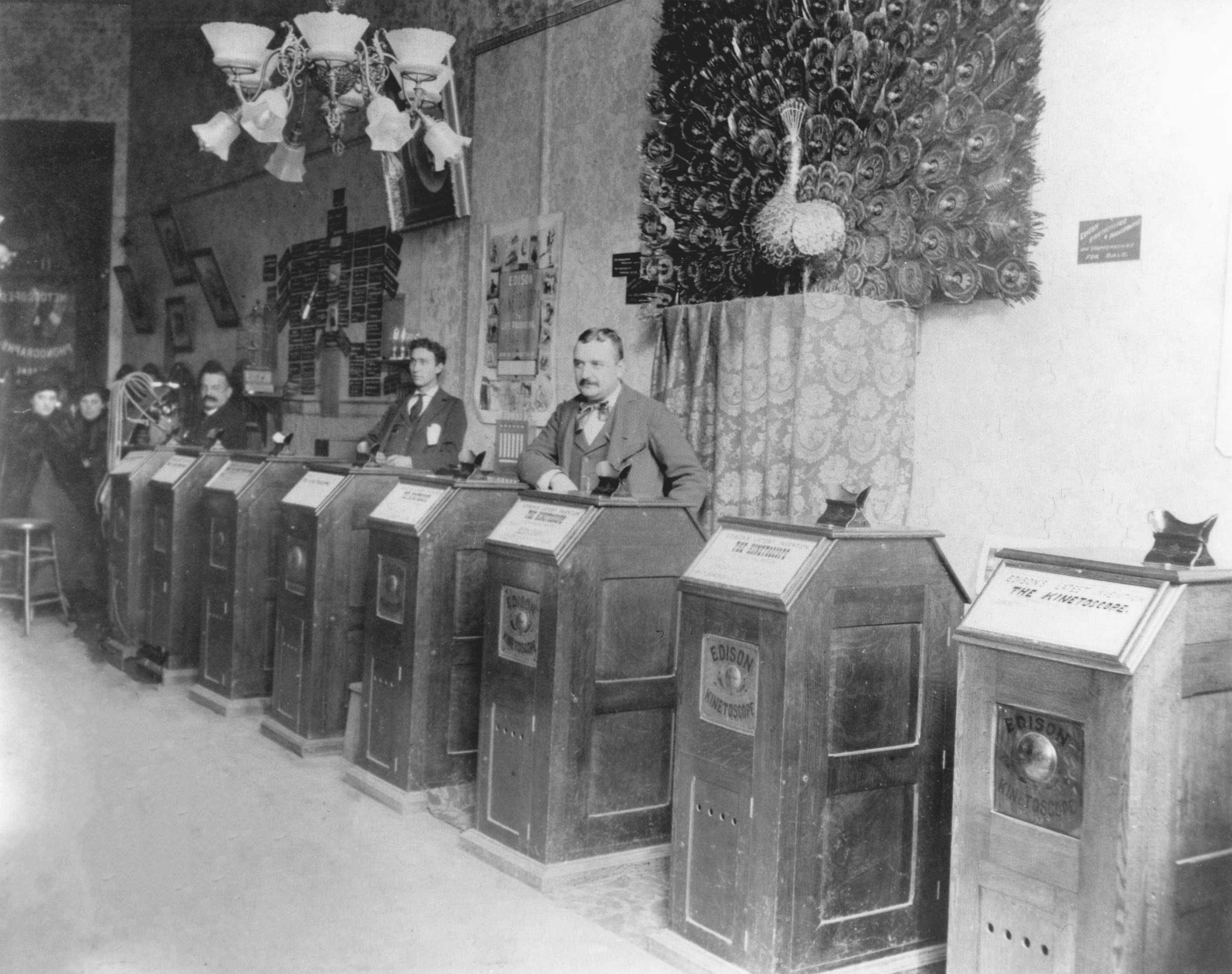
Un salon de Kinétoscope à San Francisco, en 1894.

Avant le succès des projections du Grand Café, la presse désigne parfois l'appareil des inventeurs lyonnais par « kinétoscope Lumière », ou « cinémographe Lumière ». Si Edison s’était attelé plus tôt à la résolution du problème de la projection des films sur grand écran, on peut supposer que le mot Cinématographe n’aurait sans doute pas été adopté pour désigner le spectacle et chacun aurait été voir un film au kinétoscope, qui n’aurait pas manqué de se nommer familièrement « kiné » et « kinoche ». Après tout, dans les pays de l’Est de l’Europe, le mot qui désigne le cinéma est resté proche de sa racine grecque, le mouvement : on va au kino. L’équivalent américain conserve l’idée du mouvement pour désigner le spectacle composé de films : movies.

Mais la réalité est là : Thomas Edison comprend que la technique de projection sur grand écran du Cinématographe vient de sonner le glas de son kinétoscope. Son ingénieur Laurie Dickson passe à la concurrence. 

« Pressé par le temps, Edison rachète à l’inventeur Francis Jenkins son appareil de projection sorti en octobre 1895 sous le nom de Phantascope, qu’il adapte avec l’aide de l’ingénieur Thomas Armat et qu’il rebaptise en Vitascope. Edison peut alors projeter sur grand écran les nombreux films qu’il a déjà fait enregistrer depuis 1893 avec le Kinétographe. Mais contrairement aux frères Lumière, il maintient le principe de deux machines, l’une dédiée à la prise de vue et l’autre à la projection. Un choix judicieux qui est repris par tous les autres fabricants de l’époque, désormais nombreux. Cette dichotomie technique caméra/appareil de projection a perduré jusqu’à nos jours. »

### Les prédécesseurs des Lumière

Mécanisme à doubles griffes avec ses deux boucles de Latham 16 mm

En 1894, insatisfait de son simple statut d’employé de Thomas Edison, Laurie Dickson met secrètement ses compétences au service d’un nouveau concurrent : Woodville Latham, qui crée avec ses deux fils la Lambda Company. Dickson est promu au rang d’associé avec le quart des actions et finit par quitter l’Edison Manufacturing Company, entraînant avec lui le meilleur ingénieur de son équipe, le Français Eugène Lauste. Le premier projet de Latham consiste à adapter le Kinétoscope d’Edison en appareil de projection, mais bientôt il envisage de mettre au point un système original complet, comprenant une caméra et un appareil de projection. Il nomme cette dernière machine « Kinetoscope de projection », tant le mot kinétoscope est devenu un mot commun (à la même époque, le projet des frères Lumière est aussi qualifié par la presse française de « kinétoscope Lumière »). Plus tard, cette machine est appelée l’Eidoloscope, qui va focaliser durant quelques mois l’attention de la presse américaine.
Latham ainsi que plus exactement Dickson et Lauste, expérimentent deux systèmes : l’un avec un défilement continu de la pellicule, à la manière du Kinétoscope, l’autre avec un défilement intermittent. Ils remarquent que l’entraînement intermittent du film, aussi bien dans une caméra que dans un appareil de projection, fatigue la pellicule et en provoque même la rupture accidentelle et limite le métrage utilisable à 20 mètres, soit une minute et demi. Au-delà, les cassures sont inévitables. Dickson et Lauste ont alors l’idée d’ajouter deux « débiteurs dentés », avant et après le passage dans le couloir de prise de vues ou de projection (là où le film avance et s’immobilise, pour de nouveau avancer, photogramme après photogramme). Ces débiteurs assurent une traction continue, sans à-coups. Afin que les deux entraînements, contradictoires, puissent cohabiter, Dickson et Lauste imaginent une idée simple : créer une boucle de transition dans le parcours de la pellicule, avant et après le passage dans le couloir, pour amortir les secousses de l'entraînement intermittent. Woodville Latham, qui est comme Edison, soucieux de porter son nom sur le devant de la scène, baptise aussitôt leur idée : la boucle de Latham (Latham Loop). L’Eidoloscope, dont les premières projections expérimentales sont légèrement postérieures à celles du Cinématographe Lumière, n’aura pas le même succès, les qualités du Cinématographe se révélant nettement supérieures.
De son côté, Émile Reynaud maintient ses projections au musée Grévin. Il draine un demi-million de spectateurs, entre 1892 et 1900, ce qui représente un beau succès. Cependant, la concurrence toute proche du Grand Café l’atteint directement et il réagit en essayant d’adapter à sa machine des bandes photographiques. Mais les films Eastman sont en noir et blanc et leur colorisation avec des vernis va à l’encontre des teintes pastels des dessins délicats de Reynaud.

« Son Théâtre optique ne pourra jamais rivaliser avec le procédé Lumière. À l’orée du XXe siècle, Émile Reynaud fait faillite. De désespoir, il détruit ses machines, revendues au poids du matériau. Quant aux bandes de celluloïd dessinées, il les jette dans la Seine. Une perte irréparable… N’en réchapperont que deux merveilles, Autour d’une cabine et Pauvre Pierrot. Malheureuse fin d’une œuvre superbe, injustement oubliée, qui marque pourtant l’invention des dessins animés et l’organisation des premières projections sur grand écran d’images en mouvement. »

Mécanisme dit « à croix de Malte » à 6 branches, ou « croix de Genève »

La caméra du Cinématographe Lumière est alors utilisée par de nombreux opérateurs de tous les pays et on la trouve même, parmi ses concurrentes, sur les plateaux des studios américains, jusqu'après la Guerre de 1914-1918, en tant que caméra d'appoint, avant d’être supplantée par des appareils américains plus perfectionnés, à presseur intermittent et contre-griffes, équipés de magasins de films indépendants (Bell & Howell modèle 2709 de 1909, Mitchell modèle standard de 1919). Mais, si le système des griffes d'entraînement a perduré dans l'équipement des caméras, aussi bien pour les professionnels que pour les amateurs, ainsi que pour une grande partie des appareils de projection amateurs, le mécanisme des griffes a été remplacé sur les appareils de projection destinés aux professionnels par une croix de Malte (ou croix de Genève), à 4, 6 ou 8 branches, entraînant dans un mouvement intermittent un débiteur denté, solution plus robuste pour une machine destinée à assurer des milliers de séances

## Naissance d'une industrie
Il s'agit d'une révolution dans le sens où le cinéma est le premier art né de la révolution industrielle. Il n'a pas d'équivalent dans le passé, la photographie pouvant encore être considérée comme un substitut de la peinture. Pour la première fois, la représentation du mouvement est libérée des contraintes spatiales et temporelles (théâtre, danse) et la narration valorisée, offrant de grandes perspectives avec le mouvement de la caméra, les illusions de trucage et le montage. Les premiers réalisateurs ne manifestent sans doute pas d'intérêt pour les arts en tant qu'avant-garde mais ils contribuèrent à leur corps défendant au triomphe d'une modernité avant-gardiste. Diffusé dans les foires et music-halls de Paris, Berlin, Londres, Bruxelles et New York vers 1895, le cinéma connaît un grand succès : vers 1905, 20 % de la population américaine (26 millions de personnes) se rend chaque semaine au cinéma (on compte entre 8 000 et 10 000 salles à bon marché, les nickelodeons), l'Italie, pourtant arriérée économiquement, compte 500 salles dont 40 à Milan. En 1912, Carl Laemmle inaugure le star system pour mettre en valeur l'actrice Mary Pickford et le cinéma devient une véritable industrie, installant son centre à Los Angeles. À la Belle Époque, il s'agit surtout d'un public populaire et peu instruit qui est visé, les cinéastes étant généralement des immigrés voulant faire fortune en attirant beaucoup de visiteurs pour les distraire, si bien que la social-démocratie européenne, qui aspire à élever spirituellement les masses, accuse le cinéma de détourner le lumpenproletariat des vrais problèmes. Encore muet et parfois doté d'un accompagnement musical, le cinéma a également l'avantage d'être facilement exportable et compris de tous. Le début des années 1910 voit cependant le cinéma poursuivre l'ambition de s'adresser à un public plus éduqué, qui ne reproduit plus à l'écran les saynètes qu'on a pu autrefois trouver sur scène. Afin d'attirer ce nouveau public, y compris féminin (auparavant, les spectateurs masculins représentent 75 % du public) et européen (là où la culture théâtrale est prépondérante), le cinéma s'oriente vers de grandes productions, adaptant des scènes de la Bible ou de la littérature, faisant tourner des personnalités (comme Sarah Bernhardt) et développant des scénarios plus construits et de somptueux décors (en particulier le cinéma italien). L'historien Eric Hobsbawm note qu'à ce moment-là seulement, le cinéma devient « un art majeur, original et autonome ».

### L'école de Laurie Dickson
Le ralenti est une découverte de l’équipe d’Edison en 1894 et non comme il est dit souvent, de l'Autrichien August Musger en 1904. Dickson doit faire face à une incapacité de réglage dont ne souffre pas le Cinématographe. En effet, Louis Lumière a prévu dans son appareil un réglage possible de l'aire de fermeture de l'obturateur, c'est-à-dire un réglage de la vitesse d'obturation et par conséquent aussi un réglage de la durée d'exposition de la pellicule à la lumière, un dispositif dont ne bénéficie pas le Kinétographe. Le diaphragme intégré à l’objectif n’ayant pas encore été inventé, lorsque le soleil est particulièrement violent, Dickson et son assistant William Heise augmentent la vitesse de rotation du moteur du Kinétographe, passant de 18 images par seconde à 30, voire 40 images par seconde, ce qui a pour conséquence de raccourcir la durée d’exposition à la lumière de chaque photogramme du film et produit ainsi le même effet qu’un diaphragme que l'on fermerait. Mais un autre effet est induit par cette augmentation de la cadence de prise de vues. À la projection, le Kinétoscope débite 18 images à la seconde et cette vitesse ne peut être modifiée puisque l'appareil est entraîné par un moteur électrique. Par exemple, si une seconde de vie filmée s’étale sur 36 photogrammes à la sortie du Kinétographe, cette scène, projetée deux fois moins vite par le Kinétoscope (18 photogrammes par seconde), va donc être ralentie deux fois dans le rendu de son mouvement. Les acrobates que filme Dickson s'activent ainsi dans un ralenti gracieux que seul le cinéma sait rendre. La prise de vues exécutée à une cadence inférieure à celle de la projection et qui provoque un accéléré, s'appelle en anglais undercranking, le contraire, la prise de vues exécutée à une cadence supérieure à celle de la projection et qui provoque un ralenti, s'appelle en anglais overcranking.
Après avoir modifié le Kinétographe et notamment l'avoir autonomisé en adoptant la manivelle, Edison fait tourner des sujets en extérieur et ses opérateurs rapportent des « films » (c'est Edison lui-même qui baptise ainsi chaque bobineau contenant un unique sujet) pour concurrencer les « vues photographiques animées » de Louis Lumière. Dans le monde entier, les différentes sociétés qui exploitent la production et la projection de films se copient mutuellement, sans vergogne. Chacune tourne son passage de train, sa sortie de pompiers, ses rameurs sur la rivière, son plongeur (dont la marche arrière est un véritable choc esthétique), ses bébés mangeant leur bouillie, etc. Le principal est de vendre toujours plus de bobineaux qui permettent de récupérer au centuple la mise de fonds initiale.

### L'école de Louis Lumière

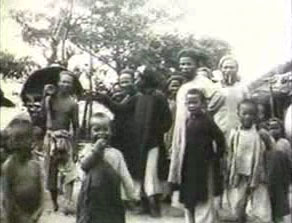
1899 : photogramme d'un film de Gabriel Veyre, tourné en Indochine

Pour varier les programmes et surtout vendre leurs films et leur Cinématographe (l'appareil même) aux riches particuliers et aux forains, les frères Lumière alimentent leur fonds par des « vues photographiques animées » qu’ils font tourner par des opérateurs envoyés dans le monde entier. Les plus célèbres d’entre eux, Gabriel Veyre, Alexandre Promio, Francis Doublier, Félix Mesguich enregistrent des bobineaux qui ne comptent qu’une unique prise de vue, un seul plan. Exceptionnellement, ils arrêtent de « mouliner » (on les appelle les « tourneurs de manivelle »), afin d'économiser la précieuse pellicule Eastman lors d’une scène qu’ils estiment longuette et ils reprennent un peu plus tard, créant ainsi deux plans dans le même bobineau qui est ensuite coupé et recollé en éliminant les photogrammes surexposés qui correspondent à l'arrêt et au redémarrage de la caméra. Prémices du montage ? On peut affirmer que non, puisqu'il s'agit d'une simple réparation.
L'équipe est toujours la même, composée de deux opérateurs. Les bobineaux sont développés immédiatement pour arrêter l'action chimique commencée par leur exposition à la lumière issue de l'objectif. L'équipe part avec de la pellicule et des bonbonnes de produits. Système D : on développe en disposant le bobineau dans le révélateur versé dans un seau hygiénique en tôle émaillée, on rince à l'eau claire, on fixe et enfin on se débrouille pour suspendre le serpent de celluloïd afin qu'il sèche. Pour vérifier la qualité de son travail, l'opérateur Lumière tire une copie puisque l'appareil le permet astucieusement, en chargeant le négatif original et une pellicule vierge l'un contre l'autre, les deux faces enduites d'émulsion photosensible étant en contact, reste à trouver une source de lumière puissante et uniforme (les ampoules électriques ne se trouvent encore qu'en laboratoire) : l'appareil « tourne le dos au soleil » et un mur blanc ensoleillé apporte la lumière nécessaire à l'impression du second négatif dont la position inversée par rapport à l'original permet de tirer à l'endroit.
Les mauvaises surprises sont parfois au rendez-vous. Une équipe est menacée de mort en Russie, les spectateurs croient que leur machine est envoyée par le diable pour ressusciter les morts. Ils incendient la salle de projection, détruisant un Cinématographe. À New York, Félix Mesguich est arrêté par un policier alors qu’il filme à Central Park une bataille de boules de neige qu'il a provoquée, sous le prétexte qu’il ne dispose pas d’autorisation, mais surtout parce qu'il a organisé ce rassemblement illicite. Son assistant toise avec mépris le fonctionnaire de l'ordre et se recommande de sa qualité de Français. Les deux hommes sont traînés au poste du district et enfermés dans une cellule. Il faut l'intervention de la représentation diplomatique française pour les tirer de là.
Il y a aussi les bonheurs de la découverte. Le 25 octobre 1896, filmant à Venise à bord d’une gondole naviguant sur le Grand Canal, Alexandre Promio découvre le principe du travelling, que Louis Lumière baptise « Panorama Lumière ». « Le succès du procédé fut grand ; on prit des vues de trains, de funiculaires, de ballons, de l'ascenseur de la Tour Eiffel, etc. Mais l'application du travelling chez les opérateurs Lumière se limite au documentaire ».
Pour standardiser la cadence de prises de vues, les opérateurs obéissent à une consigne de Louis Lumière : la manivelle du Cinématographe doit être fermement actionnée au rythme de la marche militaire Sambre et Meuse. Passant outre cette obligation, Francis Doublier fait le premier accéléré du cinéma en Espagne, lors d’une corrida, quand il s’aperçoit qu’il va manquer de pellicule. Il réduit la cadence de prise de vues de moitié (9 images par seconde) pour doubler la durée d’utilisation de ses bobineaux. En projection, à la vitesse normale de prise de vue et de projection (16 à 18 images par seconde), le mouvement est accéléré de deux fois et il faut ralentir la rotation de la manivelle pour obtenir une vitesse à peu près normale (au risque d’enflammer le fragile celluloïd qui reste plus longtemps face à la boîte à lumière surchauffée). Reste une légère accélération qui rend les passes des toréadors plus rapides, ce que les cinéastes sauront plus tard utiliser dans les scènes d’action.
C’est à l’occasion d’une des nombreuses projections du Grand Café que l’opérateur qui manipule le Cinématographe, arrivé en fin de bobineau, a l’idée de rembobiner le film sans décharger l’appareil et sans éteindre la boîte à lumière ; il mouline la machine à l'inverse de sa rotation habituelle. Le public est médusé : sur l’écran, les piétons marchent à l’envers, les véhicules roulent à reculons. C’est la marche arrière, que l’on obtient déjà avec les jouets du précinéma et qu'Émile Reynaud utilise déjà avec son Théâtre optique. Un trucage qui va devenir une caractéristique du cinéma. L’effet plaît tellement aux spectateurs que Louis Lumière fait tourner des « vues » spécifiques, à seule fin de les présenter, d’abord à l’endroit, puis en marche arrière, devant un public ébahi. Par exemple, Démolition d’un mur, réalisé en 1896.

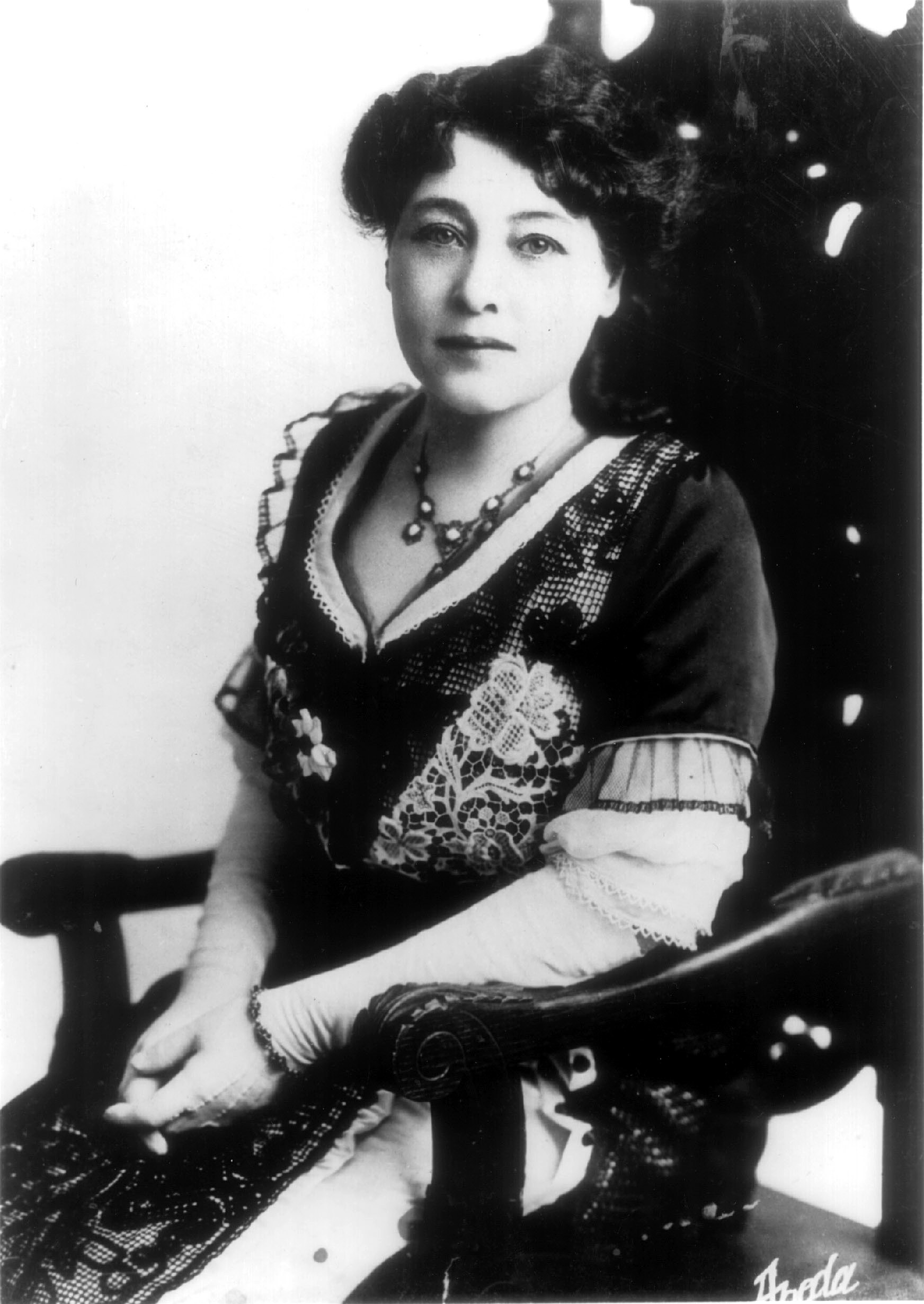
Alice Guy (1896).

### L'école Guy
Alors qu'elle est secrétaire chez Gaumont, Alice Guy a l'idée de tourner des fictions, dont la célèbre Fée aux Choux, en 1896. Elle devient la première réalisatrice de l'histoire du Cinéma. Elle réalise de nombreuses fictions puis La Passion du Christ, premier péplum, qui sort sous forme d'épisodes.
Elle devient également en 1910, la première femme à créer une société de films, Solax Films, aux États-Unis.
« On m’a souvent demandé pourquoi j’avais choisi une carrière si peu féminine. Or, je n’ai pas choisi cette carrière, ma destinée était tracée. »

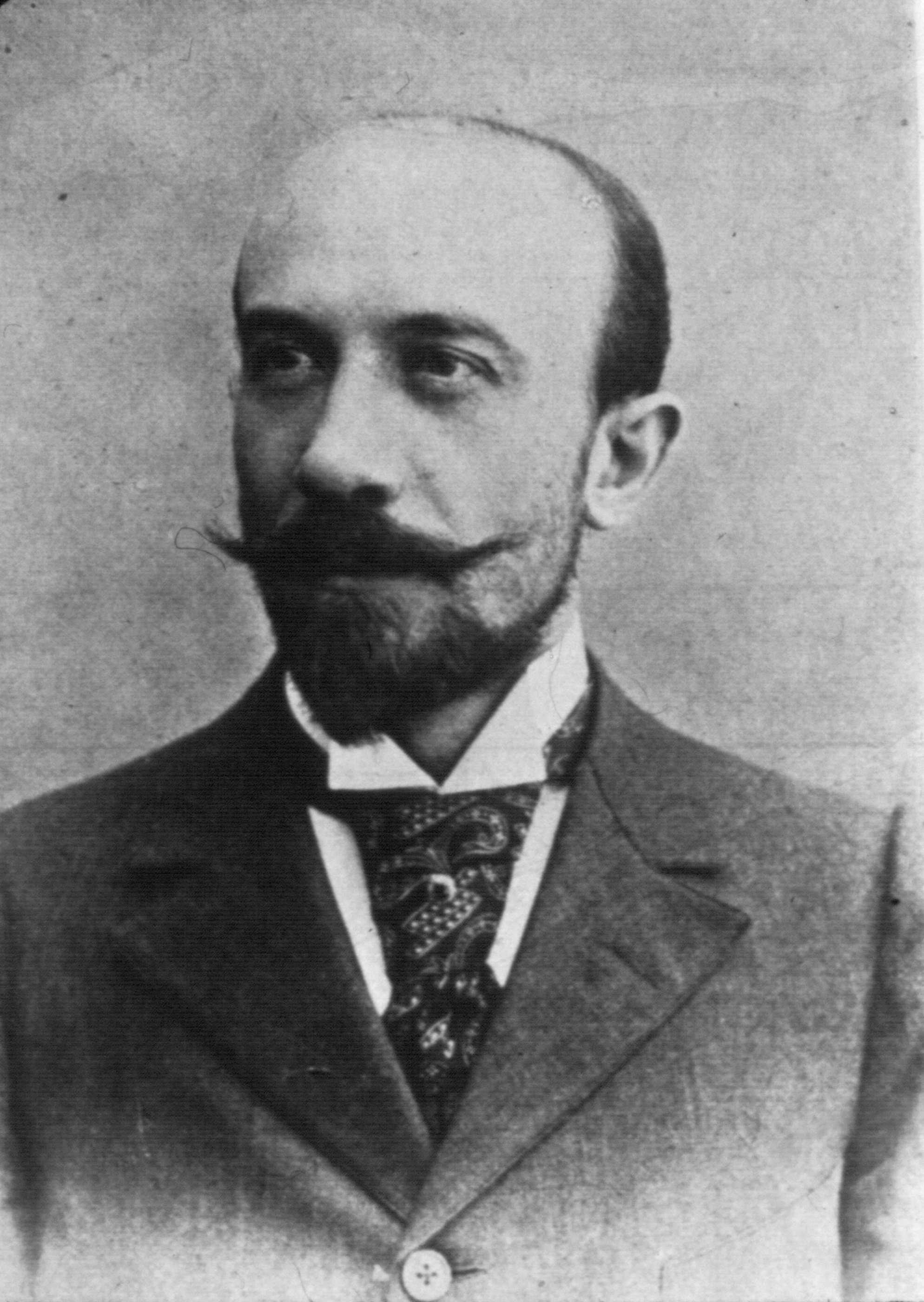
Georges Méliès

### L'école de Georges Méliès
Pour sa part, Louis Lumière est non seulement le principal concepteur du Cinématographe, mais en plus il forme tous les opérateurs maison car lui-même est un photographe hors pair. Félix Mesguich raconte dans ses mémoires que lors de son embauche, l’industriel lyonnais le met en garde contre tout débordement d’enthousiasme : « Je ne vous offre pas un emploi d’avenir, mais plutôt un travail de forain. Ça durera un an ou deux, peut-être plus, peut-être moins. Le cinéma n’a aucun avenir commercial ». Mais en 1964, dans le livre que Georges Sadoul consacre à la mémoire de Louis Lumière, l’historien du cinéma rapporte que son interlocuteur conteste avec énergie la paternité d’une prédiction aussi peu clairvoyante et la prête à son père Antoine, mort depuis longtemps.

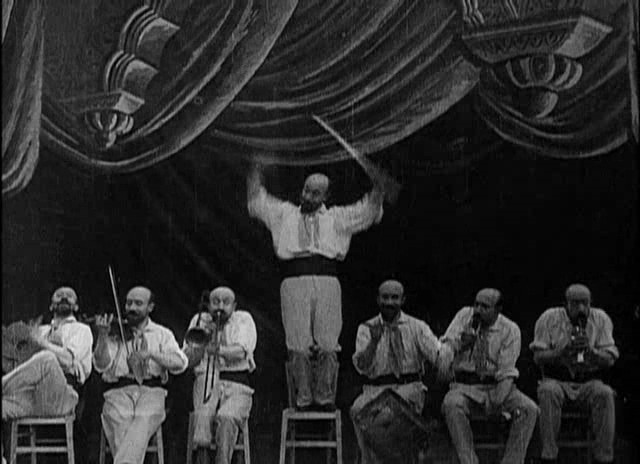
L'Homme-orchestre (1900)

Cependant, Georges Méliès, célèbre illusionniste, assiste à l’une des toutes premières projections du Grand Café. Il imagine tout de suite comment la projection de films pourrait enrichir son spectacle au théâtre Robert-Houdin qu'il a racheté en 1888. Il propose à l’issue de la séance de racheter pour une somme astronomique (il est alors fortuné) les brevets qui protègent le Cinématographe. Antoine Lumière refuse avec bonhomie et lui aurait dit : « Jeune homme, je ne veux pas vous ruiner, cet appareil n’a de valeur que scientifique, il n’a aucun avenir dans le spectacle ». Qui faut-il croire ? Qui a prononcé ce mot malheureux le premier ? Antoine, Louis, Auguste ? Antoine Lumière voulait-il plus simplement décourager un futur concurrent ? Ou alors sont-ils persuadés tous les trois que le cinéma n'est qu'un feu de paille ? Une chose est certaine, en 1902, dès qu’il faut se poser les problèmes de construction du récit et de mise en scène, Louis Lumière abandonne la confection de nouveaux films, qu’ils soient documentaires ou fictionnels. Beaucoup plus tard, au soir de sa vie, Louis confie à l'historien du cinéma Georges Sadoul : « Faire des films, comme la mode en était venue alors, ce n’était plus notre affaire. Je ne me vois pas dans les studios actuels ».

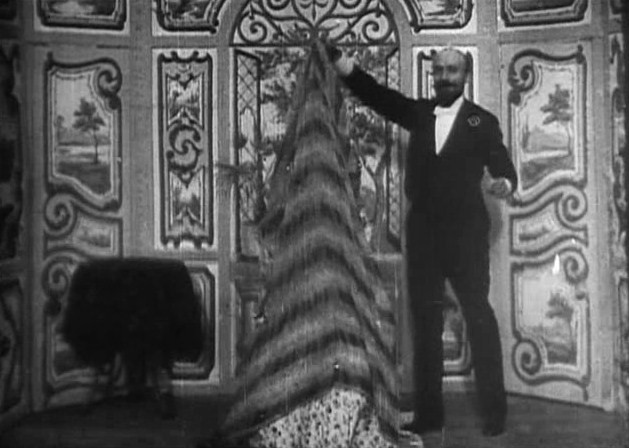
Escamotage d'une dame au théâtre Robert Houdin (1896)

Après le refus poli d’Antoine Lumière, Georges Méliès ne s'avoue pas vaincu, ce n'est pas son genre. Il se tourne vers ses amis anglais, Birt Acres et Robert William Paul, inventeurs de la Kinetic camera qu'ils ont mise au point à peu près aux mêmes dates que le Cinématographe Lumière. Robert William Paul s'est fait une réputation en fabriquant en Angleterre les contrefaçons du Kinétoscope d'Edison. Cette fois, il fournit à Méliès, en plus d'un de ses appareils de projection, l'Animatograph, une caméra en modèle unique, que Méliès baptise le Kinetograph (comme la caméra Edison-Dickson). Reste au Français à alimenter son appareil avec de la pellicule. Il réussit à se procurer en Angleterre un stock de film Eastman 70 mm vierge et se lance dans deux périlleuses opérations techniques qu'il mène lui-même, prestidigitation oblige. Il bricole une machine pour couper le précieux film en deux rubans de 35 mm. Puis, avec une autre machine de sa fabrication, il crée une rangée de perforations rectangulaires sur chaque bord de la pellicule. Son film est prêt à être impressionné.
Mais Georges Méliès, qui est avant tout un artiste de music-hall, ne se rend pas compte qu'il vient de commettre une contrefaçon des perforations dont Edison a déposé les brevets internationaux. Il n'a pas, comme les Lumière, industriels prudents et expérimentés, adopté un système d'entraînement du film par des perforations rondes. Il aurait dû imaginer une variante, différente aussi bien des perforations Edison que de celles des Lumière. Il n'y a pas pensé, d'autant que les Kinétoscope pirates (aux films 35 mm à perforations Edison) ont déjà envahi le marché français et européen et qu'il tient à ce que ses futurs films soient vus, puisqu'il est impensable que les frères Lumière projettent des films concurrents et, à plus forte raison, des films au format protégé d'Edison. L'industriel américain apprend que Georges Méliès, qu'il ne connaissait pas, a enfreint les lois sur la propriété intellectuelle du copyright industriel. Mais la France est loin de l'Amérique, Edison ne peut que vouer à Méliès une haine farouche.
Quand le cinéaste français, encouragé par le succès international de ses films à truc, envoie son frère à New York pour y ouvrir un bureau et assurer la distribution sur le territoire américain des productions de sa société Star Film, il se retrouve face à Edison. Et Thomas Edison ne va pas rater cette occasion de récupérer le manque à gagner que les contrefaçons du Kinétoscope lui ont provoqué et de taxer la contrefaçon de ses perforations par Méliès. S'appuyant sur la législation de la protection de la propriété intellectuelle et industrielle, il fait saisir par la justice une partie des copies de la Star Film, arrivées sur le sol américain, se payant ainsi « sur la bête », car il peut faire projeter ces copies en toute légalité à son bénéfice, les ajoutant sans scrupule à son catalogue. « Il estimait reprendre son bien : les films Méliès employaient la perforation qu'il avait inventée ». Cette confiscation de plein droit contribue à l'échec de la Star Film aux États-Unis et affaiblit considérablement la société de Georges Méliès. Mais quand Méliès fait faillite, en 1923, donc vingt ans plus tard et qu'il est forcé de vendre ses négatifs au poids, dont les sels argentiques sont récupérés et le celluloïd fondu pour la fabrication de talons de godillots destinés à l'armée (ce qui est une ironie du sort pour le fils d'un industriel de la chaussure), paradoxalement ce sont les copies saisies restées aux États-Unis qui sauvent du néant l'essentiel de l'œuvre du cinéaste français.

### Avatars du cinéma et nouveaux espoirs

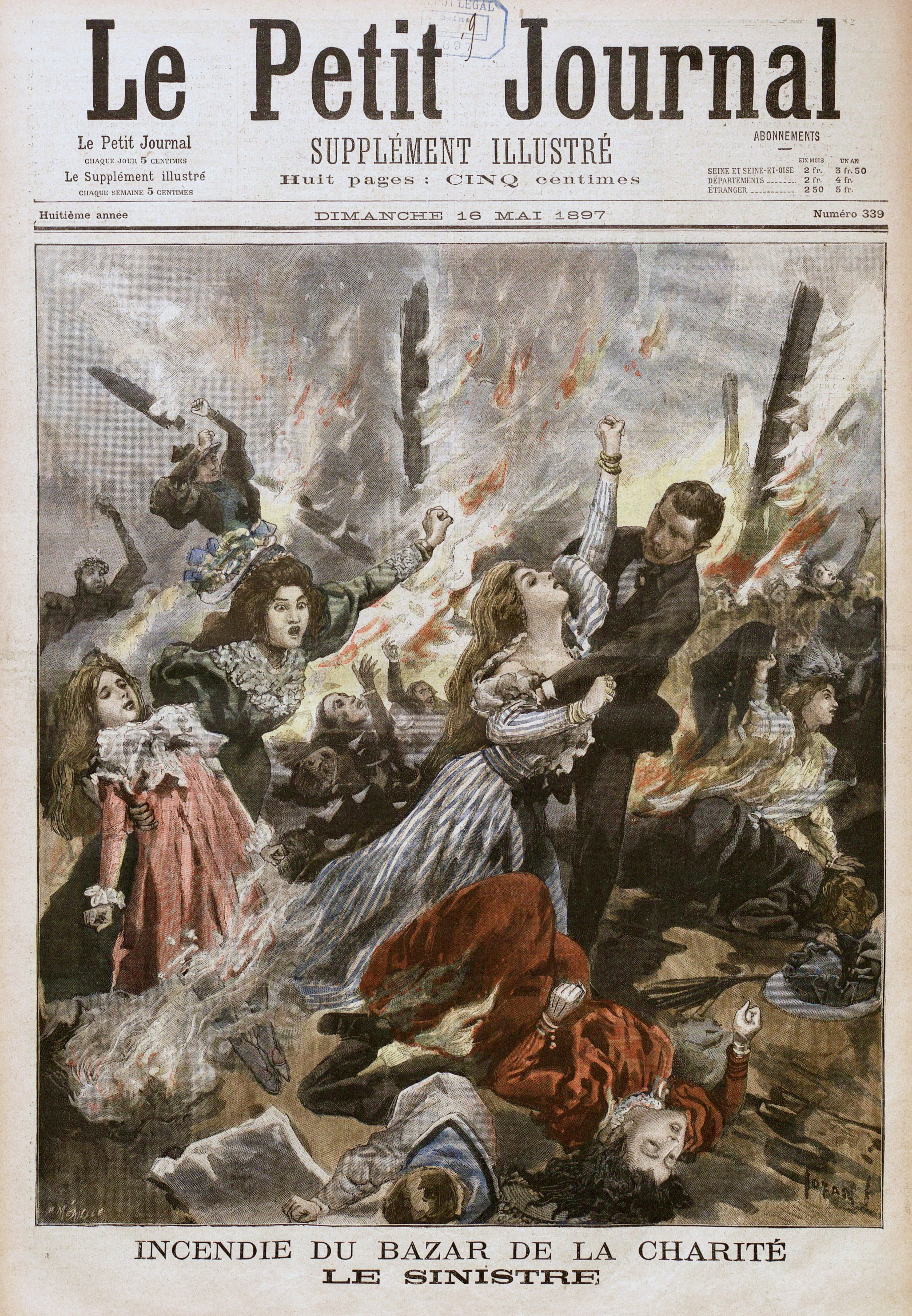
Incendie du Bazar de la Charité — Le Petit Journal (dimanche 16 mai 1897)

Le 4 mai 1897, une catastrophe survient à Paris, quand le cinéma perd une grande partie de son public huppé, car celui-ci est tragiquement frappé par l’incendie du Bazar de la Charité. Plus de cent vingt victimes, pour la majorité des femmes et des enfants du beau monde, sont brûlées vives dans des décors en bois, tissus et toile goudronnée, dressés pour vendre des colifichets au bénéfice des pauvres. Le feu prend à partir de la cabine de projection de films, dont la lanterne fonctionne à l’éther. Les flammes se propagent aux robes longues à crinoline des dames et des fillettes. La plupart des hommes présents s’échappent honteusement en se frayant un chemin à coups de canne et en bousculant femmes et enfants.

En France et à l'étranger, l’émotion est vive, les projections sont provisoirement interdites, mais reprennent bientôt. Cependant, en France, le public des beaux quartiers boycotte le cinéma, inventé depuis moins de six ans, en projection publique depuis moins de deux ans. Louis Lumière (ou Antoine, ou Auguste) aurait-il raison ? En vérité, le cinéma conquiert les foires et ne cesse de gagner des adeptes chez les bateleurs et du public dans les classes populaires. Les industriels fournissent aux forains des films et des appareils de projection en concession, puis à l’achat, dégageant ainsi toute responsabilité en cas de sinistre.

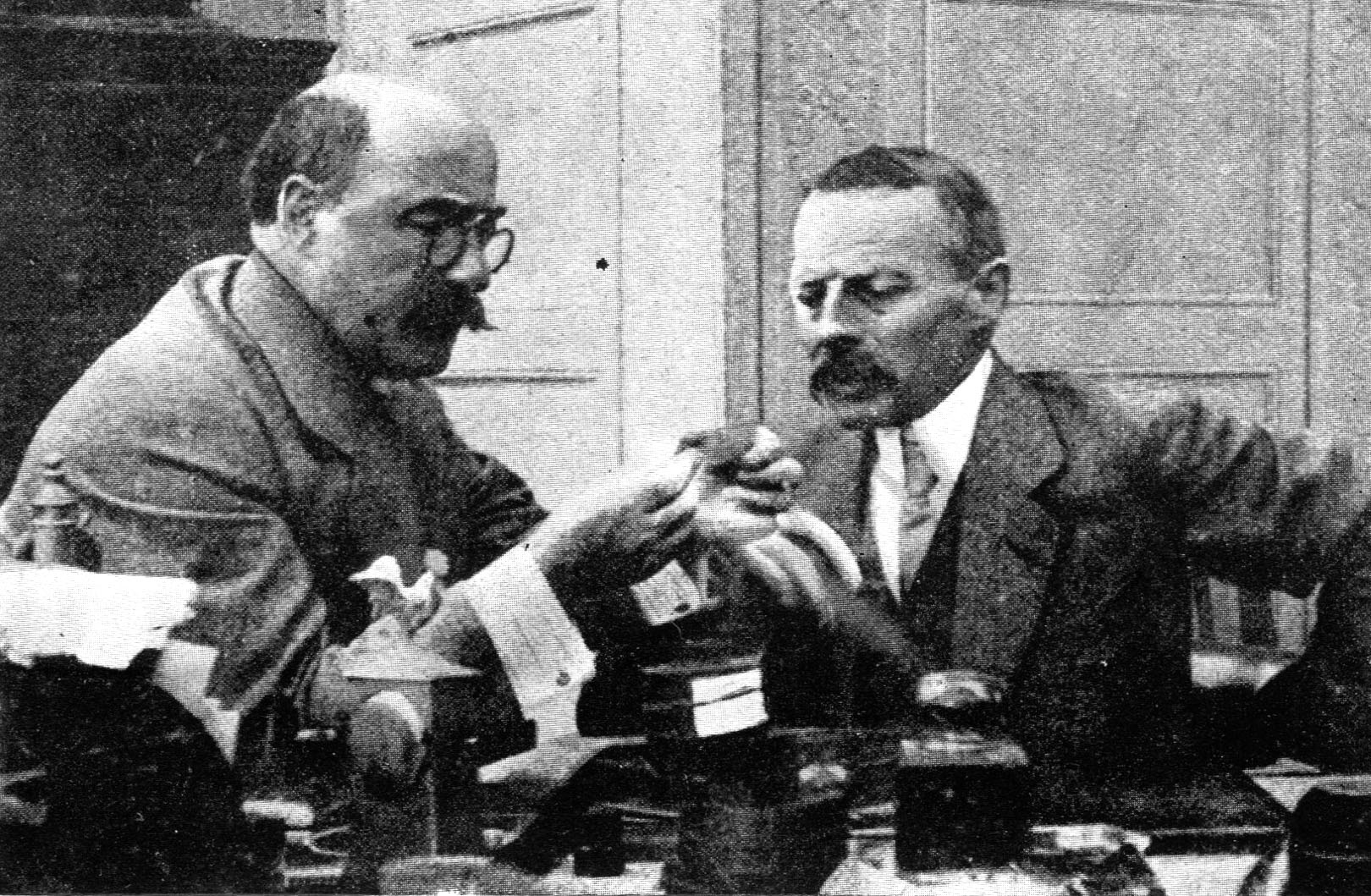
Charles Pathé (à droite) et le réalisateur Ferdinand Zecca en 1906.

Léon Gaumont, un industriel français qui vend du matériel et des fournitures pour la photographie et qui a cru pour un temps au format 58 mm de Georges Demenÿ, offre bientôt un catalogue foisonnant de bobineaux de cinéma 35 mm. Il confie à Alice Guy, alors sa secrétaire, le soin de diriger la production de ces films. Après Laurie Dickson, Émile Reynaud et Louis Lumière, Alice Guy est ainsi la première réalisatrice de l'histoire du cinéma. Elle-même se désigne comme "directrice de prises de vues". Elle dirige des centaines de bobineaux, dont une Passion (de Jésus) qui marque l'arrivée de la religion sur le marché des salles obscures et qui bénéficie d'un scénario célèbre et éprouvé : le chemin de croix.
Un nouveau venu arrive dans la course au succès : Charles Pathé, un forain français enrichi par ses projections de films, qui décide d’envoyer des opérateurs à travers le monde, suivant l’exemple de Louis Lumière, pour filmer des scènes typiques, toujours sous la forme de bobineaux contenant une seule prise de vue. En peu de temps, avec l'aide de son frère, sa société, Pathé-Cinéma, devient aussi puissante que les plus importantes maisons de production américaines, que ce soit Edison Studios ou Vitagraph Company. Son emblème triomphale est le coq gaulois et l'est toujours actuellement.

## Naissance d’un langage: le découpage en plans

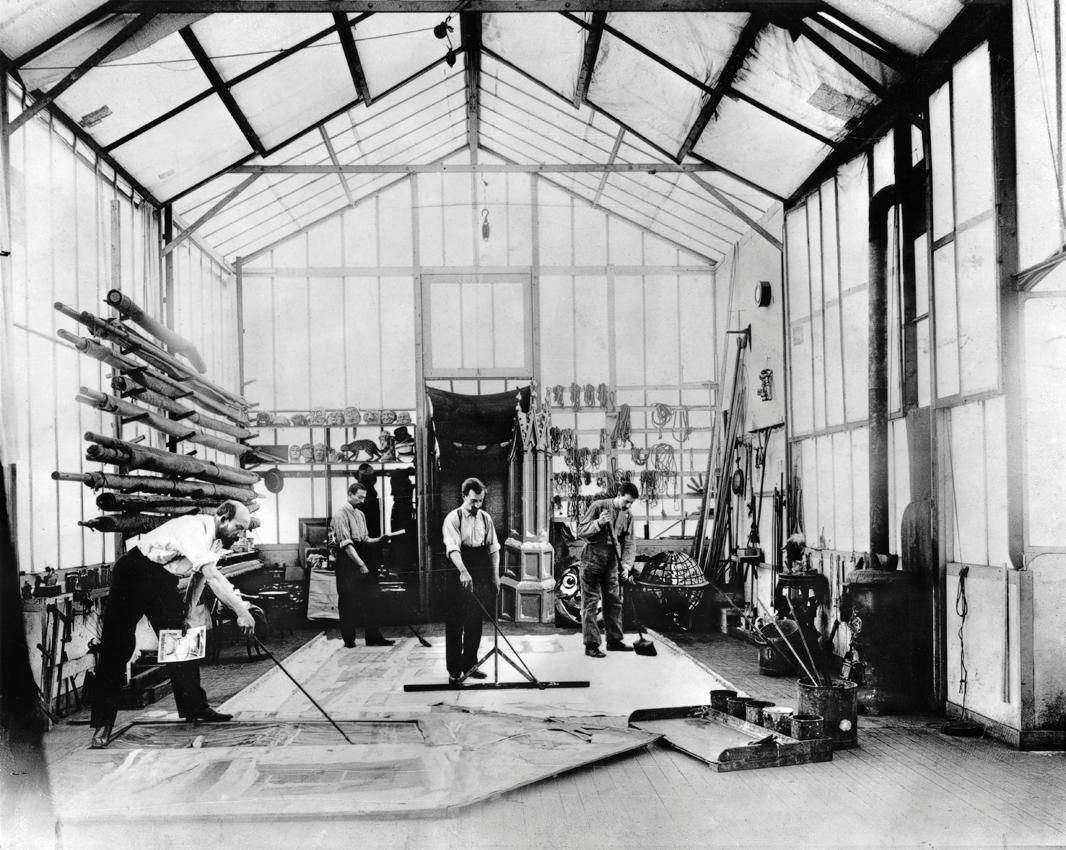
Le studio vitré de Méliès est le contraire de la Black Maria

De 1891 à 1900 et même quelques années plus tard, les films se présentent toujours sous le même aspect : un bobineau de pellicule 35 mm de 20 mètres au plus (65 pieds), sur lequel est impressionnée une unique prise de vue comprenant un seul cadrage (un plan), qui, en projection, dure moins d’une minute.
Exceptionnellement, une seconde prise de vue lui succède, en général avec le même cadrage, une suite de la « vue » principale. Après la révélation de la « boucle de Latham » et l'adaptation de ce procédé à toutes les machines, les forains qui projettent les bobineaux prennent l’habitude d’en coller plusieurs l’un au bout de l’autre, avec un peu d’acétone, pour éviter de multiplier les arrêts nécessaires au rechargement de leur machine. Ce bout à bout sauvage ne passe pas inaperçu des créateurs, qui voient là une opportunité d’augmenter la durée de leurs films et de mener un récit plus long.
C’est ainsi que Georges Méliès comprend qu’il peut construire ses spectacles de vues photographiques animées en plusieurs « tableaux » (c’est l’appellation qu’il leur donne, venue tout droit du music-hall) collés bout à bout en un seul bobineau. La durée du film passe alors de moins d’une minute à plusieurs minutes.
Mais il serait faux de voir dans ce bout à bout de tableaux ou de scènes, la naissance du montage, car ses utilisateurs conçoivent ce bout à bout comme une simple succession de bobineaux. D’ailleurs, Méliès ne manque pas, à la prise de vue, de commencer systématiquement chaque « tableau » par un fondu d’ouverture et de le terminer par un fondu de fermeture. Un procédé imité sur celui des projections à deux lanternes magiques travaillant alternativement, qui préfigurent les diaporamas actuels. C’est ce que Méliès nomme un « changement à vue », comme si les fondus encadraient chaque numéro d’un spectacle, dont d’invisibles machinistes modifieraient les décors en une fraction de seconde.

### L'école de Brighton et ses émules
Ce sont les cinéastes anglais qui, les premiers, découvrent les vertus du découpage en plans et de son corollaire, le montage. L’historien Georges Sadoul les regroupe sous le nom de l’École de Brighton et réserve aux plus inventifs d'entre eux un coup de chapeau mérité :

« En 1900, George Albert Smith était encore avec James Williamson à l'avant-garde de l'art cinématographique. »

Dans leur Grammaire du cinéma, Marie-France Briselance et Jean-Claude Morin n'hésitent pas à déclarer : « Alors que William Kennedy Laurie Dickson, William Heise, Louis Lumière, Alexandre Promio, Alice Guy, Georges Méliès, bref, les inventeurs du cinéma primitif, ne dérogent pas à l’habitude, tout à la fois photographique et scénique, de tourner une seule prise de vue pour filmer une action unique dans un même lieu, George Albert Smith, lui, décrit une action unique se déroulant en un même lieu, à l’aide de plusieurs prises de vues qui sont reliées entre elles par la seule logique visuelle. Ce qu’on appellera plus tard le découpage technique, le découpage en plans de l’espace et du temps à filmer ».

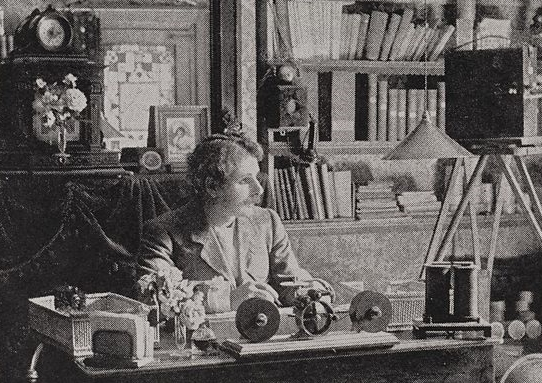
George Albert Smith en 1900

Réalisé par George Albert Smith en 1900, le film La Loupe de grand-maman, est l’une de ces œuvres qui bouleversent le cinéma (comme le sera en 1908 Les Aventures de Dollie). Ce film d’une minute vingt a un sujet très mince, comme il est de coutume de les concevoir à l’époque : un enfant utilise la loupe de sa grand-mère pour observer autour de lui. George Albert Smith reprend ce qu'il a déjà essayé dans Ce qu'on voit dans un télescope (As Seen Through a Telescope) : il fait alterner deux sortes de prises de vue. Un cadrage principal et large montre le jeune garçon en compagnie de son aïeule, occupée à repriser. Le gamin emprunte la loupe et la dirige d’abord vers une montre, que l’on voit alors en gros plan à travers une découpe ronde en forme de loupe. Le jeune garçon cherche autour de lui et braque sa loupe vers un oiseau en cage. Gros plan de l’oiseau à travers la découpe. L’enfant dirige ensuite la loupe vers sa mamie. Un très gros plan plutôt drolatique montre l’œil droit de la grand-mère, qui tourne dans tous les sens, toujours vu par le biais d’une découpe ronde. Le petit-fils aperçoit le chaton de sa mamie, caché dans son panier à couture. Gros plan du chaton à travers la loupe. Le chaton bondit hors du panier, la grand-mère arrête là le jeu de son petit-fils. Cette succession de prises de vues, liées par un même récit, inaugure la division en plans d’un film de cinéma, ce qu’on appelle aujourd'hui le découpage technique, ou plus simplement le découpage. Et sa suite logique, qui est le montage de ces éléments filmés séparément, dit montage alterné. La découverte est de taille, fondamentale. Georges Sadoul rappelle avec finesse que George Albert Smith connaît les images d'Épinal et leurs équivalentes, pour les avoir projetées sur verre avec une lanterne magique, notamment Les Facéties du sapeur Camember (1890-1896), la bande dessinée de Georges Colomb, alias « Christophe », où les « vignettes » dessinées présentent des changements d'axe de vision. En prime, ce film invente le plan subjectif, puisque chaque gros plan vu à travers la loupe, est un plan subjectif qui emprunte le regard du jeune garçon. Pour l'époque, c'est une révolution ! Georges Sadoul, qui parle de « style révolutionnaire », insiste : « Ce type de récit, typiquement cinématographique, paraît avoir été inconnu en 1900, hors d'Angleterre ». En 1903, George Albert Smith ajoutera au découpage et au plan subjectif une autre découverte : l'ellipse temporelle, avec La Mésaventure de Mary Jane.

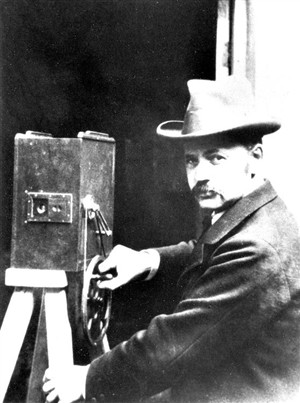
James Williamson en 1900

Il faut revenir sur les divers gros plans de La Loupe de grand-maman, préfigurés par le gros plan de Vu à l'aide d'un télescope. À l'époque, aucun cinéaste n'utilise ce genre de cadrage. Dickson a déjà cadré certains de ses films en Plan rapproché (Plan poitrine) et en Plan américain, mais il n'a jamais autant serré ses cadrages. Une montre, un oiseau, un chaton et surtout l'œil de la grand-mère, comme les filme George Albert Smith, font partie des cadrages les plus serrés du cinéma primitif. À son tour, en 1901, James Williamson s'amuse avec une gamme de tous les cadrages, inattendue et encore une fois drolatique, dans La Bouchée extraordinaire (The Big Swallow) où il n’hésite pas à nous montrer l’opérateur et sa caméra. Le personnage qu'il filme regarde droit dans l'objectif de la caméra et se rapproche d'elle en parlant avec agressivité, se refusant de toute évidence à être filmé. Il dépasse la limite du gros plan et bientôt on ne voit, énorme, que sa bouche qui fait mine d'avaler la caméra. Dans le trou béant qui s'ouvre ainsi, un opérateur et sa caméra, vus de dos, basculent dans le précipice du gosier. Le personnage de l'ogre semble recracher alors l'objectif et l'on voit à nouveau son visage en gros plan. Il mâche férocement et enfin, éclate d’un rire dément. Cette plaisanterie à l'anglaise est un pied-de-nez au cadrage unique en pied qu'utilisent encore tous les cinéastes du monde entier, à l'exception de ceux de Brighton!

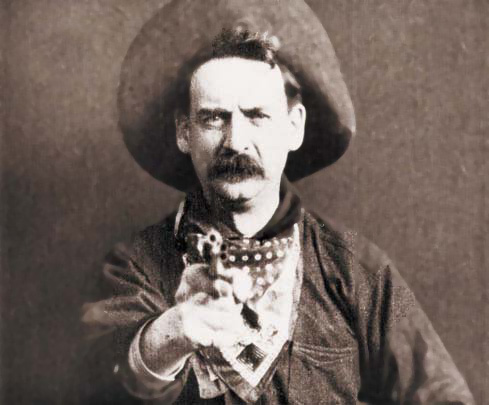
Le Vol du grand rapide (1903), Plan rapproché

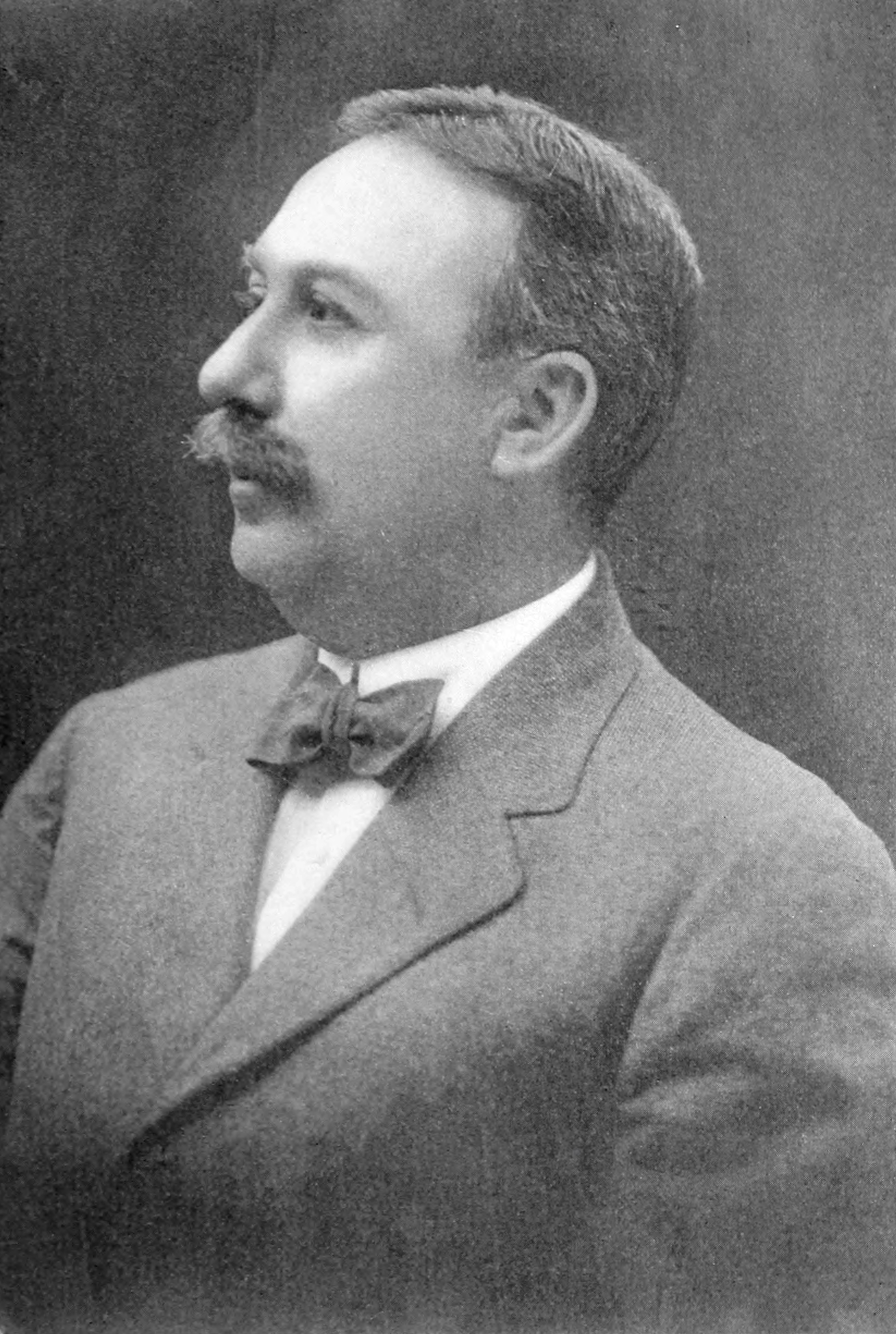
Edwin Stanton Porter

George Albert Smith (Ce qu'on voit dans un télescope), James Williamson (Attaque d'une mission en Chine, Fire!), William Haggar (Combat acharné de deux braconniers), Frank Mottershaw (Audacieux cambriolage en plein jour), Lewin Fitzhamon (Sauvée par Rover) utilisent systématiquement cette façon de filmer qui les différencie pour un temps de leurs concurrents européens ou américains,. Les cinéastes anglais lancent les « Chase Films », des films de poursuite en extérieurs, qui rencontrent un tel succès que la plupart des réalisateurs du monde entier vont adopter progressivement la division en plans des actions filmées et le recours au montage alterné, qui sont pourvoyeurs d’actions rapides, à la succession nerveuse qui plaît au public. Ferdinand Zecca en France (Une idylle sous un tunnel, Par le trou de la serrure) et surtout Edwin Stanton Porter aux États-Unis (Le Vol du grand rapide, La Vie d’un pompier américain), concurrencent les Anglais sur leur propre terrain.
Georges Méliès, lui, ne comprend pas l’apport essentiel au cinéma de ses bons amis de Brighton et Le Voyage dans la Lune qu'il réalise en 1902 est là encore, malgré ses nombreuses inventions humoristiques, une suite de tableaux à la manière du music-hall, pour une durée de presque 13 minutes. Georges Sadoul, en citant la dernière grande production de Méliès, À la conquête du pôle, rappelle que « le film est quasi contemporain de la Cabiria italienne, des meilleurs Max Linder, des débuts de Chaplin, des premiers grands D. W. Griffith, dont il semble séparé par des siècles entiers. » Cette réserve permet d'affirmer que Georges Méliès n’est pas, contrairement à ce qui est souvent dit, l’inventeur de la fiction, alors que son apport technique, comme illusionniste, est considérable, notamment avec l'arrêt de caméra, un procédé qu'il reprend à William Heise et Alfred Clark, de l'équipe d'Edison qui ont tourné L'Exécution de Mary, reine des Écossais en 1895.

« La comédienne qui incarne Mary Stuart s’agenouille devant le bourreau et pose la tête sur le billot. Le bourreau lève sa hache. À ce moment précis, William Heise ordonne à tous de s’immobiliser, les figurants qui assistent à l’exécution, le bourreau, la reine se figent dans leur position du moment. L'opérateur arrête alors le Kinétographe et on évite de déplacer accidentellement l’appareil. La comédienne est remplacée par un mannequin portant la même robe et muni d’une tête postiche séparable. L’opérateur remet sa machine en mouvement. La hache s’abat, la tête postiche roule sur le sol, le bourreau la ramasse et l’exhibe au public. Mary Stuart, reine d’Écosse, est morte. »

Mais alors que William Heise n'utilise qu'une seule fois ce « truc » élémentaire (encore fallait-il le découvrir!), Georges Méliès, lui, après un premier essai réussi en 1896 (Escamotage d'une dame au théâtre Robert-Houdin), décline l'arrêt de caméra sur plusieurs dizaines de films. L'exception, comme on dit, confirmant toujours la règle, il serait injuste de ne pas signaler la fiction que donne en 1899 Georges Méliès sur L'Affaire Dreyfus, un film grave (Méliès est un dreyfusard), où le cinéaste construit plusieurs de ses plans d'une façon tout à fait moderne, à la manière de l’école de Brighton (déplacement des comédiens en diagonale du champ, qui s'avancent tout près de la caméra), une heureuse exception dans l'œuvre du maître français qui n'a utilisé ce mode de narration filmique qu'une seule fois. En cela, L'Affaire Dreyfus peut être considéré comme son chef-d'œuvre.

### L'apport décisif de Griffith

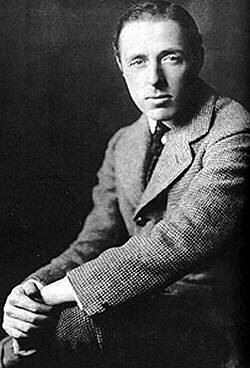
David Wark Griffith

En 1908, David Wark Griffith, un autodidacte américain qui commence sa carrière au cinéma en jouant le rôle principal du film Sauvé du nid d’un aigle (durée : 7 minutes), dirigé par Edwin Stanton Porter, pour lequel il accepte de s’improviser cascadeur, se voit ensuite confier la réalisation d’un film de 13 minutes, Les Aventures de Dollie. Les découvertes de George Albert Smith et plus généralement, de l’école anglaise de Brighton, ont ouvert aux cinéastes un espace créatif immense, dorénavant la durée des films découpés en plans est comprise entre 10 et 13 minutes, c’est-à-dire une bobine de film 35 mm de 300 mètres. On dit alors d’un film qu’il fait 1 bobine ou 2. Les Aventures de Dollie est un film d’une bobine. Le sujet est simple : la fillette d’un couple aisé est enlevée par un couple de « gens du voyage », qui veut se venger de leur comportement hautain. Le père se lance à la poursuite des ravisseurs et les rattrape, mais ne trouve dans leur roulotte aucune trace de son enfant. Les ravisseurs ont enfermé Dollie dans un tonneau en bois. En passant un gué, la roulotte laisse échapper le tonneau qui part en flottant sur l’eau. Le courant providentiel ramène le tonneau et la fillette, devant la maison des parents. D.W. Griffith accepte ce sujet, qui semble difficile à réaliser, à cause des différents lieux et de la simultanéité des actions, parce qu’il comprend – et ceci sans aucune expérience préalable, il a vu seulement beaucoup de films et connaît les films de l'école anglaise de Brighton – comment il faut traiter ce genre d’actions parallèles. Ce qui n’est pas évident en 1908.

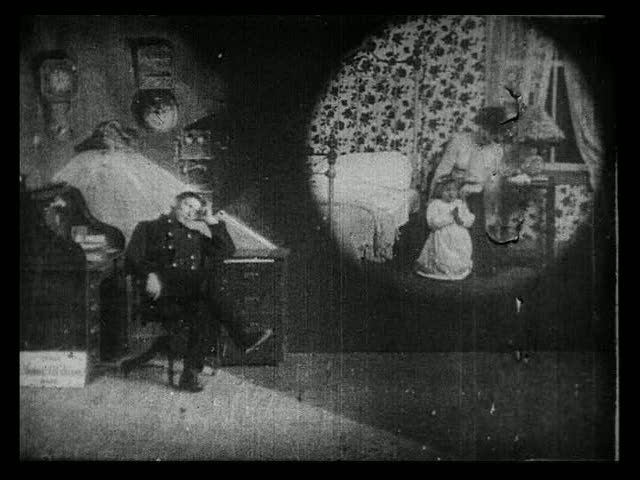
La Vie d'un pompier américain, le rêve prémonitoire.

En 1903, son maître, Edwin Stanton Porter, cherche à résoudre un problème identique dans le film produit par la société d'Edison, La Vie d’un pompier américain (Life of an American Fireman) : comment montrer, au cours d’un incendie, l’attente angoissée des victimes prisonnières à l’intérieur du bâtiment en flammes et le départ et la course des pompiers, de la caserne au lieu du sinistre, suivis de l’installation des échelles et des lances à eau et l’intervention sur le feu, enfin le sauvetage. Porter n’a pas su résoudre ce problème. À l’époque, personne ne sait comment construire cette figure du langage filmique, qui aujourd’hui est devenue l’abc du cinéma.
Personne, sauf James Williamson, de l'École de Brighton, qui tourne en 1901 un Fire, dont Edwin Stanton Porter s'inspire. Mais James Williamson comprend comment il peut montrer en alternance ce qui se passe dans l'appartement en feu et ce qui se passe à l'extérieur, avec le départ et l'arrivée des pompiers, puis leur intervention sur le lieu de l'incendie et il utilise pour cela ce qu'il a découvert un an auparavant avec son Attack on a Chinese Mission : le champ/contrechamp.
Edwin Stanton Porter, lui, filme d’abord un pompier qui somnole et se réveille en sursaut. Une vignette ronde montre à côté de lui le rêve prémonitoire qu’il a eu : une mère et sa fillette qui prie. C’est le premier flashforward du cinéma. Le fait que ce rêve ne montre pas un début d'incendie, mais une prière, est censé faire penser au spectateur qu'un danger guette les personnages. Le pompier donne l’alarme, suivent alors plusieurs plans : les pompiers sortent de leur châlit, se laissent glisser sur leur tube d’urgence jusqu’au garage, les chevaux sont attelées aux voitures, dans les rues plusieurs plans des attelages lancés au galop. Ensuite, Porter filme en un seul plan sans coupure, l’intérieur du bâtiment, dans la chambre où se trouvent la mère et sa fillette, qui se désespèrent, intoxiquées par les fumées, dans l’impossibilité de sortir car les flammes ont envahi le couloir. La mère s'évanouit. Toujours dans le même plan, un pompier apparaît derrière la fenêtre qu’il brise à coups de hache, emporte la mère sur l’échelle, revient, prend la fillette dans ses bras et disparaît à nouveau.
Ensuite et seulement dès lors, Porter filme l’extérieur du bâtiment en un seul plan qui reprend exactement la même action, la redoublant : les fumées sortent, les pompiers arrivent, dressent l’échelle tandis qu’ils mettent les lances à eau en action. Un pompier monte à l’échelle, brise la fenêtre, entre dans la chambre et en ressort, portant la jeune femme sur les épaules. Il descend les échelons, dépose la jeune femme au sol, qui pousse alors des cris de désespoir en désignant par un geste la fenêtre brisée. Le pompier remonte aussitôt, disparaît dans la chambre, revient avec la fillette dans ses bras, redescend l’échelle, donne l’enfant à sa mère. Le tout, en un seul plan, sans coupure, donc sans oser mélanger par un montage alterné les deux prises de vues, l’intérieur et l’extérieur. Dans les prémices du cinéma, en 1903, ce mélange intérieur (décor en studio) et extérieur (véritable bâtiment) est encore impensable, sauf chez les Anglais de l'École de Brighton.
En 1905, dans son film de 24 minutes, Le Voyage à travers l'impossible, Georges Méliès nous livre la même configuration de deux tableaux : l'arrivée d'un train en gare et la descente des voyageurs. 1er tableau : intérieur du wagon, le paysage - vu par la fenêtre - s'arrête de défiler, les voyageurs ouvrent les portières et descendent sur le quai. 2e tableau : « extérieur » sur le quai, le train s'arrête (vu de côté, comme si Méliès n'avait pas compris les avantages du cadrage en diagonal utilisé par Louis Lumière pour L'Arrivée d'un train en gare de La Ciotat), les portières s'ouvrent et l'on voit descendre les voyageurs. Ce redoublement de l'action semble aujourd'hui absurde, mais à l'époque, ce sont les montages alternés de l'école de Brighton qui semblent surprenants, voire illogiques…
C’est pourtant ce que tente et réussit D.W. Griffith, dès son premier film, Les Aventures de Dollie. Il mélange les plans qui montrent la famille réunie, jouant au badminton, avec des plans du couple de gitans dans leur campement, l’homme revenant de sa confrontation humiliante avec le mari qui l’a frappé et jurant à sa campagne qu’il va se venger. Puis l’homme retourne à la maison de la famille, profite de ce que la fillette est seule, la saisit en l’empêchant de crier et l’emporte au loin. Il arrive au campement et montre la fillette à sa compagne qui en est bouleversée et qui, pour cette raison, reçoit en punition des coups de son compagnon. Devant la maison, la famille constate la disparition de la fillette et le mari part à sa recherche avec des voisins. Au campement, l’homme dissimule Dollie dans un tonneau qu’il referme. Le père et les voisins déboulent, furieux et bousculant le couple, cherchent partout sans penser à ouvrir le tonneau. Ils ne peuvent que se retirer bredouilles, laissant libre le couple de ravisseurs qui lèvent le camp aussitôt. La roulotte part au galop et traverse une rivière, le tonneau se détache, il est entraîné par le courant. Dans leur jardin, le couple aisé se désespère car leurs recherches n’ont rien donné. Plusieurs plans montrent alors le tonneau se déplaçant sur le cours de la rivière, franchissant une petite chute d'eau. Devant la maison, un grand garçon pêche, qui voit le tonneau s’immobiliser dans les herbes qui bordent la rivière. Il appelle le père qui, soudain, tend l’oreille vers le tonneau, ce qui fait penser qu’il entend des cris. Il ouvre le tonneau et libère la petite Dollie. La famille est enfin réunie dans la joie.
Ce découpage est en fait inspiré de la technique romanesque. Bien que n’ayant jamais fréquenté l’université, Griffith est cultivé. Parmi les métiers qui l’ont fait vivre, il y a celui de libraire ; comme Edison, il a beaucoup lu. Il sait que le romancier utilise constamment son don d’ubiquité pour mettre en parallèle deux ou plusieurs actions qui se déroulent en même temps. Griffith pense que le découpage en plans permet de la même façon de passer d’une action se situant dans un décor, à une autre action simultanée se déroulant dans un décor différent mais faisant partie de la même histoire, avec la possibilité d’aller et de retourner à l’un comme à l’autre décor, passer d'une action à une autre, ce que l'on appellera le montage parallèle, qui n'est pas un effet que l'on trouve au montage puisque cette dichotomie est déjà prévue par écrit dans le découpage technique qui suit la rédaction du scénario, donc avant le tournage. C’est cette possibilité de découper en séquences et non plus en vues, en tableaux ou en scènes, qui permet dorénavant aux cinéastes de traiter des récits de plus en plus longs et complexes, mettant en mouvement de nombreux personnages dans diverses situations, liés par la même histoire.
Cela ne se fait pas sans mal ni sans opposition de la part des dirigeants de la Biograph Company, qui se plaignent des audaces du cinéaste, comme le raconte son épouse, Linda Arvidson, la comédienne qui a joué le rôle de la mère de Dollie… Ils protestent : « Comment peut-on exposer un sujet en faisant de tels bonds? Personne n’y comprend rien! ». Et Griffith d’expliquer : « Dickens n’écrit-il pas ainsi? ». Les producteurs s’esclaffent, « Oui, mais c’est Dickens, il écrit des romans, lui, c’est tout à fait autre chose! ». Et Griffith d’affirmer : « La différence n’est pas si grande, je fais des romans en films ». D'ailleurs, les dirigeants de la Biograph Company sont persuadés que Les Aventures de Dollie va être un échec à sa sortie. En fait, le public « marche » et accueille avec enthousiasme ce film qui est un succès inattendu. Et heureusement, comme l’écrit dans ses mémoires son opérateur Billy Bitzer, « parce que, grâce à Griffith, les films étaient meilleurs et, étant donné que ses nouvelles techniques faisaient grimper en flèche les ventes de la Biograph, en fin de compte nos amis les bureaucrates cessèrent de ronchonner ».
Mine de rien, ce « petit film » de Griffith a ouvert la voie aux longs-métrages. Le cinéma s’y engouffre et les films longs (4 à 6 bobines voire plus) se multiplient, apportant un nouveau souffle au spectacle cinématographique dont la fréquentation augmente considérablement avant la guerre de 1914-1918 et reprend de plus belle après l'armistice.

## Avènement du cinéma sonore

### Musique et bruits dans le cinéma muet
En 1892, Reynaud fait accompagner les projections de son Théâtre optique par un pianiste, Gaston Paulin, qui compose, exprès pour chaque bande, une musique originale. On peut dire que ce sont les premières BO (bandes originales) du cinéma. Reynaud a compris que ses Pantomimes lumineuses voient leur force évocatrice décuplée par leur mariage avec la musique, qui assure également un continuum sonore couvrant le bruit du défilement de la bande images. Aujourd’hui, le compositeur de la bande originale d’un film est considéré, au regard des droits d’auteur relatifs à la projection et à la diffusion par support domestique des films, comme l’un des auteurs du film, au même titre que le réalisateur (qui est le plus souvent crédité comme l’unique auteur), le scénariste, et éventuellement le dialoguiste. Reynaud est ainsi un précurseur, non seulement pour les projections sur grand écran mais aussi pour l’environnement musical et sonore des projections, avant Edison et Dickson, et bien avant les frères Lumière. Bien entendu, le compositeur Gaston Paulin est présent dans la salle pour jouer chaque fois sa partition écrite (le Théâtre optique ne sortira jamais du Musée Grévin). Un bruiteur assiste aux séances. Musique et bruitages ne figurent pas sur le support, mais n’en existent pas moins. Même chose pour les projections de films 35 mm sur support photographique, un instrumentiste (un pianiste est l’accompagnement de base) ou plusieurs instrumentistes, voire une petite formation de musique de chambre dans les cinémas des beaux quartiers, improvisent au cours des premières projections puis reprennent les effets réussis lors des autres séances. Des partitions sont vendues ou louées avec les films, afin que les forains fassent accompagner efficacement les séances, y compris une liste des accessoires nécessaires au bruitage.

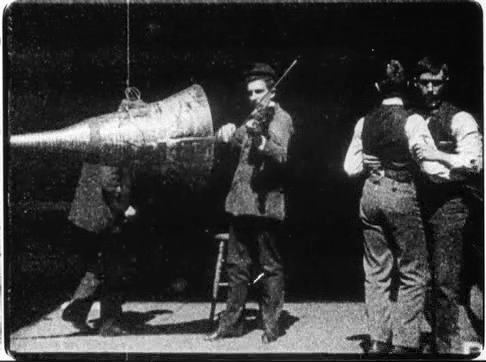
Dickson Experimental Sound Film (1894), Laurie Dickson au violon.

Ainsi, le cinéma muet ne s’est jamais déroulé en silence. Non seulement la musique est présente, les bruits sont là au bon moment, mais en plus les forains improvisent un support explicatif de l’histoire, lu à haute voix par un bonimenteur qui ne manque pas d’ajouter des remarques amusantes ou grossières, à tel point que les grandes sociétés choisissent de fournir, en plus de la proposition musicale, une proposition écrite de commentaire à lire pendant les projections. Dès 1894, encouragé par Edison dont c’est l’idée fixe, Laurie Dickson réussit le premier essai de film sonore. Une fois encore, il en est la vedette, on le filme interprétant – mal – un petit air au violon. Le microphone n’existe pas encore, Dickson joue devant un énorme entonnoir qui conduit le son à un Phonographe qui grave un cylindre de cire. Ensuite, c’est un autre Phonographe, caché dans les flancs du Kinétoscope, qui démarre en lisant une copie en étain du cylindre de cire gravée dès que l’image commence à se mettre en mouvement. Mais avec un tel dispositif, les décalages du son et de l’image sont inévitables.

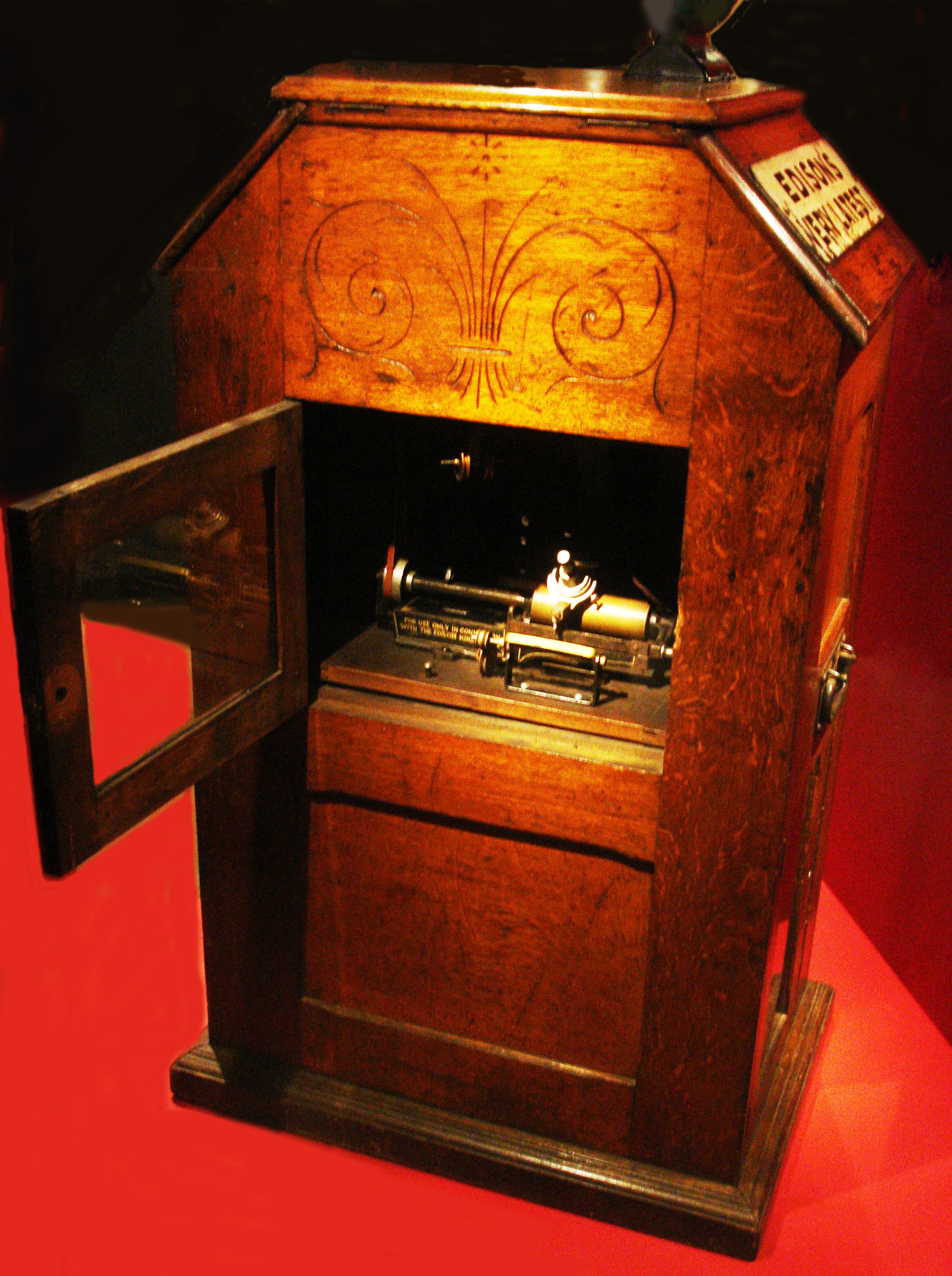
Couple kinétoscope et phonographe à cylindres de cire (Kinétophone).

De même pour le Chronophone de Léon Gaumont, cire gravée et projection sur grand écran, des essais qui ne dépassent pas le stade de la curiosité et ne soulèvent à aucun moment l’enthousiasme du public, mais qui ont permis à de nombreuses chansons de nous parvenir aujourd'hui avec la voix et l'image de leurs interprètes : Félix Mayol, Dranem, Polin. Ces bandes, appelées phonoscènes furent initiées par la réalisatrice et productrice Alice Guy.
Mais les producteurs comprennent vite les avantages qu'ils peuvent tirer d'un accompagnement sonore commandé à un compositeur célèbre, dont le nom serait tout aussi attractif que celui d'un grand comédien. Camille Saint-Saëns écrit ainsi une partition (aujourd'hui répertoriée sous le titre Opus 128 pour cordes, piano et harmonium) pour accompagner le film L'Assassinat du duc de Guise en 1908. Pour sa part, Igor Stravinsky, approché, considère avec dédain la musique de film comme un simple « papier peint ». En revanche, Arthur Honegger accepte de composer pour le film La Roue réalisé par Abel Gance en 1923, un ouvrage qu'il baptise du nom de la locomotive vedette du film : Pacific 231, qui fait aujourd'hui partie du répertoire symphonique classique.

### Le Vitaphone, film et disque synchrones
« Il faut attendre 1924 pour que Western Electric Company développe aux États-Unis, en collaboration avec Bell Telephone Laboratories, un système de synchronisation sonore, le Vitaphone, qui reprend ce procédé du disque gravé. Les ingénieurs de Western Electric ont équipé l’appareil de projection et le phonographe de moteurs électriques synchrones qui entraînent les deux machines à la même vitesse. »

 Cette fois, la synchronisation du son avec l’image est parfaite du début à la fin. Mais les réticences des forains sont grandes, leur expérience des disques couplés aux films leur a laissé de mauvais souvenirs, projections interrompues, rires ou huées du public, le passif est lourd. Western Electric songe à abandonner, mais une opportunité inattendue se présente en 1926. Quatre frères, d’anciens forains qui ont durant plusieurs années organisé des projections itinérantes, rachètent un théâtre dans Manhattan et l’équipent avec le procédé Vitaphone, engageant leurs derniers dollars dans un pari qui semble, aux yeux de leurs contemporains, perdu d’avance. Les frères Warner produisent un film de trois heures, Don Juan, avec la star de l’époque, John Barrymore, qu’ils ont encore sous contrat. Le film comprend quelques rares dialogues enregistrés, mais surtout, tout un fatras de musiques classiques connues, arrangées pour leur donner un air de continuité. On peut dire que ce film est la première expérience réussie de cinéma sonore (images et sons enregistrés). Le couple disque gravé-film 35 mm fonctionne sans incident. Le public de nantis qui assiste aux projections réserve au film un excellent accueil, mais Don Juan ne rentre pas dans ses frais, les places étant trop chères pour drainer le public populaire qui d'ailleurs, à l'époque, recherche d'autres musiques.

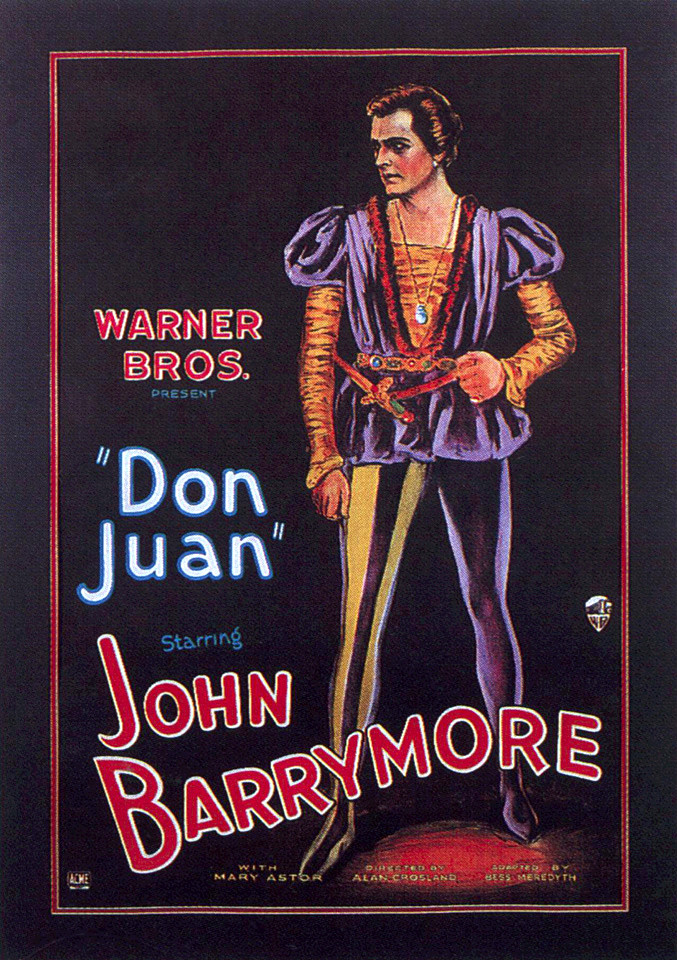
Affiche de Don Juan

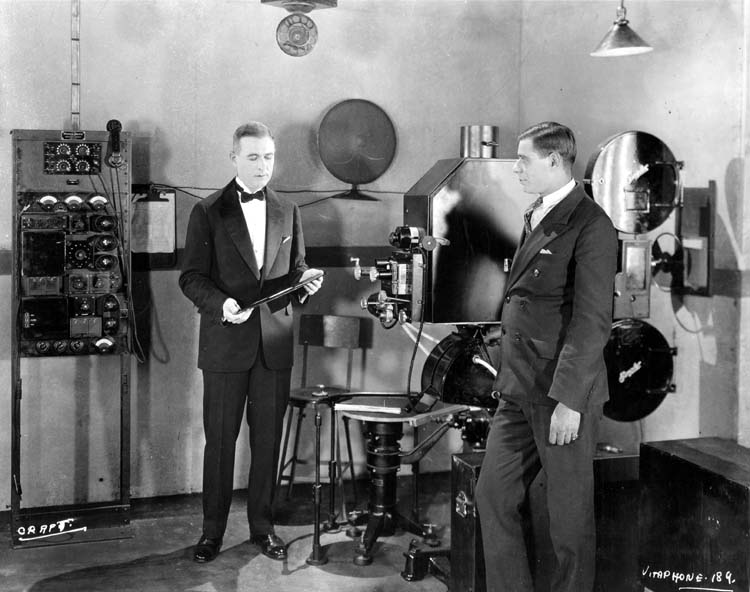
Procédé Vitaphone : à l'arrière de l'appareil de projection, une sorte de tabouret (au centre) : le lecteur de disque gravé (l'un des opérateurs tient un disque).

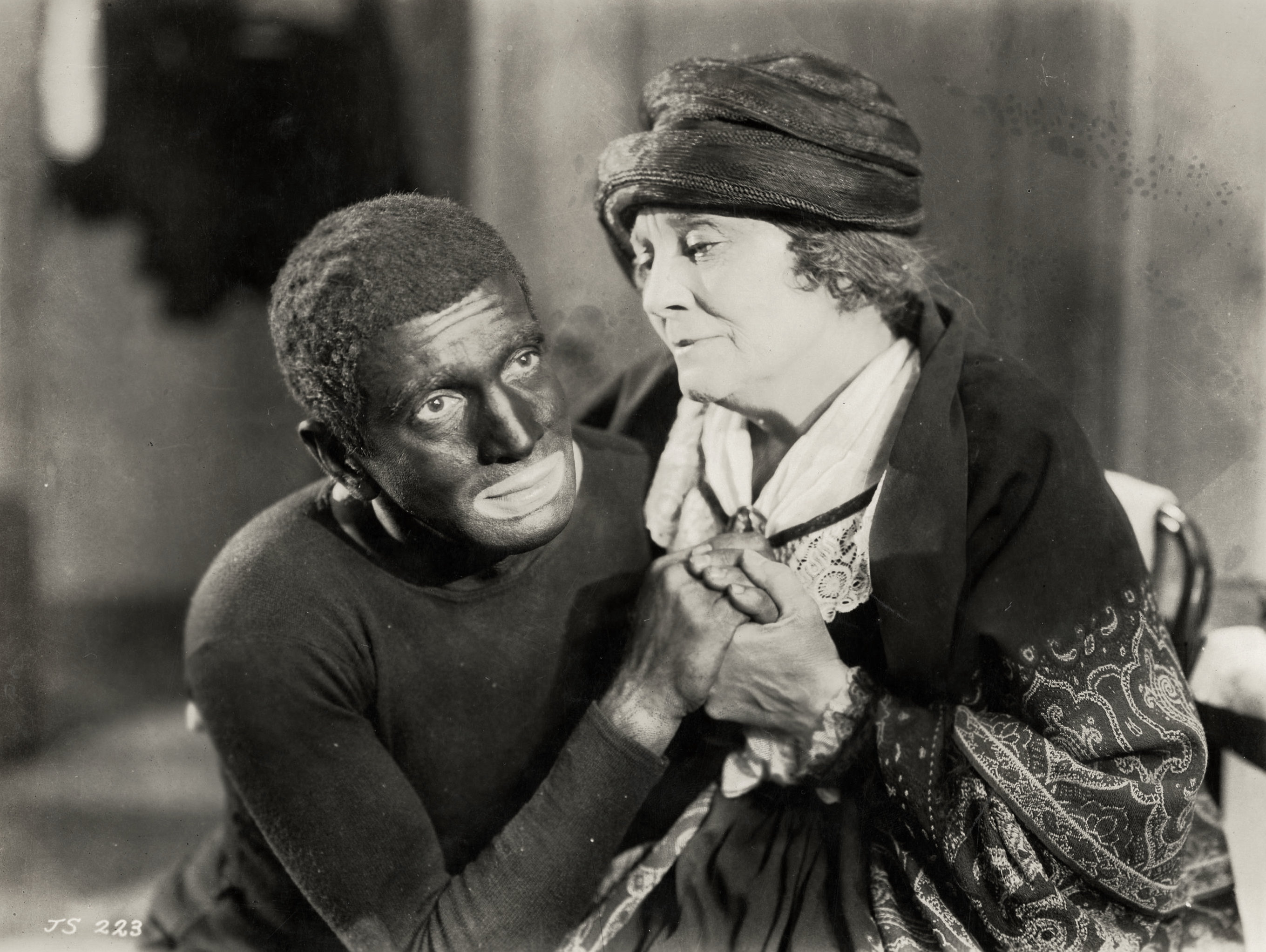
Le Chanteur de jazz, l'un des premiers films chantants, considéré à tort comme le premier film parlant

Selon un bon principe commercial, les frères Warner estiment pourtant que c’est un investissement nécessaire, qui vise à démontrer la fiabilité du système Vitaphone, et ils persévèrent. Ils ont alors l’idée de filmer un chanteur de cabaret des plus populaires, Al Jolson, un Blanc grimé en Noir. Ils tournent Une scène dans la plantation, un film d’une seule bobine. Le public populaire est enthousiaste, non seulement Al Jolson chante le blues, mais en plus il parle en regardant l’objectif de la caméra, il s’adresse au public ravi, comme dans un spectacle vivant. On fait la queue pour assister aux séances. Les Warner s’empressent de redoubler leur coup, cette fois en produisant en 1927 un long-métrage d’une heure et demie, le fameux film Le Chanteur de jazz qui est un immense succès. C’est le premier film parlant. 

« Le Chanteur de jazz était un film muet où avaient été insérés quelques numéros parlants ou chantants. Le premier film « cent pour cent parlant » (pour employer le langage de l'époque) : Lights of New York n'est seulement produit qu'en 1929. »

 En effet, aucun des nombreux dialogues du film Le Chanteur de jazz n’est enregistré, les répliques entre les comédiens sont toutes écrites sur des cartons d’intertitres, selon la tradition du cinéma muet. Seules les chansons d’Al Jolson et les phrases qu’il prononce entre deux couplets, sont réellement enregistrées. Ce film doit être considéré plutôt comme l’un des premiers films chantants (après Don Juan et Une scène dans la plantation). Une chose est sûre : c’est un triomphe qui, à terme, condamne le cinéma muet (qui ne s'appelle pas encore ainsi), et fait immédiatement de la Warner Bros Pictures l’un des piliers de l’industrie hollywoodienne.

### Invention de la piste optique
Fort de ces succès, le système Vitaphone, disque et film, se répand dans toutes les salles de cinéma et chez les forains. Mais déjà, la technique fait un bond en avant : la Fox Film Corporation inaugure un procédé photographique, le son Movietone, où un fil conducteur tendu entre les deux branches d’un aimant, s’écarte quand le courant passe en provenance d’un microphone (une toute récente invention). Un fin pinceau de lumière est dirigé sur le fil, déformé par les impulsions électriques du micro. La lumière, conduite et concentré par un objectif du type microscope, impressionne le bord d’une pellicule photosensible 35 mm, traçant un son dit « à densité variable » (blanc, noir et gamme de gris), dont la qualité s’estompe à force de projections. Ce que l’on appelle désormais la « piste optique » est intercalée entre l’une des rangées de perforations et le bord des photogrammes, rognant une partie de l’image. Radio Corporation of America (RCA) lance une technique au meilleur rendement sonore, dite « à densité fixe » (blanc et noir seuls), où le fil est remplacé par le miroir oscillant d’un galvanomètre, qui renvoie, toujours par l'intermédiaire d'un objectif, les éclats de lumière en direction de la pellicule photosensible.
Aussitôt, les films sonorisés avec le système Vitaphone sont retranscrits sur pellicule à piste sonore. Les photogrammes des films muets mesurent 18 mm de haut sur 24 mm de large, selon un rapport esthétique de 3 x 4, soit 1 x 1,3333. Le nouveau film sonore, avec sa piste optique de 2,5 mm offre une image de 18 mm de haut sur 21,2 mm de large, ce qui lui donne un nouveau rapport hauteur/largeur de 1 x 1,1777, assez proche de l'image carrée (1 x 1), plus éloigné du fameux nombre d'or, « la divine proportion » de la Renaissance, soit : 1 x 1,6180, proportion idéale déterminée depuis l'antiquité grecque pour les arts graphiques et architecturaux.

### Obligations du son, oppositions et malédictions
En mai 1928, Paramount, MGM, Universal, United Artists et quelques studios de moindre importance comme Hal Roach signent l'accord qui ouvre la voie à la diffusion du parlant sur son optique. Deux ans plus tard, en 1930, le cinéma sonore s’impose partout, mais il rencontre une opposition de deux sortes. La plus importante, aux États-Unis, est soufflée par la peur de perdre les marchés non anglophones, y compris le marché britannique, pour qui l'accent américain est un sujet de moquerie. Plusieurs solutions sont imaginées, comme tourner le même film, avec les mêmes décors, mais avec des acteurs différents selon la langue. Solution, on le comprend, difficile à mettre en œuvre. Laurel et Hardy choisissent un raccourci et tournent eux-mêmes les versions françaises et allemandes de leurs films. L'autre raison est d'ordre esthétique. Les films « cent pour cent parlants » sont surnommés aux États-Unis, les « talkies », un mot à connotation péjorative, car la porte semble grande ouverte au bavardage pour le bavardage, un retour à l'esthétique du théâtre dans ce qu'elle a de moins originale. Plus important, certains des grands noms du cinéma mondial, Chaplin, René Clair, Murnau, Eisenstein, et bien d'autres dont les films ont la faveur du public, n'hésitent pas à faire des déclarations incendiaires qui condamnent sans appel le film parlant. Pour eux, le film muet, muni de ses cartons d'intertitres, a atteint un degré de perfection dans l'esthétique du récit, que le succès des talkies risque de réduire à néant en rejetant le langage de l'image au second plan. Ainsi, lorsqu'il tourne en 1936 Les Temps modernes, Chaplin boude le parlant, tout en utilisant abondamment la musique et les bruits dans ce film sonore. Quelques rares paroles fusent çà et là, mais le film n'est pas parlant. Et, lorsque le personnage doit malgré tout faire entendre sa voix (il lui faut chanter une chanson dans un cabaret pour gagner sa vie), il perd providentiellement ses antisèches où sont inscrites les paroles (les manchettes de sa chemise), et il doit improviser - et inventer - un langage inconnu, que seuls les mimiques du personnage rendent compréhensibles. C'est un amusant pied de nez aux talkies.

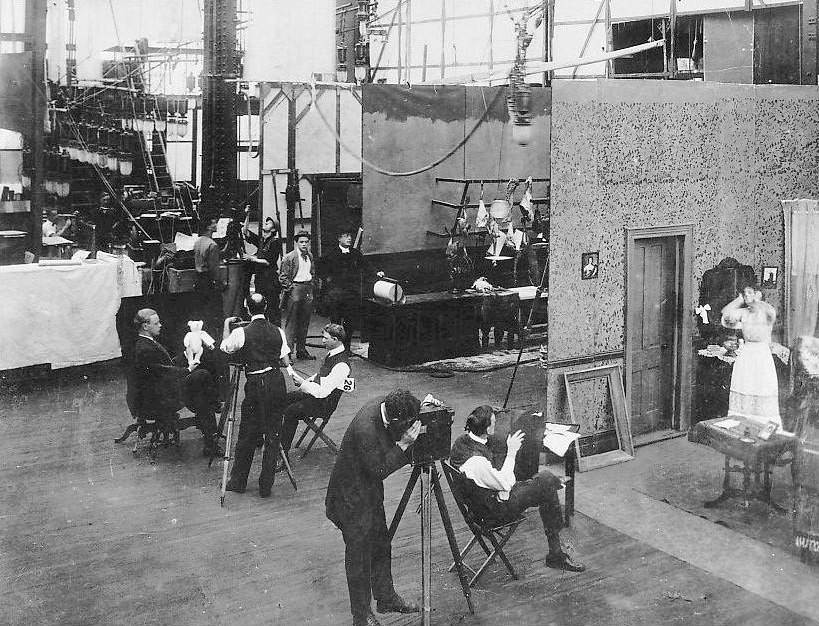
Tournage de plusieurs films muets d'Edison sur un seul plateau, vers 1907

La demande en films parlants modifie profondément l'industrie du cinéma. Pour réaliser de bonnes prises de son, les studios sont régis maintenant par l'obligation du silence. Silence, on tourne ! Les tournages en extérieur posent le problème des bruits ambiants (trains, usines, voitures, et les avions). Les cinéastes recherchent des lieux éloignés des villes, ou reconstituent la nature en studio. Quand le cinéma était muet, les plateaux sont rentabilisés par la possibilité de tourner plusieurs films en même temps. Le mélange tumultueux des dialogues joués sur chaque décor (set), des ordres et des indications techniques lancés entre les membres d'une même équipe, le brouhaha des visites de curieux, tout cela n'est plus possible dorénavant. Les studios réservés aux talkies voient leurs murs et leur toiture insonorisés. Chaque plateau ne peut recevoir qu'un seul tournage, ce qui alourdit les coûts de production. Au début, les caméras, dont le cliquetis n'est pas le bienvenu pour les adeptes d'un nouveau métier, l'ingénieur du son, sont d'abord enfermées dans des cellules vitrées et insonorisées, où sont aussi cloîtrés les opérateurs qui filment à travers une vitre. Pour qu'elles retrouvent une partie de leur mobilité, les caméras sont bientôt munies d'un lourd caisson de fonte d'aluminium doublé de feutre à l'intérieur duquel on les installe (appelé un « blimp », la caméra est dite « blimpée »).
L'avènement du cinéma parlant interrompt la carrière de comédiens, de stars, à la voix désagréable. C'est le cas de John Gilbert, partenaire de Greta Garbo, dont la voix haut perchée le mène irrésistiblement au déclin dès ses premiers rôles parlants. Sa vie inspire le film The Artist de Michel Hazanavicius, réalisé en 2011 et qui utilise les moyens techniques dont disposait le cinéma avant l'arrivée du parlant. Inversement, d'autres stars du muet savent rebondir, tel Ramón Novarro qui se maintient longtemps à l'affiche grâce à un beau timbre de voix et à ses talents de chanteur. Le film Chantons sous la pluie illustre en 1952, avec beaucoup de talent et d'humour, les affres de l'arrivée du parlant.
Au fil des décennies de l'existence du cinéma, l'enregistrement et la reproduction du son vont passer par plusieurs étapes d'améliorations techniques :
- Le son stéréophonique ;
- Le son magnétique ;
- Les réducteurs de bruit ;
- Le son numérique.

### Le format standard amélioré
En 2004, les toutes dernières versions du film standard 35 mm avant sa disparition programmée au profit des disques durs numériques, en ont fait un support complexe. Au-delà des perforations, de chaque côté de la pellicule en bleu clair, se situent les deux pistes son SDDS, pistes optiques numériques. Le Dolby Digital est groupé en carrés séparés gris (blocs numériques) entre les perforations (on peut déceler un « double D », le logo de Dolby, au centre de chaque espace entre deux perforations), qui sont lus par un système numérique installé sur l'appareil de projection, qui lit chaque bloc l'un après l'autre. Sur le côté intérieur gauche des perforations, on trouve la piste son optique à deux canaux, codée selon le procédé de réduction de bruit Dolby SR, qui peut être divisée en quatre canaux Dolby Pro Logic. Le photogramme d'illustration anamorphosé est rendu en projection à travers un objectif désanamorphoseur dans un ratio 2,39:1.

## Apport de la couleur

### Premières expérimentations colorées
Émile Reynaud est le premier à utiliser la couleur pour ses Pantomimes lumineuses, projetées au Musée Grévin dès 1892. Image par image, il dessine à la main et applique ses teintes à l'aniline directement sur des carrés de gélatine de 70 mm de large mis bout à bout, protégés par une couche de gomme-laque, ce qui fait de lui l'inventeur du dessin animé.
En 1906, l'Américain James Stuart Blackton enregistre sur support argentique 35 mm, à la manière d’un appareil photo, photogramme après photogramme, grâce à ce qu’on nomme le « tour de manivelle », un « procédé (qui) fut appelé en France « mouvement américain ». Il était encore inconnu en Europe. », un film pour la Vitagraph Company, qui est le premier dessin animé sur support argentique de l'histoire du cinéma, Humorous Phases of Funny Faces (Phases amusantes de figures rigolotes), où l'on voit, tracé en blanc à la craie sur un fond noir, un jeune couple qui se fait les yeux doux, puis vieillit, enlaidit, le mari fume un gros cigare et asphyxie son épouse grimaçante qui disparaît dans un nuage de fumée, la main de l'animateur efface alors le tout. Le générique lui-même est animé. C'est drôle, mais la couleur est encore absente.

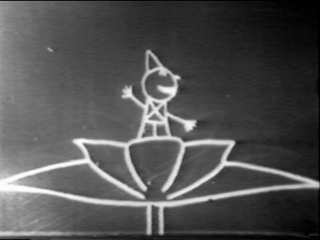
Fantasmagorie, le premier dessin animé d'Émile Cohl (1908), mais pas le premier dessin animé du cinéma.

En 1908, le Français Émile Cohl, inspiré par le travail de Blackton, filme image par image ses dessins tracés à l’encre de Chine sur des feuilles de papier blanc, qui représentent des personnages ou des formes dans les différentes phases de leurs mouvements ou déplacements. Il établit ensuite un contretype du film négatif, qui inverse les valeurs et sert ensuite pour tirer les copies : le fond blanc devient noir, et le dessin noir devient blanc (sans recours ni au tableau noir ni à la craie). C'est Fantasmagorie qui inaugure la carrière féconde d'animateur d'Émile Cohl. Mais en adoptant cette technique, Émile Cohl doit renoncer du même coup à la couleur, puisque la pellicule est encore en noir et blanc.

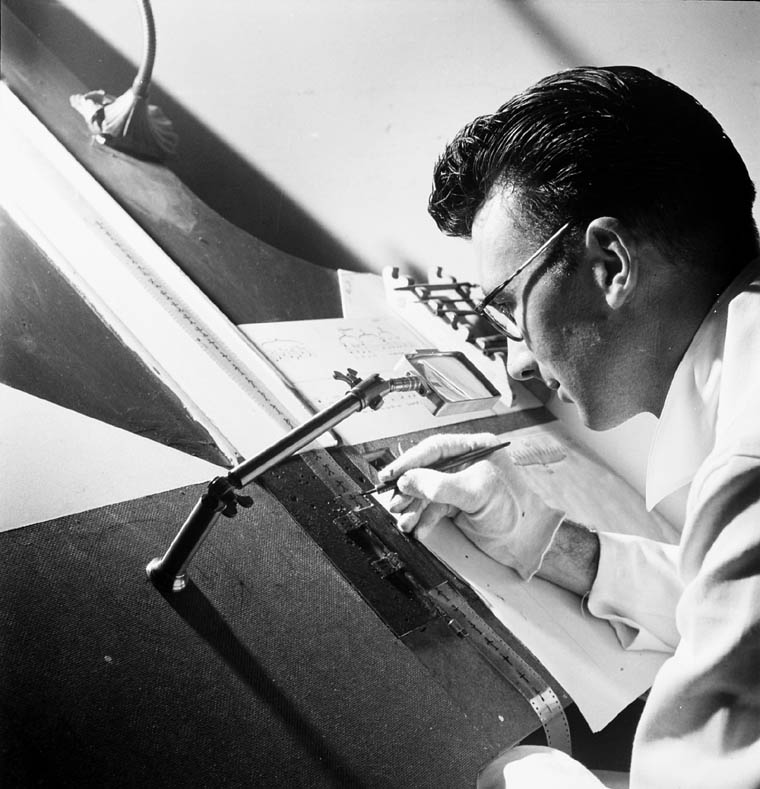
Norman McLaren au travail sur une pellicule en 1944

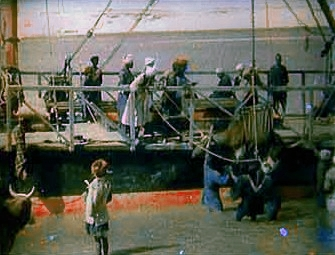
Un rêve en couleur, tourné en Kinémacolor en 1911.

Le recours au dessin directement appliqué sur le support, à la manière d’Émile Reynaud, revient plusieurs fois dans les recherches ultérieures de cinéastes dont certains en font une presque spécialité. C’est le cas du Québécois Norman McLaren qui, de 1933 aux années 1980, éprouve différentes techniques, dont les dessins obtenus par grattage direct de la couche photosensible du film, et l’utilisation de peintures déposées directement sur le support-film. Ces bandes coloriées sont ensuite copiées en continu (sans barre d’obturation) sur une pellicule couleur normale. Norman Mc Laren innove également en dessinant des bandes son qui reprennent les ondulations caractéristiques des pistes sonores optiques, directement dessinées sur le support-film dans toute sa largeur. Le son obtenu par réduction du dessin à l’échelle d’une piste sonore optique standard, accompagne sa propre image. On voit et on entend le son.
En 1894, l’une des bandes produites par Thomas Edison, filmées par Laurie Dickson, est ensuite coloriée à la main (teinture à l'aniline), image par image, par Antonia Dickson, la sœur du premier réalisateur de films. Il s’agit de Danse serpentine, très courte bande de 20 secondes, où la danseuse Annabelle virevolte avec des effets de voilage à la manière de Loïe Fuller. L’effet est aujourd’hui toujours très réussi. C’est la première apparition de la couleur appliquée à la prise de vue photographique animée.
L’apport de la couleur passe dans les premières décennies du cinéma par deux solutions :
- La première est bon marché, et son attrait limité mais reconnu. C’est la teinture dans la masse de chaque copie de projection, par immersion dans un bain colorant transparent qui donne à chacune une lumière particulière. Un bobineau montrant une baignade à la mer est teinté en vert. Une scène de forge ou d’incendie est de même teintée en rouge. Le bleu est utilisé pour les régates sur l’eau, le jaune accompagne les vues du désert… Georges Méliès utilise ce procédé économique pour teinter chacun des bobineaux dont il fait un bout à bout, soulignant ainsi les différents « tableaux » de ses comédies.
- La seconde est le coloriage à la main de chacun des photogrammes, à l’aide d’un pochoir enduit d’encre. Cette technique, qui exige le renfort de nombreuses « petites mains », est beaucoup plus onéreuse, mais l’effet spectaculaire est garanti. Georges Méliès n’est pas le seul à l’utiliser. Les productions Pathé, Gaumont, et bien sûr Edison, montent des ateliers où s’escriment des dizaines de femmes qui colorisent au pinceau, au pochoir manuel, puis avec un système mécanique de modèle entraînant, par l’intermédiaire d’un parallélogramme ou de cames, un ou plusieurs pochoirs.

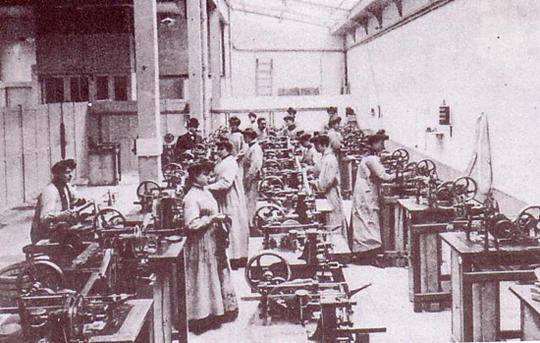
Les « petites mains » au travail chez Pathé en 1906

Le processus de colorisation est un travail à la chaîne où chaque couleur est appliquée par un poste qui lui est exclusivement alloué. Cette technique est reprise de nos jours pour la colorisation des films Noir et Blanc, qui leur permet une seconde vie, soit en salle, soit à la télévision, soit dans les formats domestiques, cassettes, DVD, Blu-Ray, mais les petites mains sont remplacées dorénavant par l’intelligence artificielle.
Après avoir découvert le découpage en plans et bien d’autres innovations fondamentales du cinéma, le britannique George Albert Smith se désintéresse de la réalisation. En 1904, il prend goût à la recherche pure en mettant au point avec le soutien financier de l'Américain Charles Urban un procédé de film donnant l'illusion de la couleur sur film noir et blanc, le Kinémacolor dont le premier film, Un rêve en couleur, date de 1911. Ce procédé nécessite une caméra et un appareil de projection spécifiques. L’obturateur rotatif qui masque le déplacement de la pellicule est muni d’un filtre rouge-orangé dans l’un des secteurs ouverts qui permettent l’impression ou la projection des photogrammes, et d’un filtre bleu-vert dans le second secteur ouvert. La colorisation affecte la prise de vue (toujours en noir et blanc) en changeant les valeurs de gris par un phénomène proche de l’irisation, les changements s’effectuant pour chacun des filtres, une image sur deux. En projection, les mêmes filtres colorisent les valeurs de gris par le même phénomène. Les films paraissent bien en couleur, mais les inconvénients du Kinémacolor sont multiples : le bleu et le blanc sont peu ou mal rendus, les couleurs sont un peu pâteuses. Et surtout, le procédé nécessite l’investissement d’un équipement qui fonctionne exclusivement pour le Kinémacolor. De plus, afin que le passage alterné, d’une image filtrée en bleu-vert à l’image suivante filtrée en rouge-orangé, ne provoque pas un clignotement désagréable à l’œil, la vitesse de prise de vue et de projection est portée à 32 images par seconde et se révèle gourmande en pellicule. Après quand même quelque deux-cent cinquante films, le Kinémacolor est abandonné pour des raisons économiques, juste avant la Première Guerre mondiale.

### L'apparition du Technicolor
Un autre procédé, américain, va remplacer le Kinémacolor, mis au point pendant la Première Guerre mondiale, le Technicolor :

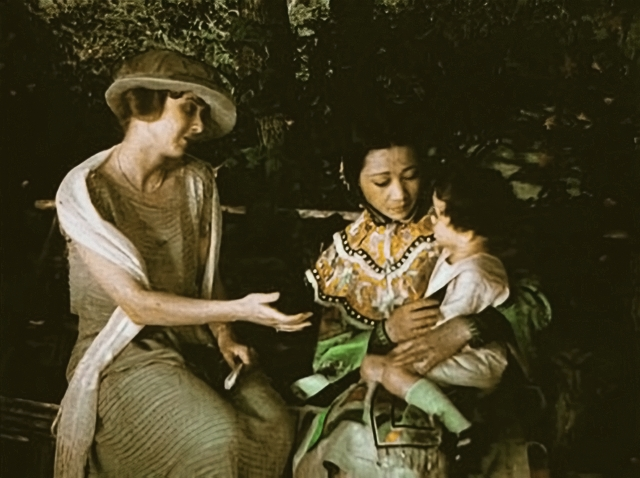
Fleur de lotus (1922)

Le premier film de la société Technicolor date de 1917, The Gulf Between. Ce film est tourné selon un procédé à une seule pellicule (alternance de filtres différents une image sur deux, vitesse de 32 images par seconde) qui ressemble à s’y méprendre au Kinémacolor de George Albert Smith, pour ne pas dire qu’il s’agit d’une contrefaçon. The Gulf Between est considéré comme perdu, sauf quelques photogrammes. Le procédé utilisé est abandonné.
En 1922, Technicolor sort un nouveau procédé à deux pellicules superposées, tournant à la vitesse normale de l’époque, 16 images par seconde. The Toll of the Sea est le premier des films tournés avec ce procédé. D’autres suivront, parmi eux Les Dix commandements, la première version de Cecil B. DeMille, Le Roi des rois du même Cecil B. DeMille, mais également la première version de Le Fantôme de l’opéra, celle aussi de Ben Hur (avec Ramón Novarro dans le rôle-titre), et Le Pirate noir (avec Douglas Fairbanks), tous de très grands succès populaires qui feront plus tard l’objet de remakes.
Enfin, en 1928, le procédé à trois pellicules est mis au point et donne le premier film du procédé Technicolor trichrome : Le Viking, réalisé par Roy William Neill.

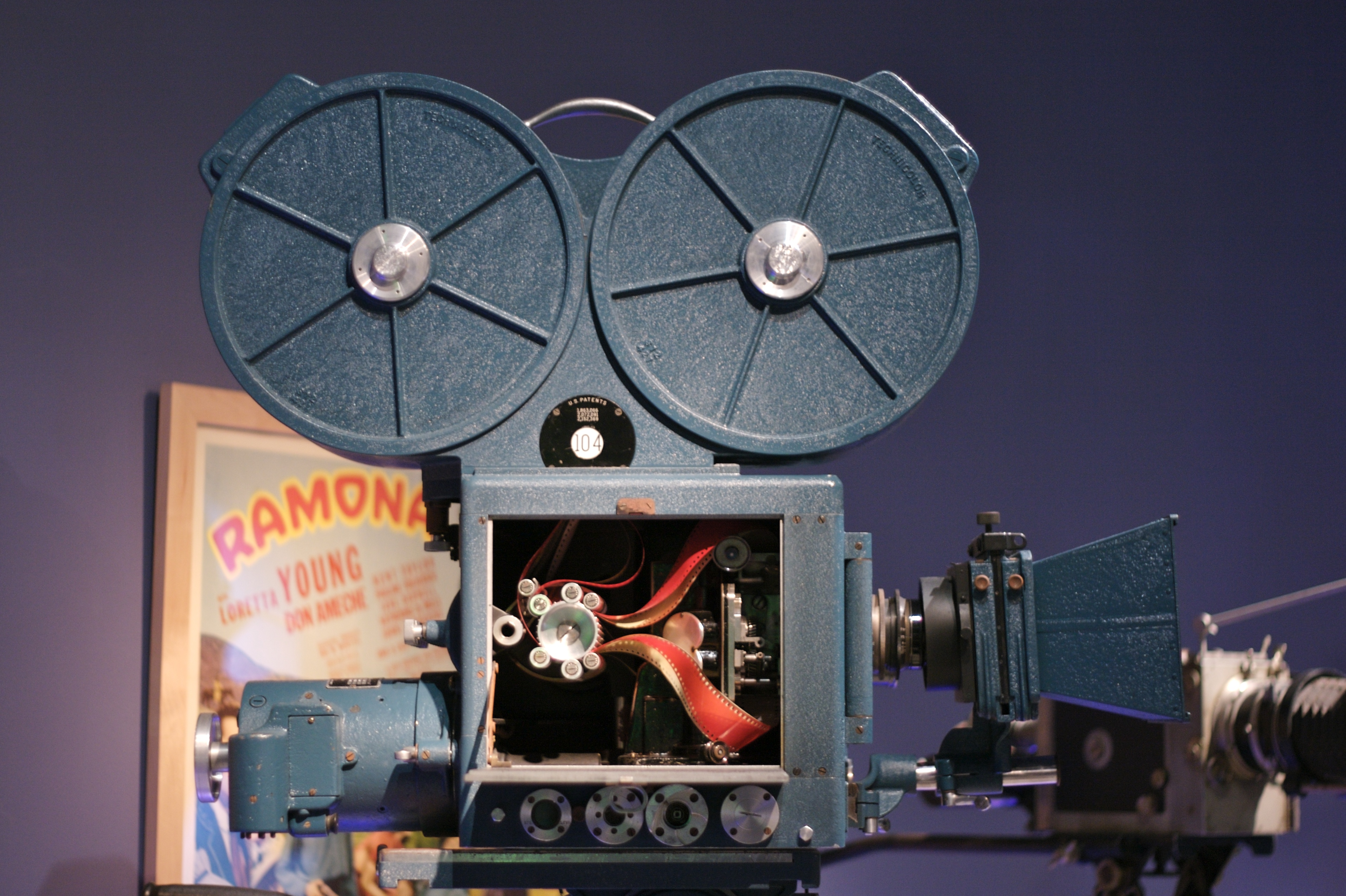
Caméra Technicolor à trois pellicules (ouverte pour démonstration et sans blimp d'insonorisation)

Le procédé trichrome utilise lui aussi le seul film disponible, le film noir et blanc. La prise de vues s’effectue avec une caméra lourde aux dimensions imposantes (surtout lorsqu'elle est munie de son blimp d'insonorisation), qui fait défiler en même temps trois pellicules noir et blanc synchronisées. Derrière l’objectif, un double prisme laisse passer en ligne droite l’image filtrée en vert qui impressionne l’une des pellicules. Par un premier filtrage, le même double prisme dévie le faisceau du rouge et du bleu sur un pack de deux pellicules qui défilent l’une contre l’autre. La première est dépourvue de la couche anti-halo qui « ferme » habituellement le dos des pellicules, l’image peut la traverser mais au passage l’impressionne au bleu, tandis qu’elle impressionne dessous l’autre pellicule filtrée au rouge. La prise de vues fournit ainsi trois négatifs en noir et blanc, qui représentent les matrices de chaque couleur fondamentale par leur complémentaire (le jaune donné par le monochrome bleu, le rouge magenta donné par le monochrome vert, le bleu-vert donné par le monochrome rouge). Le tirage des copies fonctionne selon le principe et la technique de la trichromie de l’imprimerie, avec les mêmes possibilités de régler l’intensité de chaque couleur. L’impression se fait par contact des reliefs de la gélatine de chaque matrice, au préalable durcie, qui déposent des encres spéciales sur une pellicule qui reçoit successivement le passage de chaque matrice et le dépôt des couleurs afférentes.
Très vite, il apparaît la nécessité d’ajouter une quatrième impression, un gris neutre dont la matrice est obtenue par la superposition photographique des trois matrices de la prise de vues, afin de souligner le contour des formes qui prennent ainsi plus de corps. Mais le procédé direct à la prise de vues est particulièrement onéreux à cause du déroulement simultané de trois pellicules utilisées à chaque prise de chaque plan. Or, les doublons sont destinés en principe, pour les meilleurs : à la conservation d’une sécurité en cas de détérioration de l’original, pour les autres : au recyclage. Ce recyclage apparaît comme une perte inutile d’argent. Une solution est trouvée par la mise au point de l’Eastmancolor, un film « monopack » dont le processus de création doit être précisé.
Durant les années 1920, en France, la Société du film en couleurs Keller-Dorian tente de développer un procédé cinématographique en couleurs, mais échouera à le commercialiser : ses brevets seront récupérés par des sociétés américaines et allemandes.
Dans les années 1930, l’Allemagne, sous la botte du Parti national-socialiste, développe un cinéma de propagande doté d’énormes moyens financiers. La recherche d’un procédé de film en couleur, utilisant un support unique léger qui favoriserait la prise de vue documentaire (dans un but politique), est menée hâtivement. Le procédé Agfacolor, inventé à l’origine pour la photographie sur plaques de verre, est alors décliné sur film souple, d’abord en film inversible (le film subit deux traitements successifs - développement, puis voilage - qui le font passer du stade négatif au stade positif), puis en négatif (nécessitant ensuite des copies positives séparées). Le procédé comprend sur le même support trois couches sensibles superposées, la première sensible au bleu, la deuxième sensible au vert – séparée de la première par une couche-filtre jaune – et la troisième sensible au rouge. Dans les années 1935 à 1943, les documentaires nazis sont tournés pour beaucoup d'entre eux en couleur. Après la guerre, ces films en couleur seront considérés comme perdus, mais seront retrouvés dans les années 1990, après la chute du mur de Berlin et l’effondrement du bloc soviétique. Ils ont été confisqués en qualité de prises de guerre.
En 1945, après la défaite de l'Axe Rome-Berlin-Tokyo, les Alliés et les Soviétiques s’emparent de découvertes technologiques allemandes, et ramènent derrière leurs frontières, entre autres procédés et techniques, ceux du film en couleur. Aux États-Unis, le procédé soustractif de l’Agfacolor devient l’Eastmancolor, en URSS il donne le Sovcolor, en Belgique le Gévacolor, et au Japon, sous contrôle américain, naît le Fujicolor.
Par rapport au Technicolor, le procédé Eastmancolor propose une alternative économique au stade de la prise de vue. Dans les années 1950, les films Technicolor sont désormais tournés en Eastmancolor. Après le tournage, une fois le montage achevé, on tire du négatif monopack Eastmancolor les quatre matrices qui vont servir à l’impression des copies du film selon le procédé Technicolor trichrome, avec l’avantage sur le négatif Eastmancolor, de pouvoir être étalonnées efficacement au niveau chromatique, pour chacune des couleurs primaires.
Un procédé encore plus économique, découvert en photographie dans les années 1920, est adapté au cinéma en Italie dans les années 1950 : le Ferraniacolor. Il va servir essentiellement les films à costumes, et plus particulièrement les péplums qui relancent la production italienne. Les films tournés en Ferraniacolor (en Italie mais aussi dans toute l'Europe de l'Ouest) ont eu quelques décennies plus tard leur vie bouleversée par un phénomène relativement rapide de décoloration, allant jusqu’à la monochromie. Heureusement, les films les plus importants ont été reproduits à temps sur Eastmancolor, et plus tard, les films moins fondamentaux ont quand même été sauvés du néant, et commercialisés à la télévision et sur les supports domestiques (cassettes, DVD, Blu-ray) par une reconnaissance des dernières traces des couches colorées et leur remise à niveau grâce aux ordinateurs spécialisés en trucages numériques.

### Débats sur l'apport de la couleur
Le Technicolor trichrome plaît aux spectateurs, ses teintes un peu irréelles en font un support idéal du rêve. C’est le glamour du Technicolor direct, son charme inimitable. Le Magicien d’Oz, les comédies musicales, sont tournées en Technicolor. L’apport de la couleur au cinéma est-il une avancée ou un bariolage superflu ? Est-il un bien, est-il un mal ? C'est le débat qui a déjà eu lieu à propos du film parlant, qui reprend entre les partisans de l’ancien et ceux du nouveau. En 1954, Henri Agel, qui dirige au lycée Voltaire le cours de préparation à l’Institut des hautes études cinématographiques, écrit une phrase révélatrice du malaise que peut procurer à l’époque la couleur quand elle s'affiche sans complexe : « Les cartoons de Tex Avery, de Walter Lantz et de quelques autres misent sur le paroxysme dans le déchaînement de la férocité, dans le montage et aussi dans la couleur. Les images frénétiques giclent aux yeux et on sait du reste que les traumatismes qu’elles procurent conviennent fort peu à des enfants ». La couleur est assimilée à une arme maléfique que manipuleraient des cinéastes « féroces » cherchant à traumatiser, à blesser le regard des spectateurs avec des « images frénétiques ». En vérité, la couleur a longtemps été considérée comme un rajout inopportun et disgracieux aux images du cinéma, que seul le noir et blanc était censé porter au niveau des arts majeurs. Dès qu’elle apparaît, les esprits critiques la jugent à l’aune des maîtres de la peinture, qu’elle soit primitive, classique ou contemporaine. Dans le même livre, Henri Agel s’émerveille, à la vue du film franco-italien Le Carrosse d'or, réalisé en 1952 par Jean Renoir, fils du peintre Auguste Renoir : « On se laisse séduire par l’harmonie et le moelleux de ces accords qui rappellent certaines toiles de Chagall, ou les Arlequins de Picasso ». À aucun moment, le film en noir et blanc n’a été ainsi comparé aux autres arts graphiques, sinon à la photographie qui utilise le même support argentique panchromatique.

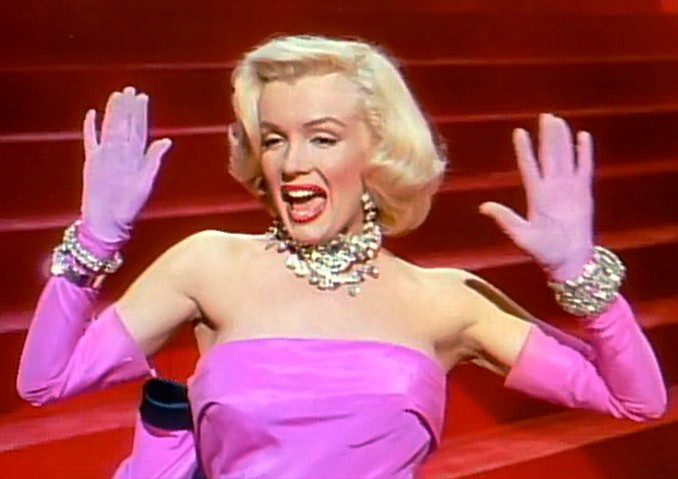
Marilyn Monroe dans Les hommes préfèrent les blondes (1953)

Les réticences à l’emploi de la pellicule couleur sont aussi un problème des cinéastes eux-mêmes. Le réalisateur indien Satyajit Ray rappelle, lors du tournage de Tonnerres lointains, « qu’avec le passage du temps, s’instaurèrent des règles : les films comprenant danses et chants, à caractère historique ou extraordinaire, fantastique ou pour les enfants, les comédies légères teintées d’humour ou, enfin, les films sur la nature, sont en couleurs et, par ailleurs, les films sérieux, les thrillers intenses, les policiers sont idéaux quand ils sont tournés en noir et blanc. Règles de Hollywood ! » Le réalisateur signifie par là que les films qui comptent, ceux qui exposent les problèmes que rencontre la société dans ses mutations, les conflits intergénérationnels, la confrontation des femmes avec l’ordre patriarcal, la lutte mortelle entre les truands et la police, la corruption des politiques, etc., tous ces sujets ne tolèrent pas la distraction qu’est censé représenter l’arc en ciel du film couleur, réservé aux films de distraction ou destiné à la clientèle enfantine. Tourner Sissi impératrice, ou Tous en scène en couleur, fait partie des choses admises, et pas seulement à Hollywood, mais encore dans le monde roucoulant et harmonieux de Bollywood. Il faut bien se rappeler que Tonnerres lointains se déroule durant la Seconde Guerre mondiale, au début d’une grande famine qui va semer la mort en pays bengali et que Satyajit Ray tient à justifier son choix de la couleur, malgré la gravité du sujet. Mais à l’époque de ce film, en 1973, le public a déjà admis que la tragédie peut se raconter avec des couleurs. En 1958, Raoul Walsh réalisait Les Nus et les Morts, d’après le roman The Naked and the Dead de Norman Mailer, un film âpre et complexe sur la Guerre du Pacifique. Les couleurs se résument dans ce film aux gammes des verts uniformes qui habillent tous les personnages, et au piège vert et mortel de la jungle, à l'exception de flash-backs très colorés qui évoquent leur vie amoureuse au pays. En fait, le film ressemble par son traitement chromatique des scènes de guerre à un film en noir et blanc, on pourrait dire en vert et blanc. De la même façon, les films autour du personnage de L'Inspecteur Harry sont aux couleurs du béton et de la ferraille des lieux de perdition où se déroulent les histoires. Depuis, tous les cinéastes ont accepté la couleur, sur toute l’étendue de sa palette, comme un élément aussi puissant que le noir et blanc dans le traitement de la violence ou de la terreur. Les Affranchis, de Martin Scorsese, est bien un film haut en couleur, mais pas un divertissement pour les enfants…

## Compléments technologiques

### «Grand écran» vs «petit écran»

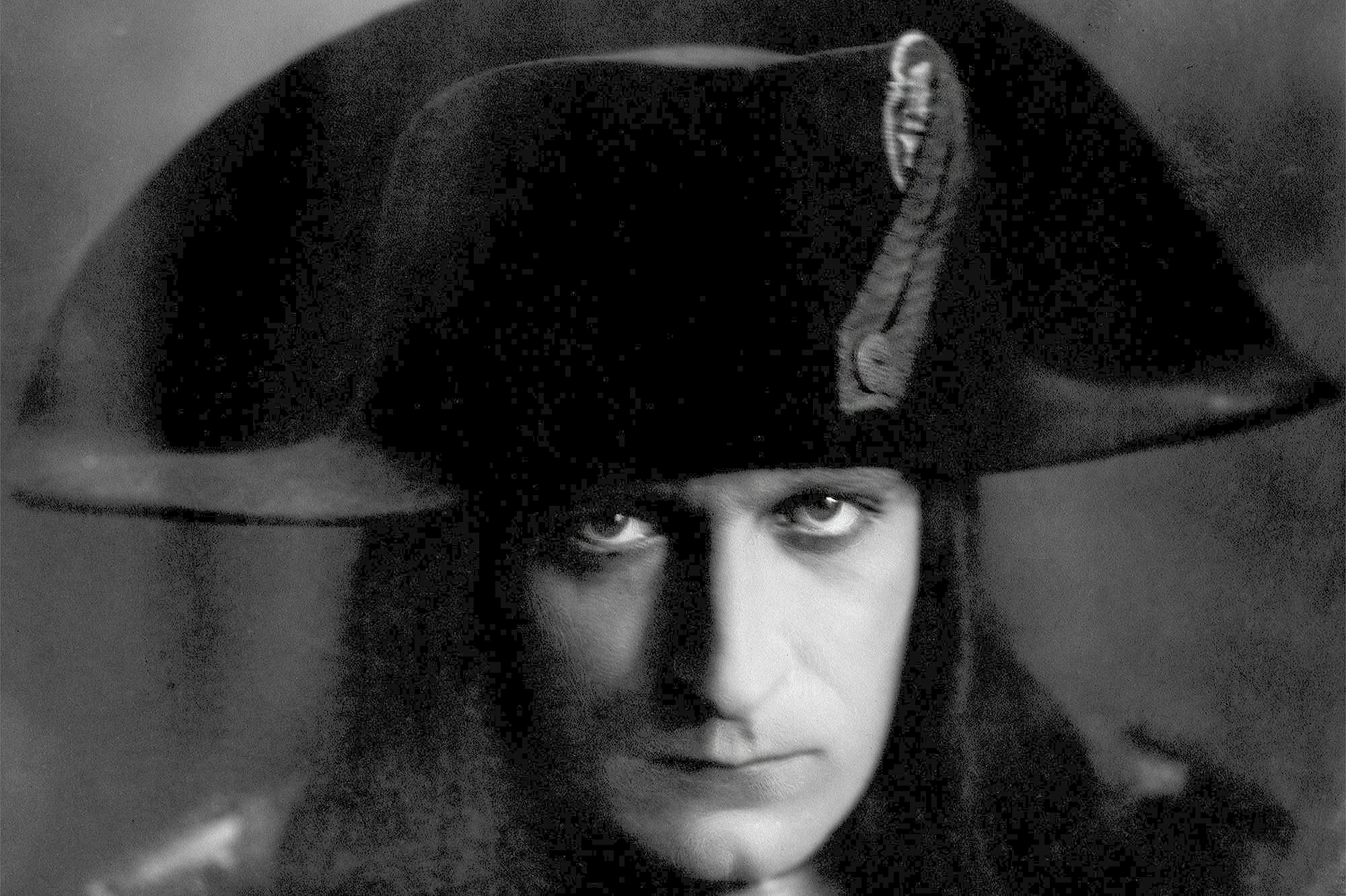
Albert Dieudonné dans Napoléon (1927).

Dans les années 1950, aux États-Unis, et dans les années 1960, en Europe, l’audience du cinéma est menacée par un concurrent qui va se révéler redoutable, la télévision. En 5 ans, de 1947 à 1952, le nombre de récepteurs de télévision se multiplie au centuple aux États-Unis. Le principal atout de la télévision est qu’elle est diffusée par un objet domestique, bientôt familier malgré son coût exorbitant, un meuble qui trône au salon comme signe de la bonne santé financière des propriétaires, et comme preuve de leur ouverture au monde. Car l’attrait de ses images en noir et blanc est l’illusion de faire entrer l’information, les jeux, les spectacles, les sports, directement chez soi, une façon de souligner l’importance de l’hôte. Les présentatrices, aussi bien que les présentateurs, s’invitent chez le téléspectateur et s’adressent à lui les yeux dans les yeux, commentant pour lui les événements de la veille, ou mieux, de la journée, ou, encore plus extraordinaire, en direct, en simultanéité avec l’événement, proche parfois. Très rapidement, l’offre télévisuelle va couvrir un champ qui laisse loin derrière le cinéma. Car en plus de l’information instantanée, mondiale, nationale ou locale, elle comprend des films spécifiques qui se déroulent sur plusieurs épisodes, comme on le faisait au cinéma dans les années 1910-1920. Les créneaux de la télévision deviennent ainsi des rendez-vous coutumiers à domicile. Les salles de cinéma sont victimes d’une hémorragie qui, en quelques années, va les faire en partie se transformer en garages ou en supermarchés.
Les cinéastes trouvent la parade à cette crise en développant ce qui semble être le principal atout du cinéma : le « grand écran », qui s’oppose à l’écran cathodique, petit et presque rond, aux images noir et blanc blafardes. Le gigantisme des projections est une réponse raisonnable à l’attaque massive du « petit écran ». En 1927, pour un film-fleuve de 3 heures 30, Napoléon, le cinéaste français Abel Gance cherche à sortir des limites étroites du film muet, afin, pense-t-il, de donner libre-cours au lyrisme échevelé de son hymne à la Révolution française. Dans la troisième partie de son ouvrage, il a l’idée de projeter simultanément, côte à côte, trois films sur un écran géant couvrant la surface de trois écrans traditionnels, un procédé triptyque qu’il baptise « Polyvision ». Mais l’exploitation en salle de son film se fait normalement, sur un seul écran. Seules, quelques projections de prestige, dont la première, à l’Opéra Garnier, accompagnée en direct par la composition originale d’Arthur Honegger, respectent la Polyvision prévue. Mais l’expérience, bien que louée par tout un chacun, reste sans suite.

### Cinérama
En 1952, la première réplique à l’avancée irrésistible de la télévision se nomme Cinérama, et reprend en quelque sorte l’idée d’Abel Gance. La différence, essentielle, est que la partie triptyque de Napoléon présente trois images indépendantes. Par exemple, le comédien Albert Dieudonné (Napoléon Bonaparte) apparaît seul sur l’écran central, ses soldats déferlent à gauche et à droite (parfois dans la même image inversée gauche-droite, le plus souvent en deux plans différents).
Le Cinérama, lui, utilise un écran courbe de 146° qui remplace l’écran plat du film normal, dont chaque tiers est couvert par la projection de trois films se déroulant grâce à trois projecteurs synchronisés. Les trois projections reconstituent une seule image, gigantesque, qui donne l’illusion d’entourer le spectateur, et les appareils projettent suivant le rayon de courbure de l’écran. Le projecteur no 1, situé à gauche dans la cabine de projection, projette le tiers droit de l’écran, le no 2, situé au centre, projette le tiers central, le no 3, situé à droite de la cabine, projette le tiers gauche de l’image. Les faisceaux des projecteurs 1 et 3 se croisent, et les deux appareils convergent de manière à être le plus possible en face de leur partie courbe d’écran, afin d’éviter les déformations de l’image. Deux inévitables zones de séparation révèlent la rencontre de l’image centrale avec les deux autres. La cadence de prises de vues, et bien entendu celle de projection, est portée à 26 images par seconde, pour supprimer un papillonnement parasite.
À la prise de vue, trois caméras synchronisées mécaniquement sont fixées solidairement l’une à l’autre, selon le même principe de convergence : la caméra de gauche filme la partie droite de l’image, la caméra centrale filme la partie centrale, la caméra de droite filme la partie gauche de l’image. Les trois caméras enregistrent chacune le même plan du film en tournant en même temps sur une pellicule 35 mm standard dont les photogrammes sont plus hauts que larges, s’impressionnant sur la hauteur de 6 perforations au lieu de 4 pour le film normal. Le passage en premier plan d’un personnage ou d’un objet ne respecte pas la continuité voulue de l’image et donne une impression de saut dans l’espace (impression liée à la courbure des objectifs de chacune des trois caméras).
Lors des projections, le son est fourni en stéréophonie par une quatrième bande, magnétique, qui nécessite une quatrième machine. Sept pistes sonores distribuent le son sur la circonférence de l’écran géant cintré.
On comprend que les nombreuses et coûteuses adaptations des salles, nécessaires à l’utilisation du Cinérama, repoussent la plupart des propriétaires de salles. À Paris, le Gaumont Palace, place Clichy, se voue exclusivement au nouveau procédé que sa direction suppose être l’avenir et la sauvegarde du cinéma. C’est pourtant le Cinérama qui va tuer la salle, dont la fréquentation chute brutalement. Le procédé semble bon, mais la production de films en Cinérama ne suit pas, malgré La Conquête de l’Ouest, signé par Henry Hathaway, George Marshall et John Ford. Un second film, sorti lui aussi en 1962, Les Amours enchantées, réalisé par Henry Levin, qui raconte la vie des frères Grimm à partir de leurs contes, est loin de remplir les salles. De 1952 à 1962, dix films seulement sortent en Cinérama, dont huit sont des documentaires, en fait, il s’agit de promotions du procédé. Le procédé est alors abandonné, et l’appellation Cinérama est parfois utilisée abusivement pour des films tournés et projetés selon d’autres procédés.

### CinémaScope

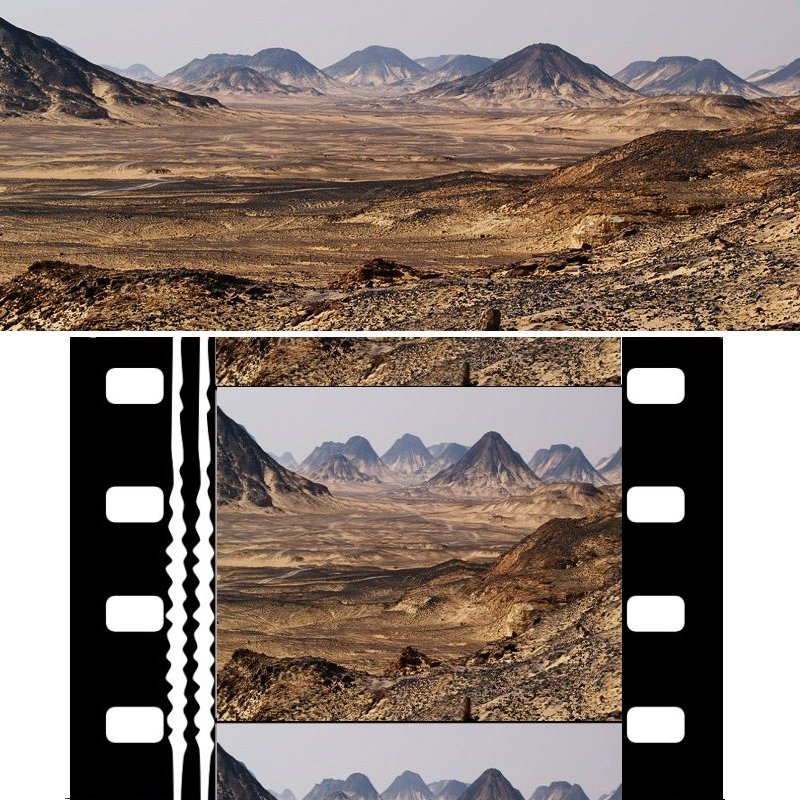
Sujet filmé et copie sonore optique en CinémaScope

L'anamorphose du CinémaScope

Dès 1953, la 20th Century Fox lance le CinémaScope, un procédé repris à partir d’une invention de 1926, du chercheur français Henri Chrétien, tombée depuis en déshérence industrielle. L’Hypergonar du professeur Chrétien est un complément de l’objectif principal, et, à la différence des optiques traditionnelles dont les lentilles sont sphériques, il est constitué de lentilles cylindriques, capables d’aplatir l’image, de la réduire en largeur, de la comprimer, au niveau de son foyer optique dont l’image virtuelle, qui a subi cette anamorphose, est reprise par l’objectif principal et enregistrée sur la pellicule de type standard 35 mm. Le même type d’objectif redonne lors de la projection la véritable largeur du champ filmé, en la redéployant dans l’espace. Le rapport largeur/hauteur de l’image filmée est à l’origine de 2,55:1, ce qui fait d’elle une image très allongée, mais compressée par l’Hypergonar pour tenir sur la hauteur de 4 perforations. À la projection, le son est stéréophonique, disposé sur plusieurs pistes magnétiques à gauche et à droite des photogrammes. Pour récupérer la place nécessaire au couchage de ces pistes, les perforations des copies sont réduites en largeur : au lieu d’être rectangulaires, elles sont carrées, nécessitant pour leur projection de munir l’appareil de débiteurs spécifiques, en plus d’une fenêtre de projection dimensionnée au format CinémaScope. Pour satisfaire les propriétaires de salles qui rechignent à faire la dépense de débiteurs spéciaux interchangeables, car elle s’ajoute au prix élevé des deux objectifs à lentilles cylindriques pour équiper chacun des deux postes de projection, la 20th Century Fox distribue aussi des copies à piste optique standard unique, ou double (pour obtenir une stéréo minimale : son à droite ou à gauche, ou central), dont le ratio passe de 2,55:1 à 2,39:1 pour laisser la place à la piste située toujours à gauche des photogrammes. L’image conserve cependant son attrait de grand espace, offrant au public un spectacle plus conforme à la largeur de la vision humaine que la fenêtre étroite du ratio standard de 1,37:1.
C’est ainsi que la 20th Century Fox présente la même année son premier film tourné et projeté en CinémaScope (2,55:1), La Tunique, un péplum, avec Richard Burton, Victor Mature et Jean Simmons. Le film souffre des difficultés nouvelles révélées par l’expérimentation du procédé. Plus particulièrement d’un statisme de la mise en scène et d’une longueur insupportable des plans larges. L’Hypergonar nécessite en effet un réglage particulier, doublé d’un réglage de l’objectif principal. Tout changement de mise au point, par déplacement soit des comédiens, soit de la caméra, suppose une délicate opération à deux niveaux. De surcroît, la disposition frontale de l’Hypergonar exige, pour ne pas vignetter l’image, d’utiliser des objectifs primaire de longue focale, capables par leur angle étroit d’éviter de filmer l’intérieur du complément optique. Le réalisateur Henry Koster se charge comme on dit, d’essuyer les plâtres. Mais les spectateurs sont enchantés et le film La Tunique rencontre un énorme succès. À tel point que la 20th Century Fox propose avec arrogance à ses concurrents d’acheter l’autorisation d’utiliser son brevet pour la production de films en CinémaScope. Presque tous se plient aux exigences du vainqueur. À l’exception de Paramount et de RKO (Radio Keith Orpheum).

### Superscope
En 1954, RKO réplique au CinémaScope par un procédé maison, le Superscope, qu’un amateur éclairé d’histoire des techniques du cinéma qualifie de « CinémaScope du pauvre ». Superscope, et non pas SuperScope, car le S majuscule de CinémaScope est une caractéristique de la marque déposée par 20th Century Fox, et SuperScope constituerait une contrefaçon qui serait immédiatement traînée et condamnée en justice. Le procédé Superscope préfigure le Super 35 mm utilisé de nos jours. L’image, d’un ratio 2:1, est impressionnée sur le négatif sans anamorphose, donc sans le recours à une optique de complément, c’est-à-dire sans les inconvénients de l’Hypergonar, en utilisant toute la largeur du film 35 mm, supprimant la réserve prévue pour la piste optique. La fenêtre de prise de vue est taillée directement au rapport 2:1. En conséquence, la barre d’obturation est notablement épaissie et l’on peut dire que la surface disponible du négatif n’est utilisée qu’à 50 %, une perte de matière considérable, et une perte de définition dommageable puisque le film obtenu est destiné en principe à une projection sur écran géant. Pour ménager la place de la piste optique sur les copies, la société Technicolor compresse légèrement l’image avec un système mis au point par elle. La projection des films en Superscope est assurée dans les salles équipées en CinémaScope, d’autant plus facilement que RKO, pour des raisons d’économie, a renoncé au son stéréophonique. Le film Vera Cruz, réalisé par Robert Aldrich, avec Gary Cooper et Burt Lancaster, a été tourné en Superscope.

### VistaVision

Le photogramme VistaVision, au défilement horizontal.

Paramount, ayant refusé les propositions de la 20th Century Fox, se doit, elle aussi, d’innover pour faire pièce au CinémaScope et au Superscope. Elle choisit en 1955 un procédé original et performant, la VistaVision, qui délivre au choix un rapport de 1,66:1, proche du nombre d’or, ou 2:1, identique au Superscope. Mais la VistaVision n’est pas le Superscope du pauvre. Bien au contraire, son adoption par Paramount suppose un coût plus élevé des films tournés avec ce procédé. La pellicule reste bien le 35 mm standard, mais elle défile horizontalement, sur la largeur de huit perforations, impressionnant un photogramme de 36 mm de large sur 18,3 mm de haut. La qualité, en termes de définition, est superbe. Pour l’exploitation des copies, s’offrent deux solutions : soit le film est réduit optiquement sur une pellicule 35 mm standard à défilement vertical, et l’appareil de projection est équipée d’une fenêtre aux dimensions VistaVision, soit les copies sont identiques au négatif et leur projection nécessite des appareils spéciaux qui entraînent le film à l’horizontal devant la fenêtre de projection sur la largeur de 8 perforations par photogramme, et respectent la haute qualité de l’image filmée.

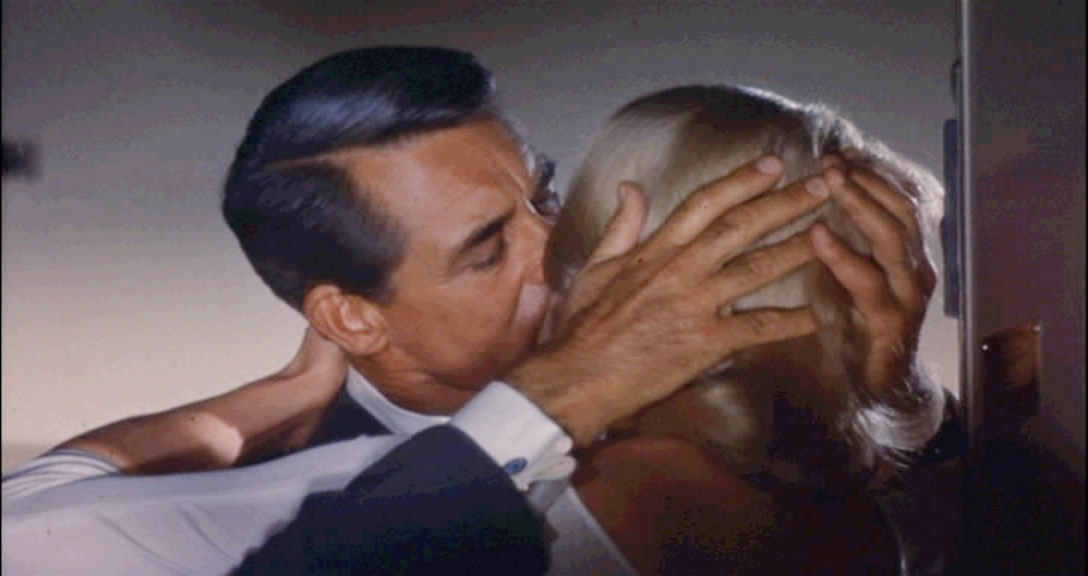
Cary Grant et Eva Marie Saint dans La Mort aux trousses (1959).

La caméra adaptée au déroulement horizontal du film est d'abord une caméra transformée mécaniquement pour entraîner le film sur huit perforations, que les cinéastes américains, dans leur langage imagé, surnomment le « Papillon » (« Butterfly »), car les deux magasins sont couchés à l'horizontal, comme deux ailes de papillon. Plus tard, les deux magasins sont disposés verticalement, l'un à côté de l'autre, et le film, lui, se déroule à l'horizontal et traverse donc le mécanisme, passant de gauche à droite. Cette caméra est baptisée « Fainéante 8 » (« Lazy 8 »). « Fainéante », parce que le film se déroule en position couchée, et « 8 » parce que le film avance, à chaque impression de photogramme, d'un pas de huit perforations.
Alfred Hitchcock, en contrat chez Paramount, tourne tous ses films en couleurs dès Mais qui a tué Harry ? jusqu’à La Mort aux trousses en VistaVision au ratio 1,85:1. Cecil B. DeMille tourne Les Dix commandements avec le même procédé.

### CinémaScope55
Depuis l’invention du cinéma, les formats qui ont tenté de détrôner le 35 mm et son origine, le 70 mm, ont été nombreux, et pour la plupart ont échoué. Même la 20th Century Fox, qui, en 1955, forte de son CinémaScope qui ramène le public dans les salles, tente d’imposer le format 55,625 mm impressionnant ses photogrammes sur une hauteur de 8 perforations (il ne s’agit donc pas d’un défilement horizontal semblable à la VistaVision), avec une anamorphose du type à lentilles cylindriques, portant l’appellation de CinémaScope55. Les copies sont soit en 55,625 mm avec des photogrammes hauts de 6 ou 8 perforations (les copies en six perforations sont moins coûteuses), soit réduites optiquement en copies 35 mm CinémaScope standard. Le Roi et moi, avec Yul Brynner et Deborah Kerr, est tourné en CinémaScope55. Mais ce format, qui voulait imposer l’hégémonie de la 20th Century Fox, en déstabilisant les réponses de la RKO avec le Superscope et de la Paramount avec la VistaVision, échoue à son tour.

### Todd-AO
En 1955, Mike Todd, l’un des promoteurs du Cinérama dont il perçoit rapidement les limites commerciales, décide de ressortir des oubliettes du cinéma des années 1930 un format de pellicule qui, à l’époque, avait eu une existence éphémère : le 65 mm. Moins gourmand que le Cinérama, ce format pourtant luxueux semble une bonne réplique au CinémaScope triomphant de la 20th Century Fox. Les premières prises de vue sont d’ailleurs exécutées sur des caméras vieilles d’un quart de siècle, motorisées pour la circonstance. Pour reprendre ce format, Mike Todd s’associe avec la société American Optical, d’où l’appellation du procédé : le Todd-AO.
Le format 65 mm impressionne des photogrammes sur toute la largeur de la pellicule, d’une rangée de perforations à l’autre. En hauteur, les photogrammes sont entraînés par 5 perforations de part et d’autre, au lieu de 4 pour le 35 mm. Les proportions sont de 2,2:1 Le mètre de pellicule coûte environ le double du 35 mm, mais la surface de l’image étant trois fois plus grande, la définition l’est dans la même proportion, ce qui permet une projection trois fois plus « piquée » sur un écran géant.

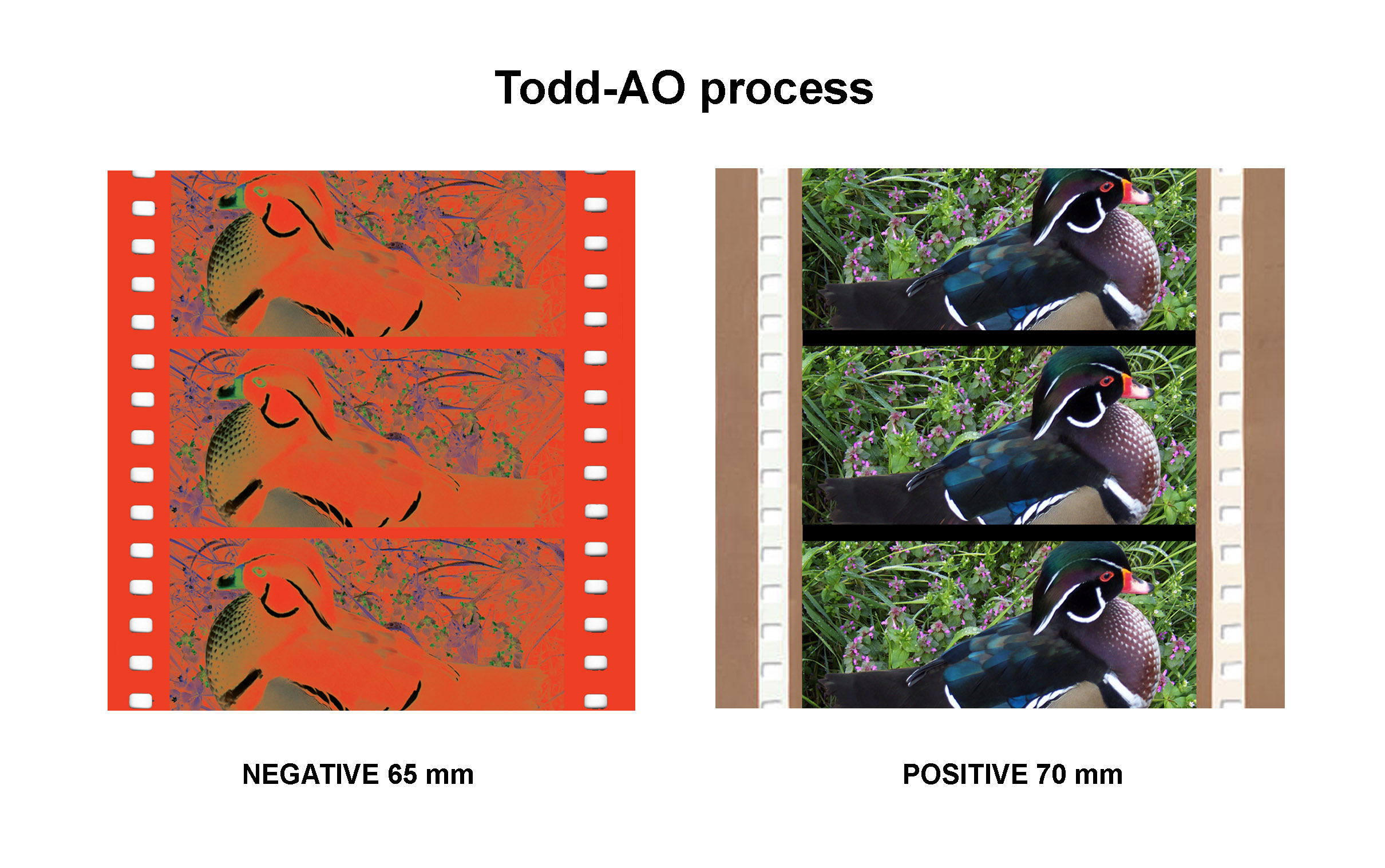
Todd-AO, négatif 65 mm et positif 70 mm

La projection Todd-AO utilise des copies 70 mm, qui permettent de rajouter de part et d’autre de la pellicule, sur deux fois 2,5 mm, deux pistes magnétiques, en tout quatre pistes. Pour compléter la panoplie stéréophonique, le photogramme est légèrement rogné de chaque côté pour laisser la place à deux autres pistes magnétiques, situées entre l’image et les perforations. Ce qui fait un total de six pistes sonores. Le photogramme des copies 70 mm Todd-AO mesure 22 mm de haut sur 48,6 mm de large. Pour faciliter le chargement de l’appareil de projection et les éventuelles réparations de la pellicule, le passage d’un photogramme à l’autre est indiqué par une minuscule perforation ronde entre les perforations rectangulaires. Pour assurer la planéité de la pellicule lors de son passage devant la fenêtre de projection, un système d’émission d’air comprimé est mis en place dans le couloir de défilement des appareils.
Oklahoma !, adapté d’une comédie musicale de Broadway, vieille d'une dizaine d'années, est le premier film sorti en 70 mm Todd-AO. Mike Todd est conscient que le parc international des salles de cinéma est dans son immense majorité équipé en format 35 mm. Pour produire ce film coûteux avec RKO, il signe un accord avec 20th Century Fox, qui prévoit une sortie massive différée de copies 35 mm en CinémaScope, afin d’atteindre le plus large public. 20th Century Fox exige que le film soit tourné en deux versions simultanées, avec deux caméras placées côte à côte, l’une chargée en 65 mm, l’autre en 35 mm, équipée non pas d’un objectif muni d’un Hypergonar Chrétien, mais d’un objectif cylindrique fabriqué par Bausch & Lomb Optical, qui offre par construction l’anamorphose du CinémaScope, éliminant ainsi les inconvénients d’un double objectif. 20th Century Fox hérite d’un négatif à son format exclusif, et assure lors de la seconde sortie, l’essentiel des recettes dont elle rétrocède par contrat les parts légitimes aux initiateurs du film. Les deux versions de Oklahoma ! sont légèrement différentes, les deux caméras ne filmant pas exactement sous le même angle les mêmes plans.

### Technirama
Contrairement aux autres procédés, le Technirama, qui veut faire pièce au Todd-AO, n’est pas initié par une société de production. C’est la société Technicolor qui le commercialise à partir de 1957, en collaboration avec la société hollandaise Old Delft (Oude Delft) qui apporte son projet de compression de l’image par un double prisme pour la prise de vue, et par un double miroir pour la projection. La première société à louer ce procédé est la Titanus italienne, pour un film italo-américain, Une histoire de Monte Carlo, avec Marlene Dietrich et Vittorio De Sica.
Le Technirama utilise le film 35 mm classique, mais en défilement horizontal sur une largeur de 8 perforations, qui fournit déjà un ratio allongé. Comme l’objectif Delrama est un anamorphoseur qui comprime l’image de 1 fois ½, le rapport final largeur/hauteur est porté à 2,35:1, ce qui le rapproche du CinémaScope (2,39:1), avec plusieurs avantages : le premier est la compression moindre (1,5 au lieu de 2) qui évite les déformations de courbure du procédé de la 20th Century Fox ; le deuxième est l’obtention d’une définition plus poussée de l’image dont la surface d’impression est plus grande ; le troisième est la luminosité du système de double prisme qui absorbe moins de lumière que les lentilles cylindriques de l’Hypergonar. Pour des raisons d'économies, les copies de projection du Technirama se présentent le plus souvent sous la forme de 35 mm à défilement normal, les photogrammes étant purement et simplement anamorphosés.
Le premier film 100 % américain tourné en Technirama est celui réalisé par Richard Fleischer, Les Vikings, avec Kirk Douglas, Tony Curtis, Ernest Borgnine et Janet Leigh (1958).

### MGM Caméra 65 & Ultra-Panavision 70, Super Panavision 70
La Metro-Goldwyn-Mayer, qui accepte le diktat de la 20th Century Fox en 1953 et tourne avec le procédé du CinémaScope, décide de s’émanciper de la tutelle de son concurrent. Elle demande à la société Panavision, qui fabrique des objectifs, de lui étudier un procédé qu’elle serait seule à exploiter. Panavision travaille déjà sur des objectifs de projection qui lui assurent une notoriété de premier plan. Son Super-Panatar, qui permet aux exploitants de salles de cinéma d’adapter leurs appareils de projection à tous les ratios de compression, qu’ils soient du CinémaScope ou de toute autre origine, est un tel succès que la 20th Century Fox décide d’abandonner la fabrication de ses propres objectifs de projection.
Et, en 1957, la MGM est fière de présenter son premier film en « MGM Caméra 65 », L’Arbre de vie, réalisé par Edward Dmytryk, avec Elizabeth Taylor et Montgomery Clift. En fait de nouvelles caméras MGM, il s’agit de classiques Mitchell BNC au format 65 mm. En revanche, elles sont équipées d’un objectif révolutionnaire, dont l’anamorphose n’est pas provoquée par un complément optique, mais par construction, à l’intérieur même du système de lentilles. Il n’est plus nécessaire de régler deux objectifs, même accouplés, un seul réglage suffit, et aucune déformation de courbure ne vient plus perturber le rendu optique. Au générique, sous l'indication « Filmé en MGM Caméra 65 », est précisé : « Objectifs de Panavision ». Mis à part les objectifs, qui sont la véritable nouveauté, le principe de prise de vue est identique à celui du Todd-AO. La pellicule de 65 mm se déroule verticalement, dans un ratio 1,33:1, et subit une compression optique qui mène au rapport 2,55:1, plus allongé que le CinémaScope. Le premier film en « MGM Caméra 65 » est en réalité exploité seulement sous les espèces de simples copies en 35 mm, car au moment de sa sortie, les salles équipées en 70 mm sont accaparées aux États-Unis par un immense succès Todd-AO, Le Tour du monde en 80 jours, et ne veulent pas lâcher la proie pour l’ombre ! Il faut attendre 1959 pour que le premier film « MGM Caméra 65 », projeté en 70 mm, prouve la qualité exceptionnelle des optiques Panavision, le spectaculaire Ben Hur, avec Charlton Heston et Stephen Boyd, autre grand succès.
La MGM se lance alors dans un programme ambitieux de six films à gros budget en « MGM Caméra 65 », dont le dernier, Les Révoltés du Bounty, imprudemment confié à la réalisation de Marlon Brando, non seulement dépasse considérablement son budget, mais en plus se confronte injustement au mépris de la critique et à l’absence du public. Afin de renflouer ses caisses, avant même la sortie du film, la MGM est obligée de rétrocéder à Panavision la paternité du procédé auquel cette société a œuvré presque dans l’ombre. Panavision récupère aussitôt son invention qu’elle commercialise sous le nom de Ultra-Panavision 70, procédé offert à qui veut le louer. Plus tard, dégagé complètement des productions MGM, le procédé est rebaptisé Super Panavision 70. Par exemple, en 1961, Exodus est tourné par Otto Preminger en Super Panavision 70, ainsi que Lawrence d’Arabie, réalisé en 1962 par David Lean. En 1968, 2001, l'Odyssée de l'espace, est filmé avec le même procédé par Stanley Kubrick. La Super Panavision domine encore actuellement le marché du film à grand spectacle.

### Techniscope
En 1960, la filiale de Technicolor en Italie lance un nouveau format pour faire du scope à moindre frais, sans pellicule ni objectif spéciaux : le Techniscope. On pourrait penser qu’il s’agit du résultat d’une réflexion de Technicolor sur le gâchis de surface sensible que propose le procédé Superscope, et sur l’économie qu’il offre néanmoins aux films à petit budget. Au lieu d’augmenter l’épaisseur de la barre qui sépare les photogrammes, pour obtenir comme dans le Superscope une image aplatie, Technicolor choisit de supprimer cette barre en faisant impressionner les photogrammes sur la hauteur de 2 perforations au lieu de 4 pour le format 35 mm standard et pour le Superscope. L’image est enregistrée au ratio 2,40:1 (2,33 aux débuts), aussi large que le CinémaScope, mais elle présente le même inconvénient que celle du Superscope : une définition moyenne lors des projections sur écrans géants. En revanche, le procédé enregistrant sur la hauteur de 2 au lieu de 4 perforations par photogramme, la dépense de pellicule négative est deux fois moindre qu’avec les deux autres procédés. Les copies d'exploitation sont au standard 4 perforations, et l’image allongée est alors compressée par un système optique mis au point par Technicolor. Comme la plupart des salles possèdent leur couple d’objectifs prévus pour le CinémaScope, le Techniscope peut être projeté grâce au concurrent.
Le premier film tourné en Techniscope sort en décembre 1960 : La Princesse du Nil, avec Linda Cristal. Sergio Leone l'utilise pour ses films Pour une poignée de dollars (1964), Le Bon, la Brute et le Truand (1966), et Il était une fois dans l'Ouest (1968), et plus tard George Lucas l'utilisera pour des raisons économiques et de style pour American Graffiti (1973). James Cameron utilise le procédé en 1997 pour réaliser les vues sous-marines du Titanic, le Techniscope doublant la durée de tournage d’un magasin de caméra, il se révèle idéal pour des prises de vues aux conditions d’accès difficiles.

### IMAX
Logé dans les centres de divertissement du grand public et du public familial, un dernier format de pellicule voit le jour en 1970 et se répand dans le monde entier. Il s’agit de l’IMAX, qui présente sur des écrans encore plus vastes que les écrans géants précédents, des films de court ou moyen-métrage, uniquement du type documentaire. La prise de vues et l’exploitation en salle se font sur une pellicule de 70 mm de large, qui défile horizontalement sur 15 perforations, d’où l’appellation 15⁄70 mm IMAX. L’écran est sphérique et le « chrono » de l’appareil de projection (son mécanisme même) est hissé à l’exact centre de la sphère, d’où il projette à l’aide d’un objectif très grand angulaire aux déformations optiques annulées par la sphéricité de l’écran. Les énormes galettes de pellicule sont situées plus bas, et la pellicule monte jusqu’à l’appareil (comme le câble d’un téléférique) et descend rejoindre les dérouleurs à plat ou les enrouleurs verticaux. Le son stéréophonique est complexe, enregistré séparément de l’image sur une bande magnétique multipistes perforée de 35 mm de large. Chaque salle est équipée de façon particulière, souvent avec des effets de vibrations et de chocs des sièges, dits « dynamiques », à seule fin de rendre plus grande l’illusion de participation à la scène.
Le procédé IMAX bénéficie dans certaines salles de sorties spéciales de copies de films de long-métrage, adaptées au format IMAX, qui complètent l’éventail de l’exploitation commerciale de ces œuvres. Des épisodes de Batman, Harry Potter, Star Wars, ont ainsi leur version IMAX DMR.
Plusieurs versions d'IMAX sont créées:
L'IMAX 2D : L'IMAX d'origine où les films sont tournés avec des caméras spécifiques avec des pellicules argentique 70mm/15. Le film Tiger Child (en japonais : 虎の仔 Tora no ko) est le premier film IMAX. Il est projeté pour la première fois à l'Exposition universelle de 1970 à Osaka au pavillon du groupe Fuji.
L'IMAX 3D : Identique à l'IMAX 2D mais en relief. Deux pellicules 70mm/15 sont projetées simultanément sur l'écran. Le premier système IMAX 3D est inauguré en 1986 lors de l'Exposition universelle de Vancouver.
L'IMAX DMR (Digital Re-Mastering) : C'est un procédé de remasterisation de films à la norme IMAX : Ce sont à l'origine des films tournés soit en 35mm soit en numérique puis sont confiés à la société IMAX qui va transposer par ordinateur chaque image du film sur pellicule IMAX.
L'IMAX DMR 3D : Film en 35mm ou en numérique transposé au format IMAX DMR et qui contient en plus des scènes 3D. Superman Returns est le premier film IMAX DMR 3D de l'histoire.
Les seuls cinémas en France équipés d'une projection IMAX sur pellicule argentique de 70mm/15 sont le Futuroscope de Poitiers (2D et 3D) et la Cité de l'Espace de Toulouse (2D, 3D).
Mais le procédé 15⁄70 mm IMAX va vers sa fin car trop cher (une caméra IMAX vaut 500 K $), pour basculer vers une renaissance générale du spectacle des films de cinéma : l’IMAX numérique (sans pellicule) est déjà une réalité mais la résolution même 4K n'est plus au niveau de l'IMAX argentique qui représenterait l’équivalent de 12 000 lignes de résolution (12K).

### Passage de la pellicule argentique au support numérique

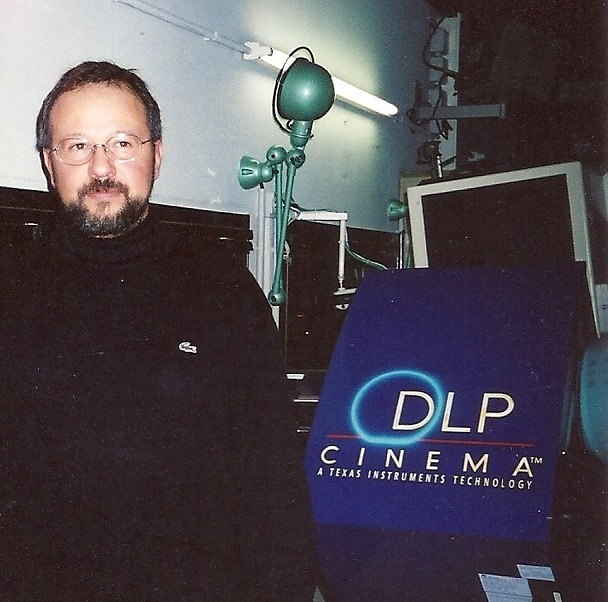
Projecteur cinéma numérique DLP Cinema, prototype de Texas Instruments, Paris, 2000.

« L'industrie du cinéma est aujourd'hui au seuil du plus grand changement de son histoire : le passage de la pellicule au numérique » écrit Éric Le Roy. « Des considérations économiques et politiques cantonnent les salles de projection électronique à des expériences isolées », c’est le constat pessimiste que dresse la revue Écran total en septembre 1999 à propos des projets d’abandon au cinéma des pellicules 16 mm, 35 mm et 70 mm. Presque quinze ans plus tard, le baromètre que publie trimestriellement le CNC décompte au 29 mars 2013 « 5 077 écrans numériques dans le parc global des salles en France, soit 93,6 % du parc. Fin mars 2013, 86 % des établissements (multiplexes) disposent d’au moins une salle numérique (écran et projecteur sans pellicule) et 1 149 salles, soit un peu moins du quart du parc, sont entièrement numérisées ».
En 1999, Texas instruments, rompu à la fabrication des circuits intégrés lance sa technologie, le DLP Cinema. Les premières projections publiques en cinéma numérique sont réalisées : le 18 juin 1999 aux États-Unis (Los Angeles et New York) et le 2 février 2000 en Europe (Paris) par Philippe Binant. La résolution était de 1280 pixels par ligne et de 1024 pixels par colonne (le 1,3K). En 2001, précisément le 29 octobre, La Fièvre de l'ormeau (La fiebre del loco) d'Andrés Wood, est sélectionné par la Commission supérieure technique de l'image et du son (CST) pour constituer le contenu de la préparation et de la présentation à Paris,,, de la première transmission de cinéma numérique par satellite en Europe d'un long métrage cinématographique par Bernard Pauchon, Alain Lorentz, Raymond Melwig et Philippe Binant.
« Pour certains puristes, les 1 080 lignes de la HD américaine sont bien loin de pouvoir rivaliser avec la finesse d’analyse de l’image 35 mm, qui représenterait l’équivalent de 4 000 lignes de résolution. » La revue Écran total donne la parole aux partisans du support argentique, mais prévient « qu’il ne nous appartient pas de clore ce débat », une prudence éditoriale nécessaire.
Aujourd'hui, en 2013, le DLP Cinema possède la résolution de 2 048 pixels par ligne et de 1 080 pixels par colonne (le 2K) ou la résolution de 4 096 pixels par ligne et de 2 016 pixels par colonne (le 4K).
Dès 2004, Sony avait présenté son standard numérique, le SXRD (Silicon Xtal [Crystal] Reflective Display), dont la résolution dite 4K est de 4 096 pixels par ligne et de 2160 pixels par colonne, équivalent au support pellicule argentique traditionnel 35 mm. Cette technologie utilise des miroirs pour renvoyer les couleurs, et des cristaux liquides pour les bloquer.
Ainsi que l’ont fait en 1903 tous les fabricants de matériel, de pellicule et les producteurs de films, qui ont mis fin à la guerre des formats et se sont entendus pour reconnaître le 35 mm aux perforations Edison, comme la seule pellicule standard au niveau international, les principales productions hollywoodiennes se sont réunies autour d’une charte commune, le DCI (Digital Cinema Initiatives), suivies par les instances européennes et internationales de régulation de l’audiovisuel. Le DCI reconnaît les deux technologies de projection, le DLP Cinema et le SXRD. Mais en 2010, le DCI repousse la technologie Texas instruments en 2K, et cette société transforme alors à ses frais les systèmes existants pour en faire du 4K. La raison en est que le 4K, outre sa qualité équivalente aux formats photosensibles 35 mm, permet une sécurisation plus poussée contre les interventions malveillantes, car le grand souci des principales productions hollywoodiennes, rejointes d'ailleurs par les productions européennes, est le piratage des mémoires statiques qui contiennent les fichiers des films, par des moyens informatiques grand public. Or, le 4K est capable de détecter des manipulations non autorisées et de bloquer le système. L'ouverture des moyens de lecture est cadenassée à plusieurs niveaux par des clés (appelées KDM, Key Delivery Message) que le distributeur fournit à ses clients officiels, les exploitants des salles de projection. Les clés comportent notamment le programme de projections que l'exploitant entend organiser chaque jour, ce qui permet aussi au distributeur de contrôler le nombre effectif de séances payantes en fonction des journées prévues par contrat. Les projections « fantômes » - non déclarées au distributeur - sont donc impossibles. C'est pourquoi le DCI, qui n'a pas vocation à la charité, attribue cependant des aides dans le monde entier pour accéder aux projections numériques, à condition que le matériel soit conforme aux normes de sécurité anti-contrefaçon. Seule cette conformité permet d'activer les clés KDM.
Une troisième technologie, celle du fournisseur historique du film souple, Kodak, c’est-à-dire Eastman, dévoile en 2010 son Laser Projection Technology (LPT), un système différent qui recherche une meilleure luminosité de l’image numérique, à moindre coût par la longue durée de vie du système (pas de remplacement de lampe coûteuse qui s'use à chaque utilisation). En 2011, c'est la société IMAX qui prend pour ses projecteurs une licence exclusive des technologies laser de Kodak. La société Laser Light Engines, Inc.(LLE) a présenté des démonstrations en 2013 sur la base d'un projecteur NEC 4K DLP Cinema adapté pour l'occasion, tendant à prouver qu'il est possible d'adapter les projecteurs DLP Cinema existants pour remplacer par le laser les lampes au xénon. Cependant, c'est NEC qui commercialise début juillet 2014 les premiers projecteurs D-Cinema certifiés conforme DCI.
Les caméras numériques se sont répandues, les systèmes de montage existent déjà depuis un quart de siècle grâce à la télévision, le parc de salles numériques suit massivement. La pellicule argentique serait-elle en train de vivre ses derniers moments ? Pour l’instant, ce serait faux de l’affirmer, car les différents décideurs ne connaissent pas encore les conditions dans lesquelles le support numérique (mémoires statiques) se conserve. Il est trop tôt, à leur avis, pour abandonner le négatif argentique, même issu d’un tournage et d’une finition numériques, comme moyen idéal de conservation de l’œuvre produite, car on connaît parfaitement les problèmes de survie d’une pellicule argentique, et les moyens de faire face à son éventuelle dégradation dans le temps. Actuellement, seules des copies régulières peuvent éviter la disparition du film enregistré dans une mémoire numérique, mais aujourd'hui, on manque encore de recul pour avancer un avis fiable en termes de durée de survie du support.
En 2013, Guillaume Basquin, dans "Fondu au noir : le film à l'heure de sa reproduction numérisée" (éd. Paris expérimental) (ISBN 978-2-912539-45-8), conteste fortement l'équivalence d'une projection photochimique (dite "Lumière") d'un film argentique et d'une diffusion (pas de projection optique en numérique, impossible ! mais un reflet d'une très grande quantité de petits miroirs) numérique par DCP (Dignital Cinema Projection) d'un même film argentique : les effets sur l'œil et le cerveau étant extrêmement différents : stabilité de l'image pendant 1/48e de seconde et effet vitrail d'un côté ; effet magma du remplissage numérique obligatoire de l'écran et absence de transparence de l'autre. Lien vers ce livre : https://www.livres-cinema.info/livre/6274/fondu-au-noir. Belle approbation par l'écrivain et professeur de littérature Philippe Forest dans la revue Artpress : "Guillaume Basquin honore le négatif".
En 2017, Samsung lance le Cinema LED Screen, sa technologie d'affichage sur écran LED, de type afficheur, donc sans cabine ni projecteur. Elle est d'abord déployée dans un cinéma en Corée (le Lotte Cinema World Tower) avec une largeur d'écran de 10,3 mètres. En mars 2018, c'est une version compatible 3D qui est installée dans un cinéma en Suisse (le Arena Cinemas de Zurich). Cette technologie d'affichage est compatible DCI, 4K et HDR. En 2019, le groupe Pathé, qui exploite plusieurs cinéma en France ouvre deux salles avec cette technologie (alors nommée Onyx), à Lyon-Bellecour et à Paris-Beaugrenelle,.
En France, le dépôt légal des films, reçu par le CNC depuis 1992, se fait obligatoirement sous la forme d’une copie 35 mm photochimique traditionnelle ou d'une copie numérique, sur disque dur ou clé USB non crypté(e).

### Travelling primitif («vue panoramique Lumière»)
En 1896, alors que les premiers films du cinéma n’ont pas encore cinq ans, François-Constant Girel, envoyé en Allemagne par Louis Lumière, embarque sur un esquif pour visiter les rives du Rhin. Plutôt indolent, l’opérateur estime qu’il est plus aisé de demeurer confortablement sur le pont que de marcher en portant la précieuse caméra et son trépied. Comme il lui est impossible de faire mettre à l’ancre le bateau pour prendre des « vues », il décide d’opérer en dépit de la navigation continuelle. Le Lyon républicain, ce journal qui avait vendu la peau de l’ours en 1894, annonçant avant sa mise au point le « kinématographe Lumière », s’extasie en découvrant les vues projetées : « il est une vue d’un effet absolument nouveau, prise sur un bateau en marche se rendant à Cologne, et où l’on voit défiler, sous forme d’un magnifique panorama, les rives si renommées du Rhin. » Mais Girel est loin d’être un bon opérateur, et ne restera d’ailleurs pas longtemps au service des frères Lumière, cet « effet absolument nouveau » est sans doute dû plus à son esprit de facilité qu’à son talent.
Un autre opérateur, Alexandre Promio, a l’idée de faire se déplacer la caméra, alors qu’il est à Venise. « Arrivé à Venise et me rendant en bateau de la gare à mon hôtel, sur le Grand Canal, je regardais les rives fuirent devant l’esquif, et je pensais alors que si le cinéma immobile permet de reproduire des objets mobiles, on pourrait peut-être retourner la proposition et essayer de reproduire à l’aide du cinéma mobile des objets immobiles. Je fis de suite une bande que j’envoyai à Lyon avec prière de me dire ce que Monsieur Louis Lumière pensait de cet essai. La réponse est favorable ». Filmée le 25 octobre 1896, la bande est présentée au même journaliste enthousiaste : « le Cinématographe, dans une élégante gondole, nous conduit jusqu’à Venise où défilent successivement pendant ce trajet en bateau les plus beaux points de vue de la cité vénitienne et tout cela au milieu d’un va et vient de gondoles du plus gracieux effet. »
Cet effet d’impression de déplacement par rapport au décor, Louis Lumière l’intitule « Vue panoramique Lumière », et le succès est tel que tout opérateur un peu imaginatif inscrit à son tableau de chasse une ou plusieurs vues en mouvement, la caméra étant installée sur tout ce qui peut la transporter avec son opérateur : voiture, train, ascenseur, traîneau, téléphérique, trottoir roulant, Grande roue, ballon dirigeable, puis avion, etc.
Il faut imaginer à quelles difficultés doivent faire face les opérateurs pour ramener de telles images. Dans les douze premières années du cinéma, soit les caméras ne possèdent pas de viseur, ou celui-ci est un simple tube optique, placé au-dessus ou sur le côté de l'appareil, mais que l'on consulte difficilement pendant la prise de vues, l'opérateur devant tourner la manivelle du mécanisme et assurer une bonne stabilité de l'appareil. Pour cadrer avec précision, on a recours au procédé utilisé en photographie : on règle l’appareil en observant directement la fenêtre de prise de vues. Pour cela, l’opérateur emporte toujours avec lui un morceau de pellicule voilée qu’il charge dans le couloir de prise de vues. Il voit ainsi l’image telle qu’elle sera impressionnée (donc, tête en bas, et inversée gauche-droite). Son cadrage fait, il bloque alors les vis de réglage du trépied, et charge la caméra avec un bobineau vierge. À partir de ce moment, il ne lui reste plus qu’à filmer « à l’aveuglette », son principal souci étant d'entraîner le mécanisme à la bonne vitesse, et à garder le bon rythme. Le plus souvent, les opérateurs du cinéma des débuts ont pratiqué la prise de vue photographique, et possèdent un « œil aiguisé » (« sharp eye »), ils connaissent l’étendue du champ filmé par leur caméra. Dès qu’un sujet très mobile sort de « l’entonnoir de l’objectif », ils corrigent le cadrage en déplaçant très rapidement l’appareil, à l’estime (un coup de pied habile dans le trépied suffit !). Les mouvements brusques, constatés dans certains bobineaux de films primitifs, sont parfois baptisés « panoramiques » par des historiens du cinéma, abusés par ces rattrapages de cadre accidentels.

### Panoramiques
Ce que nous appelons aujourd'hui un panoramique, ce mouvement de caméra voulu par l’opérateur, agissant sur les deux axes : horizontal et vertical, apparaît, comme le travelling, dès 1896. Laurie Dickson, le premier, inaugure le panoramique horizontal (suivant l’horizon), appelé « pan » en anglais. C’est James H. White qui ose en 1900, après ses panoramiques de droite à gauche sur le pont Alexandre-III, un panoramique évident et tentant sur la tour Eiffel, un panoramique de bas en haut, puis de haut en bas, un panoramique vertical, appelé tilt en anglais.
En 1900, les Anglais de l’école de Brighton utilisent dans leurs films de poursuite (chase films), pour mieux suivre les déplacements de leurs comédiens, une disposition reprise des « vues » de Louis Lumière, la diagonale du champ. L’idée du panoramique leur vient spontanément à partir des trajectoires du chat et de la souris, base élémentaire des chase films. L’Anglais Alfred Collins, qui n’est pas de Brighton mais travaille pour la filiale anglaise de Gaumont, est le premier à exécuter des panoramiques dans un but dramatique, notamment pour suivre en 1903 le déplacement d’une automobile dans Mariage en auto (The Runaway Match). Dans ce film trépidant, Alfred Collins utilise plusieurs fois le travelling en embarquant sa caméra sur le capot moteur des automobiles qui se poursuivent. En effet, la mariée fuit ses parents, d'où l'un des titres anglais quelque peu francophile : Elopement a la mode (Fugue à la mode). Mais, pour que le public ne soit pas désorienté en passant d'un véhicule à l'autre, une figure de montage alterné qui, à l'époque, n'a encore jamais été utilisée, Collins introduit des sous-titres avant chaque plan : « Véhicule des poursuivants », « Véhicule des poursuivis ». Ainsi, les spectateurs s'y retrouvent!
En 1901, pour Edison, à l’Exposition Pan Américaine, Edwin Stanton Porter fait un panoramique en deux temps, débutant en plein jour et à mi-course, se continuant dans la nuit. « Ce plan d’apparence très simple est en réalité une performance technique. La seconde partie du panoramique, en nocturne, a été enregistrée à une cadence de prise de vue beaucoup plus faible, afin de diminuer la vitesse d’obturation, ce qui a permis d’impressionner la pellicule dans une relative obscurité! » Cette prise de vue à cadence faible (undercranking) accélère le mouvement apparent à la projection. Pour donner l’illusion d’une même vitesse dans ce panoramique en deux parties, il a fallu que Porter contrecarre cette accélération apparente en ralentissant l’exécution du mouvement de panoramique.
Le panoramique horizontal est le plus facile à exécuter et rend le meilleur résultat, le panoramique vertical ayant l’inconvénient de dresser l’objectif vers le ciel qu’un opérateur qui se respecte se doit d’éviter à cette époque car les émulsions disponibles ne reproduisent que partiellement le spectre visible, le rouge est rendu par un gris neutre (c’est pourquoi les comédiens se maquillent les lèvres en noir, afin de les tirer de leur transparence sur pellicule), le bleu, lui, est reproduit en blanc (les ciels les plus bleus paraissent donc délavés, d’un blanc d’où ne ressort aucun nuage).

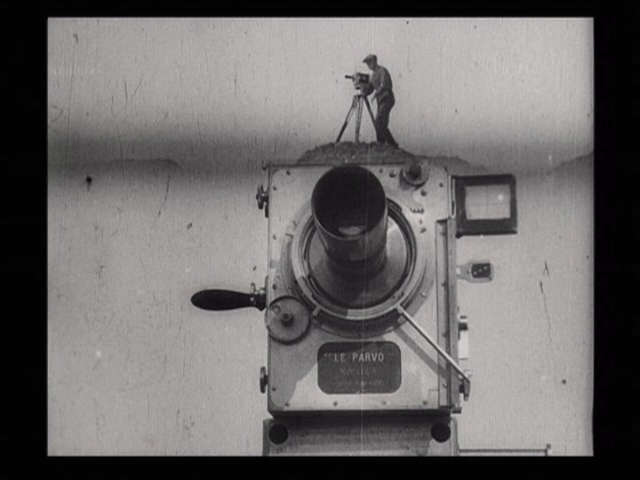
Le Parvo de chez André Debrie, ici dans le film soviétique L'Homme à la caméra (1928), de Dziga Vertov. Dans cette double exposition amusante, on remarque la manivelle du Parvo et son « viseur sportif » ou « visée claire » (sans tube optique).

C'est pourquoi les opérateurs de prises de vues ont plutôt tendance à considérer l'horizon comme une limite au-delà de laquelle l'image rendue est peu intéressante (du blanc, rien que du blanc). Il faut attendre 1920 et l'arrivée sur le marché d'une pellicule de type panchromatique, rendant correctement en noir et blanc toutes les couleurs du spectre visible à l'œil nu.
D'autre part, pour faciliter la manœuvre du panoramique horizontal, et parce que les caméras sont bientôt chargées avec des galettes de 60, 120 puis 300 mètres de pellicule, pouvant enregistrer plusieurs plans, et nécessitant de déterminer autant de cadrages différents, la caméra est équipée d'un tube de visée plus élaboré, accolé d'abord au sommet de la caméra, puis sur le côté (pour dégager la partie haute, réservée au couple de magasins de pellicule, vierge et enregistrée). La tête du trépied sur laquelle est fixée la caméra est munie de manivelles actionnant les réglages horizontaux et verticaux, et permettant d'exécuter commodément des panoramiques dont la trajectoire peut être contrôlée grâce au tube de visée. Mais l'opération reste acrobatique, car le mécanisme des caméras est encore entraîné par une manivelle. Ce qui fait 3 manivelles à activer pour une seule personne.
L'opérateur fétiche de D.W. Griffith, Billy Bitzer, raconte dans ses mémoires sur le tournage d'Intolérance (1916) que son coéquipier Karl Brown « tournait la manivelle [d'entraînement du mécanisme de la caméra] au moyen d'un câble flexible, tandis que je commandais les manettes qui la faisaient panoramiquer ». Pour contrôler le cadrage, Billy Bitzer a implanté à l'intérieur de l'appareil de prise de vues un tube de visée qui lui permet de regarder « directement l'image impressionnée sur la pellicule, par l'arrière de la caméra, et ce, grâce à un oculaire garni d'un œilleton en caoutchouc qui s'ajustait exactement à mon œil afin que la lumière ne voile pas le film ». L'amélioration et l'allègement des batteries permettent au cours des années 1920 l'apparition de l'entraînement du mécanisme par un moteur électrique qui libère enfin le bras droit de l'opérateur, disponible pour manœuvrer seul les manivelles du trépied.

### Travellings
Dans les années 1910, les films américains sont peuplés de poursuites où le réalisateur fait embarquer la caméra sur des trains ou des voitures. La vitesse est un nouvel ingrédient des films d’aventures, flattant un public qui n’a ni les moyens de posséder une auto rapide, ni ceux de prendre place dans un train express. Le passage poursuivi-poursuivant n'a plus besoin d'être indiqué car, depuis le premier film de D.W. Griffith, Les Aventures de Dollie, les cinéastes savent comment on raconte des actions simultanées par le découpage en plans et par le montage parallèle, et le public est désormais familiarisé avec ce type de récit.

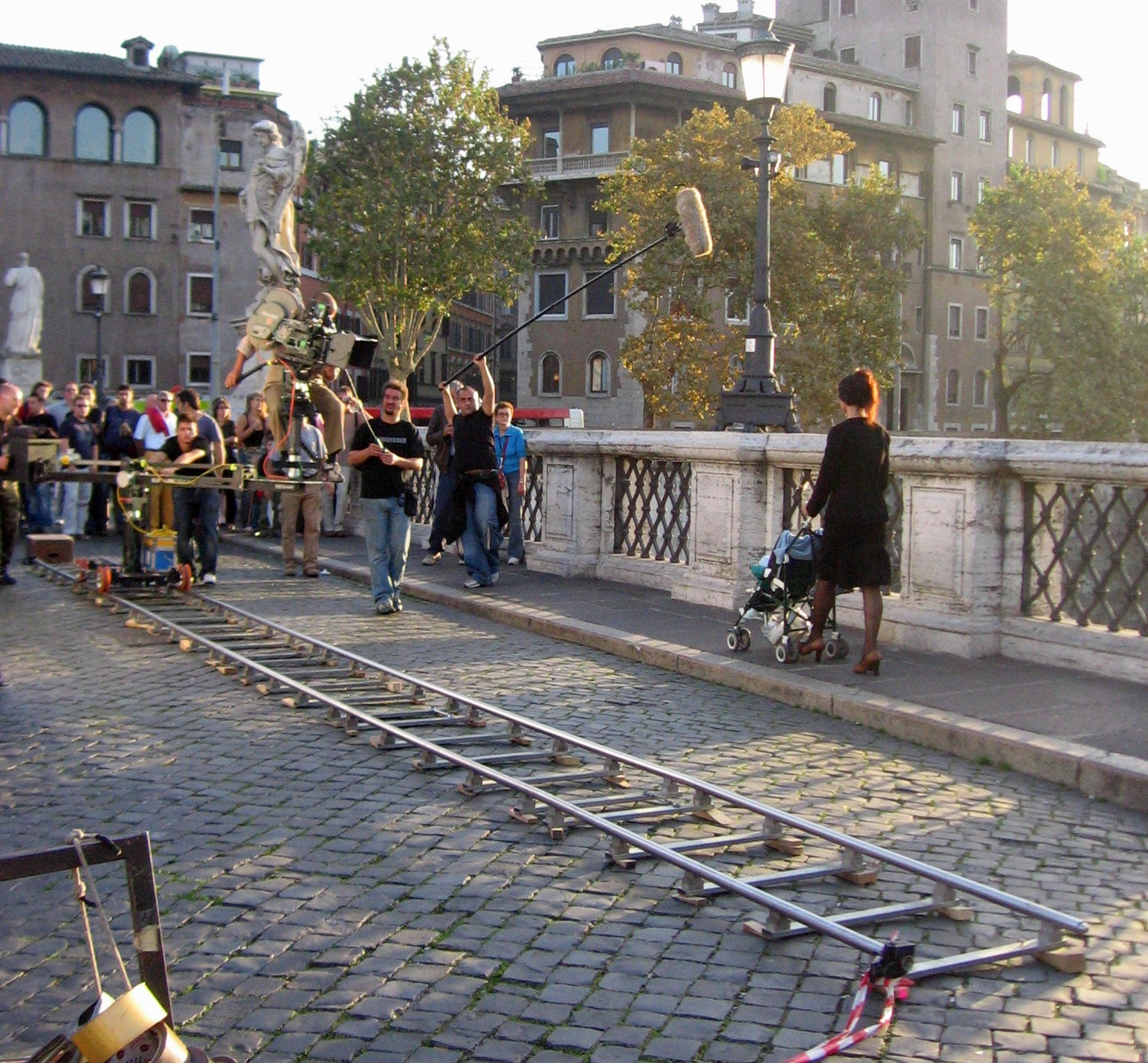
Un travelling arrière sur le tournage de La Troisième Mère (2007) de Dario Argento.

En 1912, un réalisateur de Thomas Edison, Oscar Apfel, annonce les différents flash-backs du film Le Passant (The Passer-By) par un travelling avant sur le personnage principal, une façon « d’entrer dans sa tête » puis « d’en sortir » par un travelling arrière, après le flash-back. Cet emploi particulier du travelling sera à l’honneur dans les années 1950, à l’occasion des nombreux mélodrames de l’époque, et il est une occurrence systématique dans les films d’aujourd’hui, soucieux du « tout en mouvement ».
Dans les années 1920, un jeune cinéaste français rêve d’un cinéma total. Sous son nom d’artiste, Abel Gance, il essaie toutes les possibilités de travellings embarqués sur différents véhicules. Pour son monumental Napoléon (1927), il cherche à rendre le mouvement des batailles en exigeant de ses opérateurs qu’ils tournent certains plans sans trépied, on dirait de nos jours : « caméra à l’épaule ». Mais il est encore trop tôt pour cette expression, car l’opérateur serre d’une main la caméra contre ses abdominaux et de l’autre actionne la manivelle, comme le ferait un joueur d’orgue de barbarie portatif. Caméra aux tripes, impossible de viser. Abel Gance obtient ainsi des plans réputés jusqu’alors infaisables, très dynamiques et spectaculaires. Il fait même propulser des caméras à travers les airs, à l’aide d’une sorte de catapulte, pour obtenir le plan subjectif d’un boulet de canon, ou d'une boule de neige, expérience peu probante, la subjectivité d’un objet se devant d’être appuyée, confirmée, par des plans de l’objet en mouvement, comme on le voit dans le cinéma numérique d’aujourd’hui, avec, par exemple, des plans subjectifs de flèches en vol (Robin des Bois, prince des voleurs de Ken Reynolds).
En 1922, le cinéaste suédois Mauritz Stiller montre dans La Saga de Gösta Berling la course nocturne d’un traîneau sur un lac gelé, avec des plans filmés en travelling latéral depuis un autre traîneau. « Filmer en extérieur la course qui se déroule à la tombée de la nuit aurait nécessité des moyens d’éclairage énormes et brutaux qui n’auraient pas donné d’aussi beaux plans rapprochés des comédiens. Ces plans ont été réalisés en studio, et le paysage de glace nocturne qui défile derrière eux était peint sur un énorme cylindre qui tournait en arrière-plan, comme Méliès l’avait fait auparavant dans La Conquête du Pôle en 1912 pour ses fonds de ciels étoilés. Cette séquence de poursuite sur la glace et les plans très rapprochés du visage bouleversant de beauté de Greta Garbo ont fait d’elle une star internationale surnommée la « Divine » ». C’est à cette époque l’âge d’or du cinéma muet, et déjà tous les mouvements de caméra sont expérimentés et propagés. La fabrication de rails de travelling tubulaires, légers et néanmoins rigides, apparaît dès les années 1920, permise par la commercialisation du duralumin, alliage d’aluminium, de cuivre et de magnésium, qui équipe aussi le chariot sous la forme de quatre bogies à deux roues.
En 1956, le cinéaste français Albert Lamorisse met au point un système anti-vibratoire de prises de vues en hélicoptère, qu’il nomme Hélivision. Il commence par accumuler une quantité de plans d’archives (« stock-shots ») sur différentes régions de France, puis de superbes prises de vues de la ville de Paris, pour lesquelles il obtient d’André Malraux une exceptionnelle autorisation de survol à basse altitude. Puis, c’est le film Le Voyage en ballon, qui fait connaître internationalement son système anti-vibratoire. Les premiers James Bond utilisent les prises de vues aériennes depuis un hélicoptère équipé du système Hélivision. Notons qu’Albert Lamorisse est tué en 1970 dans le crash de son hélicoptère, lors de prises de vues en Iran.

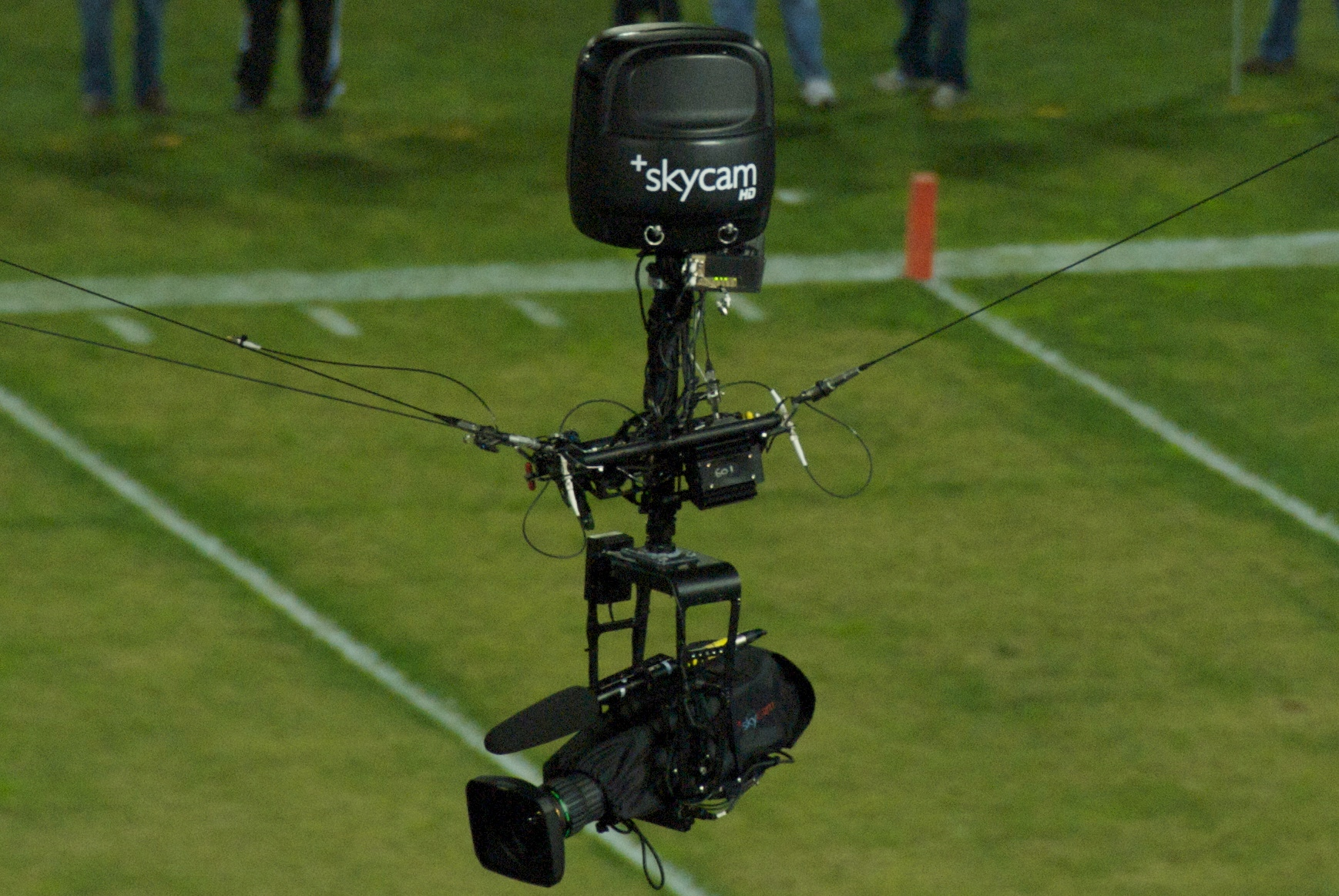
SkyCam sur 1 câble

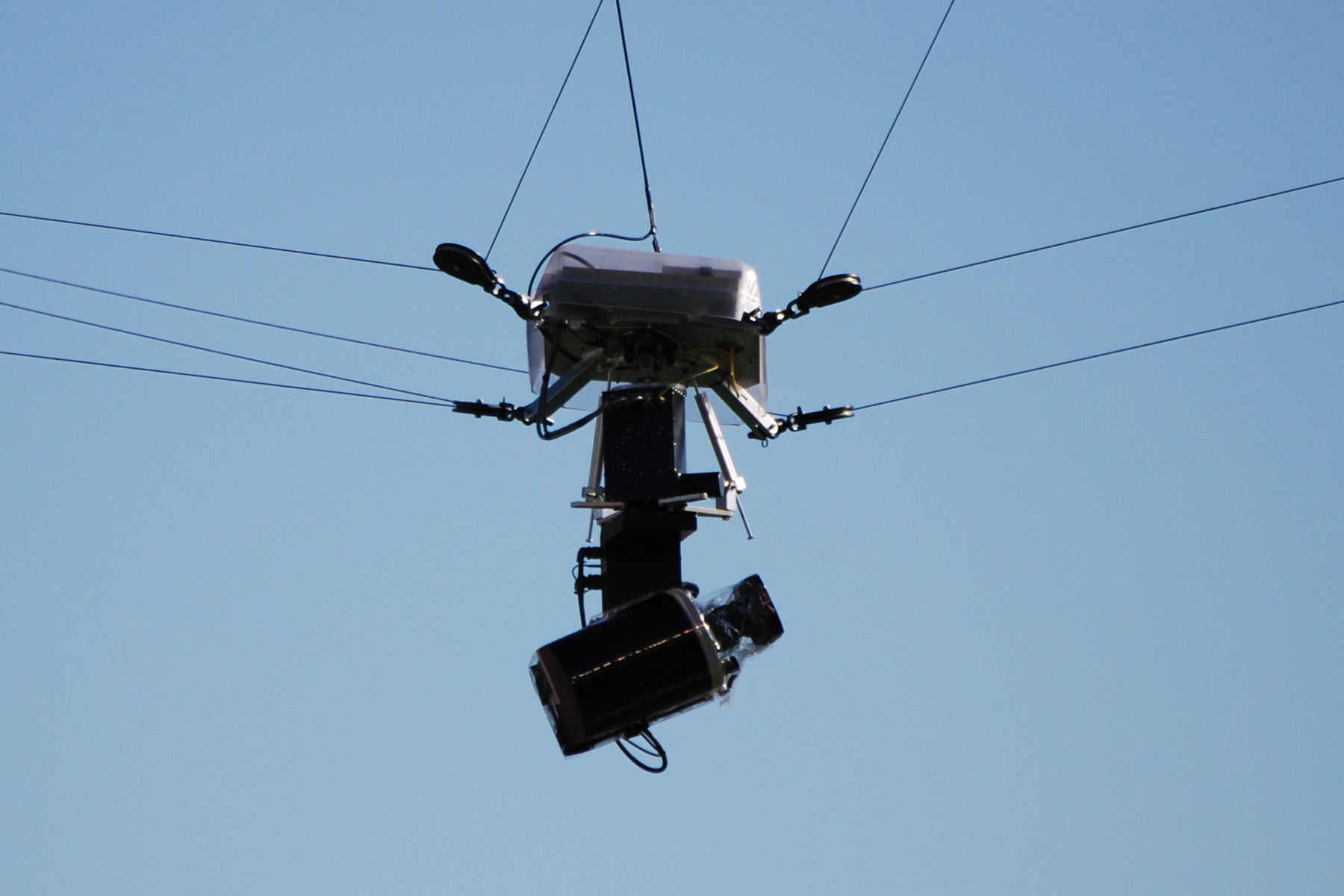
Cablecam sur 4 câbles

Les ballons dirigeables, les avions, les hélicoptères sont couramment utilisés, associés à divers systèmes anti-vibratoires (Hélivision, Wescam) pour des travellings aériens à faible ou grande vitesse et à altitude variable. Sont aussi appréciés des sortes de téléphériques installés sur un câble tendu entre deux pylônes (Aérocam ou Skycam) qui permettent des survols à très basse altitude et à grande vitesse (jusqu'à 60 km/h) de scènes de poursuite (ainsi que des vues aériennes de sportifs), ou sur quatre câbles tendus entre quatre pylônes, les quatre câbles étant synchronisés pour se rétracter ou s'allonger grâce à autant de treuils, comme la Cablecam qui permet un déplacement complexe à l'intérieur du quadrilatère formé par les quatre pylônes (dans E.T. l'extra-terrestre ou dans Le Seigneur des anneaux). Mais la grande nouveauté (1976) est incontestablement le système Steadicam qui permet à la caméra, portée par un opérateur spécialisé, de se déplacer au sol comme si elle flottait sur un coussin d'air, avec en prime la possibilité d'un court mouvement en hauteur. Ce système est aussi utilisé pour permettre une mise en place rapide de la caméra par rapport aux comédiens, dans un plan qui ne comporte pas nécessairement de travelling.

### Mouvements de grue
Dans ses mémoires, Billy Bitzer donne des précisions sur le dispositif qui lui avait permis de filmer le festin orgiaque de Balthazar dans la partie babylonienne d’Intolérance : un ascenseur sur rails qui permettait à la caméra, après avoir montré en plongée l’ensemble du décor gigantesque du palais, de s’approcher des cinq mille figurants tout en abaissant sa trajectoire vers le sol.

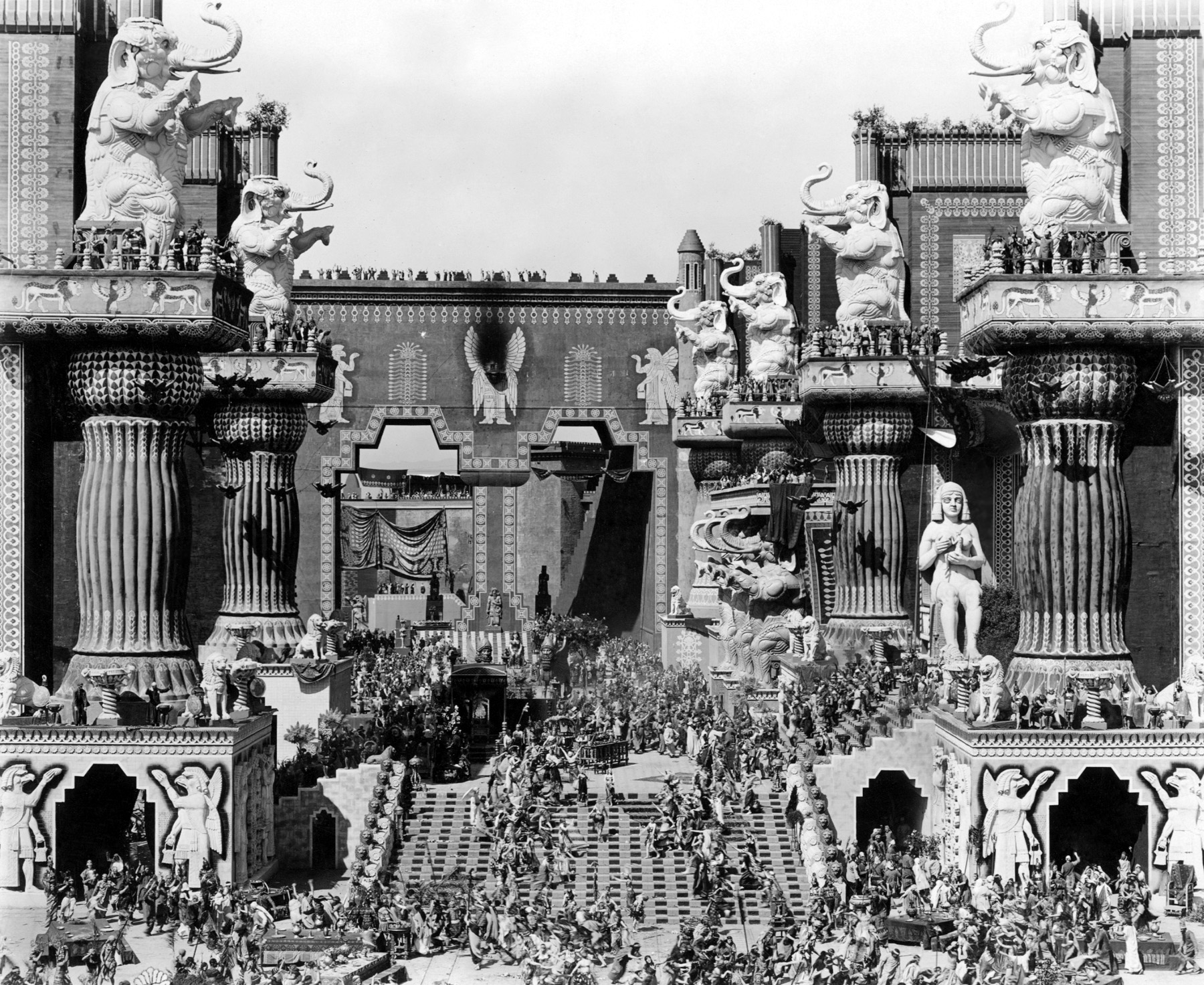
Intolérance, le palais de Balthazar, objet du « mouvement de grue ».

Géant de 45 mètres de haut, avec une surface utile au sommet de 4 m2 et une largeur au sol d’une vingtaine de mètres carrés, la tour contenait un ascenseur, une plate-forme supportant la caméra, qui pouvait monter ou descendre tandis qu’on faisait avancer le tout sur des rails de chemin de fer. Pour la manœuvrer, il fallait 25 machinistes… « Plus modestement, mais tout aussi ingénieux, des ascenseurs à piston hydraulique ont longtemps équipé les grands studios, en Amérique comme en Europe. Ils permettent par exemple de filmer un personnage montant ou descendant un escalier tournant, l’escalier de décor était construit autour de l’ascenseur du studio ».
Le dispositif d'Intolérance, qui révèle aussi bien la mégalomanie de Griffith que l’ingéniosité des techniciens de cinéma, a évolué pour donner la grue de cinéma, un système en équilibre à deux flèches, l’une pour porter au minimum la caméra et son opérateur, mais souvent aussi le premier assistant opérateur (chargé de « faire le point »), et parfois le réalisateur, l'autre, dite contre-flèche, pour porter le contrepoids d'autant plus lourd que la contre-flèche est plus courte. Les deux flèches forment un parallélogramme articulé qui permet au support de la caméra et aux sièges du personnel d’être toujours dressés verticalement. Les deux flèches sont parfois munies de haubans latéraux pour assurer une géométrie parfaite de l'ensemble. Les grues nécessitent toujours un nombre important de machinistes pour les mettre en état de fonctionnement et contrôler leur débattement (voir photo).

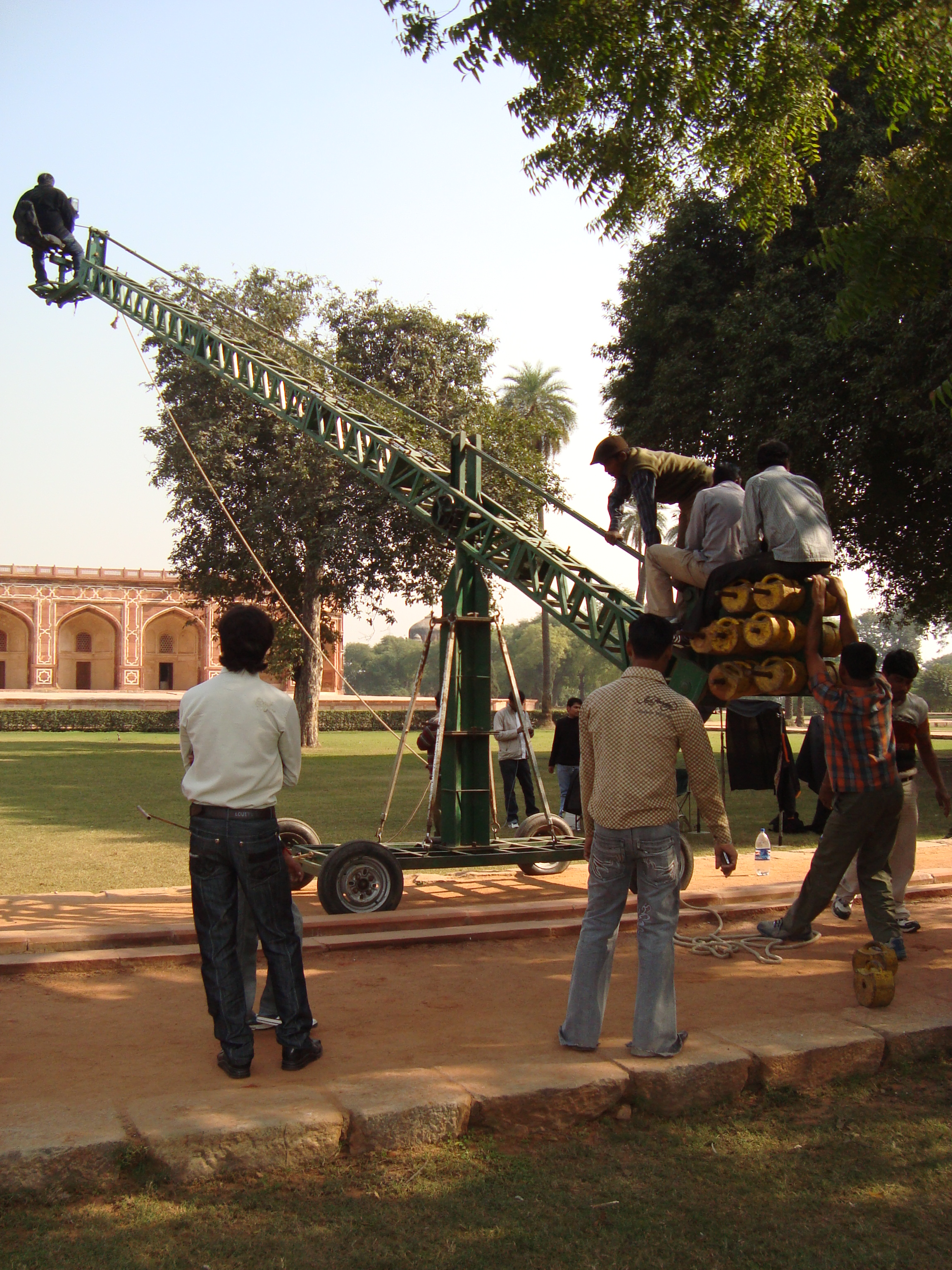
Grue « classique » à contrepoids

Dans Le Caméraman, Buster Keaton fait un clin d'œil à cet engin de machinerie géant et coûteux, mais toutefois utilisé couramment dans toutes les productions hollywoodiennes (1928). L’apprenti caméraman assiste à une bataille sanglante dans Chinatown, du haut d’un échafaudage que les combattants arrivent à détacher du mur à coups de lames involontaires. L’échafaudage, devenu parallélogramme articulé, se comporte alors comme une grue de cinéma, et s’effondre, entraînant Buster - qui continue de mouliner la manivelle de sa caméra - dans un gracieux mouvement d’arrondi descendant, avec un beau nuage de poussière à l'arrivée : la grue du pauvre !
En 1930, René Clair ouvre et clôture son film Sous les toits de Paris « par un mouvement de grue qui part des cheminées crachant leur fumée, descend dans la rue où un chanteur ambulant vend ses partitions et les interprète en chœur avec les habitants du quartier. À la fin du film, c’est le mouvement de grue inverse qui éloigne notre regard du bateleur et nous emporte jusqu’au-dessus des toits de Paris ».
Un système est très en vogue dans les superproductions hollywoodiennes des années 1930. Ainsi, dans Autant en emporte le vent, un plan impressionnant décrit les innombrables blessés des troupes sudistes, couchés à même le sol de la gare, durant la défense d’Atlanta. Une construction en bois, un plan incliné partant du sol et culminant à plusieurs dizaines de mètres, permettait à un chariot à bogies de gravir la montée sur des rails, emportant avec son support horizontal la caméra et les opérateurs dont le poids était compensé par un contrepoids à déplacement vertical. De nos jours, ce travelling ascendant serait obtenu grâce à un grand modèle de Louma, ou autre marque, en évitant le risque d’emmener des techniciens dans les airs. Les comédies musicales des années 1950 utilisent les mouvements de grue pour survoler les troupes de danseurs et donner aux séquences musicales de superbes envolées.
En 1937, dans Jeune et innocent, Alfred Hitchcock concocte l’un des plus célèbres mouvements de grue du cinéma. Accusé d’un crime qu’il n’a pas commis, un jeune homme part à la recherche de l’assassin dont on ne sait qu’une chose : il souffre d’un clignement maladif de l’œil gauche. « Dans un mouvement de grue de soixante et quelques secondes, qui nous mène du hall d’entrée d’un cabaret à la salle où évoluent de nombreux couples, la caméra survole la piste, elle descend progressivement, se dirige vers l’orchestre, des musiciens blancs grimés en noirs, dont elle isole le batteur, s’approche de lui, de plus en plus près, finit par un gros plan très serré de son visage, et soudain… l’homme cligne nerveusement de l’œil gauche ».
De nos jours, les grues de cinéma ont suivi les avances technologiques de leurs mères des chantiers de construction. Grâce à la visée vidéo et aux commandes à distance, elles sont munies d’un bras télescopique qui permet un grand débattement dans l’espace. Le seul poids à compenser étant celui de la caméra, l’équilibrage du système est plus facile à obtenir et moins colossal. Une grue pouvant élever une caméra à deux ou trois mètres de haut peut être mise en fonction et actionnée par un seul machiniste. Les grues les plus performantes élèvent leur charge à une trentaine de mètres.